# Historia del catalanismo político

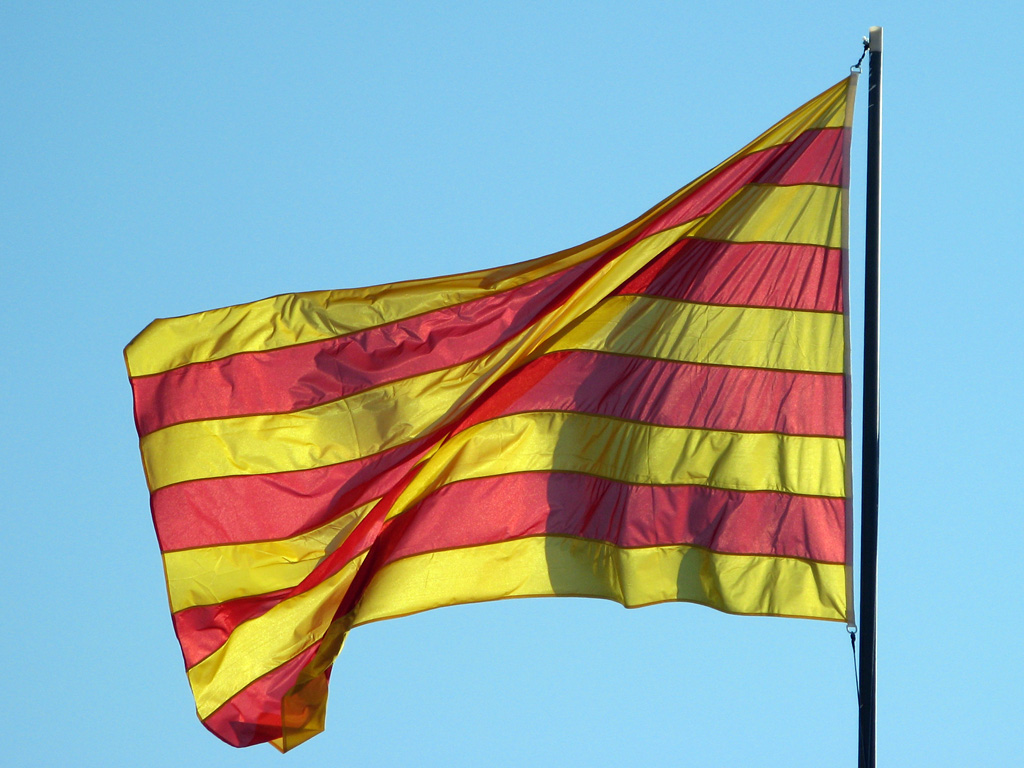
Bandera catalana.

La historia del catalanismo político o del nacionalismo catalán comienza en los primeros años de la Restauración borbónica en España tras el fracaso de la experiencia federal de la Primera República, aunque los orígenes del catalanismo político se remontan a la primera mitad del siglo XIX con el crecimiento de la oposición al modelo centralista del Estado liberal y con el desarrollo del movimiento de la Renaixença. Según John H. Elliot el término «catalanismo», «hasta entonces reducido al movimiento cultural, comenzó a adquirir un serio significado político en el curso del llamado sexenio revolucionario, de 1868 a 1874». Más concretamente el adjetivo «catalanista» empezó a ser usado entre 1870 y 1871 para referirse a sí mismos por los miembros de la Jove Catalunya y de la revista La Renaixensa —con la introducción del nuevo término querían indicar que su objetivo era ir más lejos que el simple regionalismo—. Como movimiento político nace a finales de la década de 1880.
Su afirmación como alternativa política tiene lugar en el contexto de la conmoción provocada por el «desastre del 98» en el que el protagonismo corresponde al nacionalismo conservador representado por la Lliga Regionalista. Su irrupción en la escena política española se produce en 1907 con motivo del resonante triunfo electoral de las candidaturas de Solidaridad Catalana, coalición formada como rechazo a la Ley de Jurisdicciones y a la impunidad en que quedaron los militares responsables de los Hechos del ¡Cu-Cut!. El primer fruto de la presión catalanista sobre los gobiernos del turno fue la creación en 1914 de la Mancomunidad de Cataluña, presidida por Enric Prat de la Riba, pero la campaña autonomista catalana de 1918-1919 no consiguió su objetivo.
La Dictadura de Primo de Rivera (1923-1930) aplicó una dura política anticatalanista que paradójicamente provocó el efecto contrario del que perseguía. En septiembre de 1932 las Cortes de la Segunda República Española aprobaban el tan ansiado Estatuto de Autonomía, que estuvo vigente hasta la ocupación de Cataluña por las tropas franquistas al final de la Guerra Civil Española. Durante la Dictadura del general Franco el catalanismo y todos los signos diferenciales, incluido el uso del catalán, fueron duramente reprimidos, aunque en los últimos años el catalanismo logró rehacerse, como se demostró durante la transición democrática en la que el lema de la Asamblea de Cataluña, Llibertat, Amnistia, Estatut d'Autonomía logró un amplio respaldo popular.
En 1979 se aprobaba el nuevo Estatuto de Autonomía y al año siguiente se celebraban las primeras elecciones al Parlamento de Cataluña, que fueron ganadas por la coalición Convergència i Unió encabezada por Jordi Pujol, que ostentaría la presidencia de la Generalidad de Cataluña durante los veintitrés años siguientes. Las elecciones de 2003 abrieron una nueva etapa con la formación del gobierno tripartito presidido por Pasqual Maragall, del Partido de los Socialistas de Cataluña, y cuyo objetivo principal era la reforma del Estatuto. En 2006 las Cortes aprobaban el nuevo estatuto con importantes recortes sobre el proyecto inicial aprobado el año anterior por el Parlamento, lo que llevó a Esquerra Republicana de Catalunya, uno de los socios del tripartito, a propugnar el 'NO' en el referéndum que lo ratificó. En junio de 2010 se conoció la sentencia del Tribunal Constitucional que significó un duro golpe para las aspiraciones del nacionalismo catalán. Como rechazo a la misma se produjo un incremento espectacular del independentismo catalán que llevó al gobierno de la Generalidad presidida por Artur Mas, líder de CiU tras la retirada de Jordi Pujol, a la celebración de una «consulta» sobre el «derecho a decidir» el 9 de noviembre de 2014. 
Tras la celebración de las elecciones plebiscitarias del 25 de noviembre de 2015 Artur Mas, por presiones de la CUP, tuvo que ceder la presidencia de la Generalidad a su compañero de partido Carles Puigdemont bajo cuyo mandato se produjo el 1 de octubre de 2017 el referéndum de independencia de Cataluña y la declaración unilateral de independencia, lo que provocó la intervención de la autonomía por el gobierno de España y el procesamiento de todos los miembros del gobierno de Cataluña y de la mesa del Parlamento autonómico. En las elecciones del 21 de diciembre de 2017 los grupos independentistas volvieron a conseguir la mayoría absoluta y al no poder investir de nuevo a Puigdemont el Parlamento de Cataluña aprobó la candidatura de la persona propuesta por él, Quim Torra.

## Los orígenes del catalanismo político (1808-1875)

### La doble identidad catalana y española y la oposición al modelo centralista y uniformista del Estado Liberal

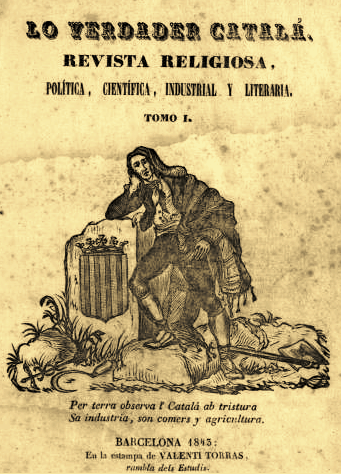
Primera página del primer número de Lo verdader catalá, el primer periódico escrito íntegramente en catalán. El grabado en el que aparece un catalán vestido con el traje tradicional junto a las cuatro barras está acompañado del siguiente pie en catalán: Por tierra observa el catalán con amargura/su industria, su comercio y agricultura.

Según Pere Anguera, hacia 1800 España era «para muchos catalanes» «un referente administrativo, no una entidad creadora de conciencia colectiva». «Subsistían elementos diferenciadores que, desde la lengua a los sistemas de relación derivados del derecho civil, vertebraban y mantenían una conciencia particular». También contribuía a esta, ennobleciéndola, «el recuerdo idealizado de un pasado, relativamente reciente, con unas libertades añoradas». El viajero inglés Henry Swinburne destacó en 1775 de los catalanes «el entusiasmo apasionado por la libertad», que les había conducido a llevar a cabo «el mayor número de insurrecciones» de Europa, y además describía la Guerra de Sucesión Española como «la lucha más encarnizada... para romper sus cadenas y convertirse en una nación libre». Una valoración similar hizo el general francés Jacques Dugommier cuando nada más entrar con sus tropas en Cataluña en 1794, durante la Guerra de la Convención, comunicó al Comité de Salvación Pública que el catalán era «enemigo del español» y que «siempre había amado la libertad». Sin embargo, según el hispanista Angel Smith, las elites catalanas desde la década de 1770 habían comenzado a asumir como propio el proyecto español, aunque reconoce que el gran salto adelante no se produjo hasta la guerra contra Napoleón.
El «sentimiento de identidad española» comienza a fraguarse en Cataluña durante la guerra antinapoleónica, cuando los catalanes «por primera vez compartieron con los otros españoles un enemigo común». Como ha constatado el hispanista Angel Smith, «en Cataluña, creo que por primera vez, el muy emocional término pàtria fue comúnmente usado para referirse tanto a España como a Cataluña».
Sin embargo, se mantuvo la «férrea oposición a cualquier tentativa de identificación con Castilla en lengua y leyes», ya que a lo largo del siglo XVIII se había mantenido la reivindicación de las instituciones y leyes propias del Principado de Cataluña abolidas por el decreto de Nueva Planta de Cataluña de 1714, así como el uso de la lengua propia, incluso en ciertos niveles administrativos y académicos, como lo prueba la reiteración de decretos exigiendo el uso exclusivo del castellano. «Lo que se rechazaba no era España, el todo que designaba el Estado personalizado en la monarquía, sino Castilla, la parte que lo quería monopolizar y construir a imagen de sus dirigentes». Los catalanes de principios del siglo XIX «lo que no querían era ser castellanos». Un «odio» hacia Castilla que ya advirtió el viajero francés Alexandre de Laborde. También lo señaló el general liberal Evaristo San Miguel que en 1836 afirmó: «Todo cuanto procede de Castilla tiene para ellos [los catalanes] el carácter de desagradable y sospechoso».
En el opúsculo propagandístico Centinela contra franceses publicado poco después de la batalla de Bailén de julio de 1808, el barcelonés Antonio de Capmany, que luego sería diputado en las Cortes de Cádiz, alababa la existencia en España de una diversidad de la que adolecía Francia, donde «no hay provincias ni naciones», y que había servido para resistir al invasor napoleónico:

¿Qué sería ya de los Españoles si no hubiese habido Aragoneses, Valencianos, Murcianos, Andaluces, Asturianos, Gallegos, Extremeños, Catalanes, Castellanos, etc.? Cada uno de esos nombres inflama y envanece, y de esas pequeñas naciones se compone la masa de la gran Nación, que no conocía nuestro conquistador.

Sin embargo, Campany consideraba el catalán un «idioma antiguo provincial muerto para la república de las letras». Un punto de vista que era compartido por el liberal mataronense Antonio Puigblanch quien en su obra La Inquisición sin máscara (1811) defendió que Cataluña «abandone el idioma provincial», el catalán, para adoptar la «lengua nacional», el español, para «estrecharse más y más bajo las nuevas instituciones con el resto de la nación, e igualarla en cultura». De lo contrario, «el que no posea como nativa la lengua nacional (...) será siempre extranjero en su patria» y «quedará privado de una gran parte de la ilustración que proporciona la recíproca comunicación de las luces».
Durante el complejo proceso de construcción del Estado liberal en España sus partidarios en Cataluña se preocuparon en destacar la continuidad de las antiguas libertades catalanas con el nuevo régimen constitucional, para de esa forma «favorecer la plena integración de Cataluña a la España liberal», pero también para «consolidar el sentimiento de catalanidad».
A raíz de la convocatoria de las Cortes de Cádiz, la Junta Superior del Principado de Cataluña formada en 1808 tras el rechazo a las abdicaciones de Bayona, redactó una «Exposición de las principales ideas que... cree conveniente manifestar a los señores Diputados de la Provincia que en representación de la misma pasan al Congreso de las próximas Cortes» en la que se decía:

Que aunque desde luego deben reconocerse las ventajas políticas que resultarían de uniformar la Legislación y los derechos de todas las Provincias de la Monarquía para que no quede esta después de la actual crisis hecha un cuerpo compuesto de partes eterogéneas; con todo quando no pensase así la pluralidad, o quando insuperables obstáculos se opusiesen a la realización de esta medida saludable, en tal caso debe Cataluña no solo conservar sus fueros y privilegios, sino recobrar los privilegios de que disfrutó Cataluña en el tiempo que ocupó el trono español la augusta Casa de Austria.

En 1820, al principio del Trienio Liberal, la Diputación Provincial de Cataluña se declaraba sucesora del «espíritu que animaba a nuestros mayores» para «mantener su libertad civil», pues «la historia nos recuerda… su sabio gobierno, su representación por medio de sus Diputados, su adhesión a las leyes establecidas por sí mismos». También se establecieron paralelismos entre la Constitución de 1812 y la antigua legislación catalana pues ambas, como dijo el diputado Vila en noviembre de 1836, habían sido arrebatadas por una «fuerza extranjera», en las dos ocasiones francesa, la primera en 1714 y la segunda en 1823.

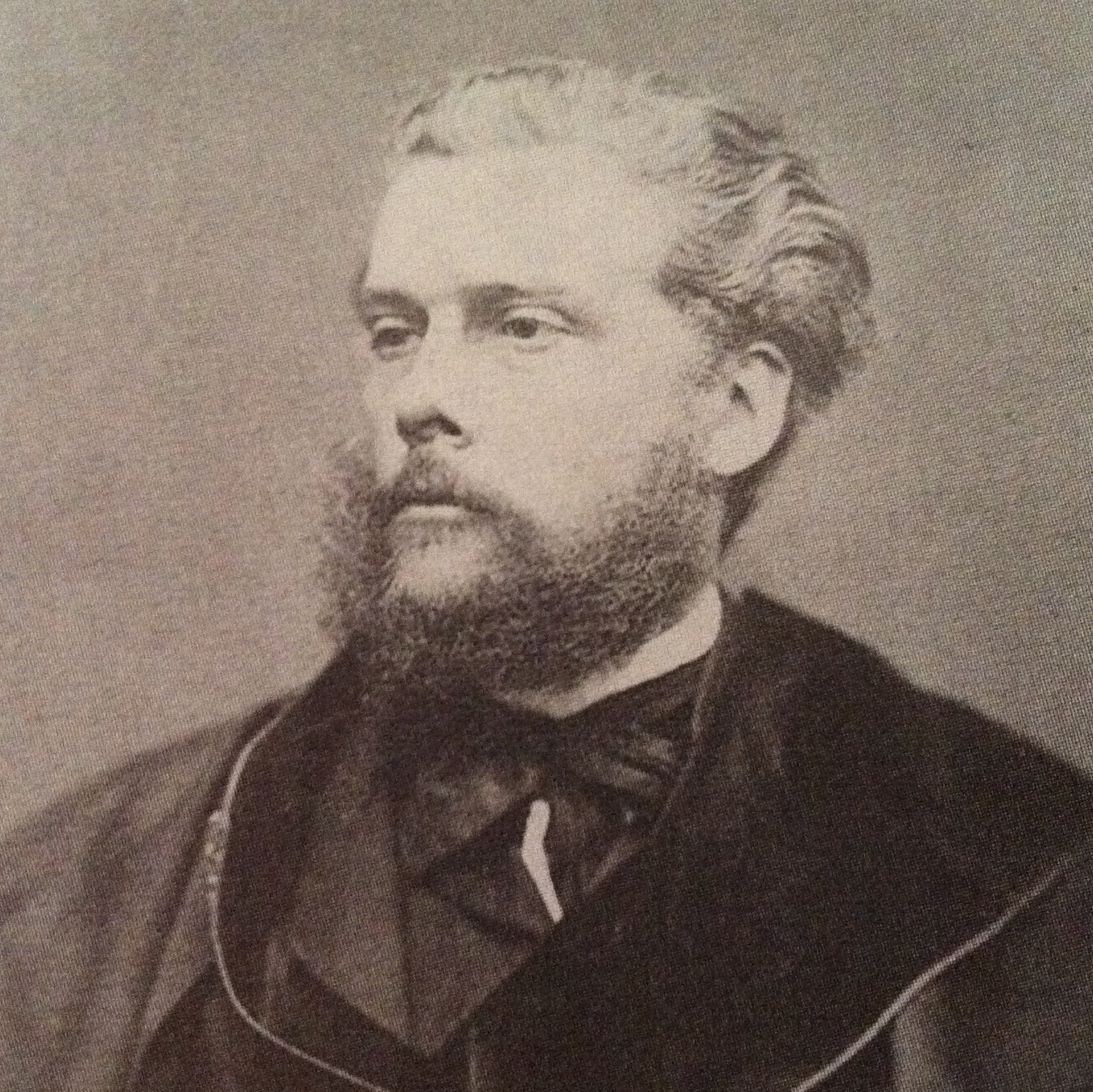
Víctor Balaguer, uno de los escritores principales de la Renaixença, impulsor del periódico La Corona de Aragón.

La consecuencia de todo ello fue la formación de una doble identidad catalana y española, un doble patriotismo que se podría resumir en la frase «España es la nación, Cataluña es la patria». En un artículo sin firma aparecido en el periódico El Nuevo Vapor en noviembre de 1836 se decía que los catalanes habían participado «en las glorias del pueblo español, a quién siempre tuvieron a mucho honra pertenecer» y al mismo tiempo destacaba que «los catalanes tienen muchísimo apego a su país», por lo que «el provincialismo del pueblo catalán es uno de los más hermosos florones de la corona de España». El nacimiento de este doble sentimiento lo situó el sacerdote catalanista conservador Jaume Collell a finales del siglo XIX en la guerra contra los franceses: «quizá nunca, como en la guerra contra los franceses…, ha estado más unida la España, jamás el vínculo de la nacionalidad común hizo sentir más intensamente su fuerza de cohesión..., pero jamás se había tampoco, tan pujante y tan netamente caracterizado el particularismo regional». Lo mismo piensa el historiador actual Pere Anguera: «la guerra del Francès actuó de manera doble y contradictoria: por primera vez [los catalanes] se sintieron solidarios con el conjunto español contra un enemigo compartido, mientras constataban que se podían valer ellos solos contra enemigos poderosos».
La dualidad de sentimientos se manifestaba por ejemplo en el primer periódico escrito en catalán, Lo verdader catalá, que preconizaba el mantenimiento de la personalidad catalana junto con la unidad material y espiritual de España. Y al mismo tiempo se criticaba el modelo centralista de Estado que estaba construyendo el Partido Moderado, en el poder durante la mayor parte del reinado de Isabel II. El liberal progresista Tomás Bertran i Soler llegó a proponer que el gobierno de Isabel II otorgara «al pueblo catalán su antigua constitución», «conforme hizo con los vascos».
En 1851 J.B. Guardiola defendió la descentralización como mejor garantía de la unidad de España, pues ésta constituía no «una sola nación, sino un conjunto de naciones». Tres años después tras el triunfo de la Vicalvarada, nacía el periódico impulsado por Víctor Balaguer La Corona de Aragón en el que se reivindicaba también la descentralización y cuyo título, según un editorial, era «el guante que arrojamos a los déspotas y a los tiranos que, ya sea desde un trono ya desde una silla ministerial, pretenden esclavizarnos». Para el periódico, que llegó a ser acusado de ser una «bandera de independencia», se defendía que «España es un conjunto de varios reinos» por la raza, la lengua y la historia. En 1855 Juan Illas Vidal se lamentaba en su opúsculo Cataluña en España de «que las que fueron dos nacionalidades distintas, no hayan sido unidas por el tiempo y la justicia», una queja que compartía J. Mañé y Flaquer, «el más influyente ideólogo de la burguesía catalana conservadora», cuando destacaba la ausencia de «aquella comunidad de sentimientos y aspiraciones que debieran alentar pueblos hermanos», y que atribuía al uniformismo castellanizador de los Gobiernos isabelinos. En 1860 se publicaba el libro de Juan Cortada Cataluña y los catalanes, en el que se diferenciaba a los catalanes de «los demás españoles», pero a los que consideraba «como hermanos» por lo que proponía la construcción de una España sólida y cohesionada. También se constataba la existencia de un sector de catalanes que «con exagerado celo patriótico pretenden renovar épocas y administraciones antiguas en consonancia con el espíritu altamente libre de los habitantes del principado». También en 1860 Antonio de Bofarull escribía:

España, como he defendido en otras ocasiones, no es una nación, y sí un conjunto de nacionalidades, cada una de las cuales tiene su historia y gloria particular, que las demás no conocen, originándose de esta ignorancia que solo prepondere y se tenga por buena y capaz la que ha tenido medios para absorber toda la importancia.

En marzo de 1866 siete diputados catalanes encabezados por Manuel Duran y Bas, de la Unión Liberal (cuyo líder el general O'Donnell en ese momento presidía de nuevo el gobierno), presentaron en el Congreso de los Diputados una proposición de ley en la que proponían el establecimiento de una amplia descentralización administrativa, que implicaba la cesión de competencias en varias materias desde el gobierno central a las provincias, agrupadas en una nueva división territorial, argumentando que no querían que «en nombre de la unidad se nos imponga la uniformidad». Le respondió el ministro de la Gobernación José Posada Herrera, del mismo partido que Duran y Bas, oponiéndose a lo que él llamó «excentralización» al considerarla «enemiga de la libertad» porque daría paso a «la creación de esas tiranías locales tan horribles», añadiendo a continuación: «Los hombres todos que pertenecen a una nación, o que están bajo el régimen de un solo Gobierno, ¿han de ser gobernados y regidos por una misma ley?... Pues entendida la unidad de esta manera, el sistema del Sr. Duran y Bas es imposible; porque resultaría por necesidad que en una provincia unos pagarían más y otros pagarían menos, según la habilidad, honradez y condiciones de los que administren sus intereses: no habría igualdad ante la ley». Desde la prensa de Madrid también se atacó a la propuesta calificando a los diputados catalanes como «diputados de comarca» y amenazando con una «reforma arancelaria» que en detrimento de Cataluña permitiría a «las demás provincias españolas... vestir bien y barato». Finalmente la proposición fue rechazada por cuarenta y cuatro votos a favor, entre los que se encontraban todos los diputados catalanes, y ochenta y ocho en contra.

### LaRenaixençay el «catalanismo popular»
La Renaixença —también conocida como romanticismo catalán— fue un movimiento cultural que pretendía dignificar la lengua catalana, restituyéndole su espacio culto, ya que en la literatura popular no había desaparecido. Su inicio se ha situado tradicionalmente en agosto de 1833 cuando se publicó la Oda a la Patria de Buenaventura Carlos Aribau en el diario El Vapor, a la que siguieron los 27 poemas en catalán de Joaquín Rubió y Ors que publicó en el Diario de Barcelona a partir de 1839 y que fueron reunidos en el libro titulado Lo Gayter del Llobregat, el seudónimo del autor, quien en la introducción exponía su programa literario, basado en el amor a «las cosas de sa patria» y en la reivindicación del idioma que «desgraciadament se pert dia a dia» y del que algunos se avergüenzan de que se les «sorprengue parlant en catalá». Rubió i Ors también decía (en catalán):

Cataluña puede aspirar todavía a la independencia; no a la política, pues pesa muy poco en comparación con el resto de las naciones, que pueden poner en el plato de la balanza, además del volumen de su historia, ejércitos de muchos miles de hombres y escuadras de cientos de navíos; pero sí a la literaria, hasta la que no se extiende la política del equilibrio.

El interés del movimiento se centró en la literatura, y dentro de ella en la poesía, por lo que se considera como uno de sus hitos la celebración de los primeros Jocs Florals en 1859 organizados por el Ayuntamiento de Barcelona —aunque tuvo un antecedente en 1841 con el certamen poético convocado por la Academia de Buenas Letras, en el que resultaron premiados un poema de Rubió y Ors sobre los almogávares y una memoria histórica de Braulio Foz sobre el compromiso de Caspe—. Los Jocs con sus tres premios ordinarios —a la fe, la patria y el amor— fomentaron los poemas de exaltación historicista y los tres discursos rituales —del presidente, el secretario y uno de los mantenedores— se convirtieron en «una cátedra de regionalismo», según se dijo tiempo después, que atraían a un público numeroso y variado. Así, «los Jocs avivaron el sentimiento de catalanidad, mientras proclamaban la españolidad de Cataluña».
Sin embargo, como denunció a principios del siglo XX el líder nacionalista catalán Enric Prat de la Riba, los que impulsaban los Jocs Florals, «lloraban los males de la lengua catalana y en su casa hablaban en castellano; enviaban a los Juegos Florales hermosas composiciones llorando trágicamente los males de Cataluña, y fuera del redil de los Juegos ya no se acordaban de Cataluña y se asociaban con sus enemigos». Proponían la huida hacia un pasado idealizado en un momento de grandes cambios económicos y sociales, ya que, a excepción del liberal progresista Víctor Balaguer —aunque su primera poesía en catalán la dedicó A la Verge de Montserrat—, la mayor parte de los integrantes de la primera Renaixença fueron afines al moderantismo. Rubió y Ors, por ejemplo, fue mucho más conocido en España por obras integristas como El libro de las niñas (1845) o Manual de elocuencia sagrada (1852) y en el discurso que pronunció ante la reina Isabel II con motivo de la apertura del curso 1861-1862 de la Universidad de Barcelona, defendió que «las universidades, manteniéndose católicas, sean en España las encargadas de impedir que el error se derrame por nuestro suelo». También fue muy conservador y clerical, Antonio de Bofarull, autor del primer folletín en catalán L'orfeneta de Menargues o Catalunya agonisant (1862).

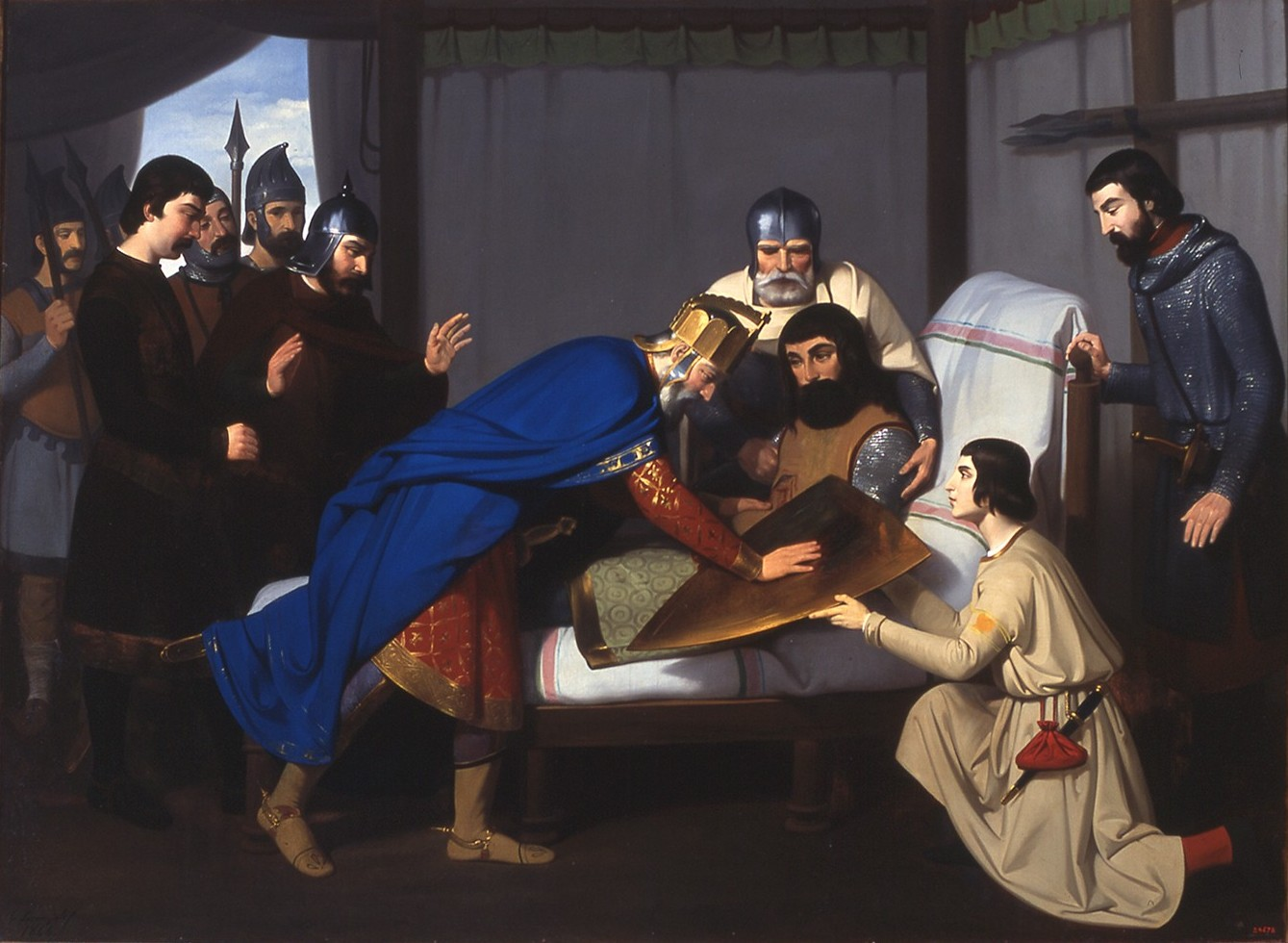
Cuadro histórico de Claudio Lorenzale (1843-1844) que representa la leyenda de las cuatro barras de sangre del escudo del condado de Barcelona.

Al mismo tiempo que se desarrollaba la Renaixença, y en conexión con ella, se produjo el resurgimiento de la historiografía catalana, que arranca en 1836 con la publicación de las Memorias para ayudar a formar un diccionario crítico de escritores catalanes, de Félix Torres Amat —«la primera historia indirecta de la literatura catalana»— y Los condes de Barcelona vindicados, de Próspero de Bofarull y Mascaró —«una historia a la vez crítica y laudatoria de los primeros condes-reyes»—, a las que siguieron tres años después Recuerdos y bellezas de España de Pablo Piferrer, que en palabras de su autor relata con pasión «las felices épocas de los Raimundos y los Jaimes» y elogia a todos los que fueron «el sostén de las libertades de su patria, que nunca consintieron que fuesen holladas por mano de Rey», por lo que esta obra es considerada como la primera «en dibujar las grandes líneas de la historia nacional de Cataluña», en palabras de Josep Fontana, quien además señala que en ella se esboza «el cuadro esencial de los hechos que hoy conmemoramos como los hitos de la nacionalidad, incluyendo el 11 de septiembre».

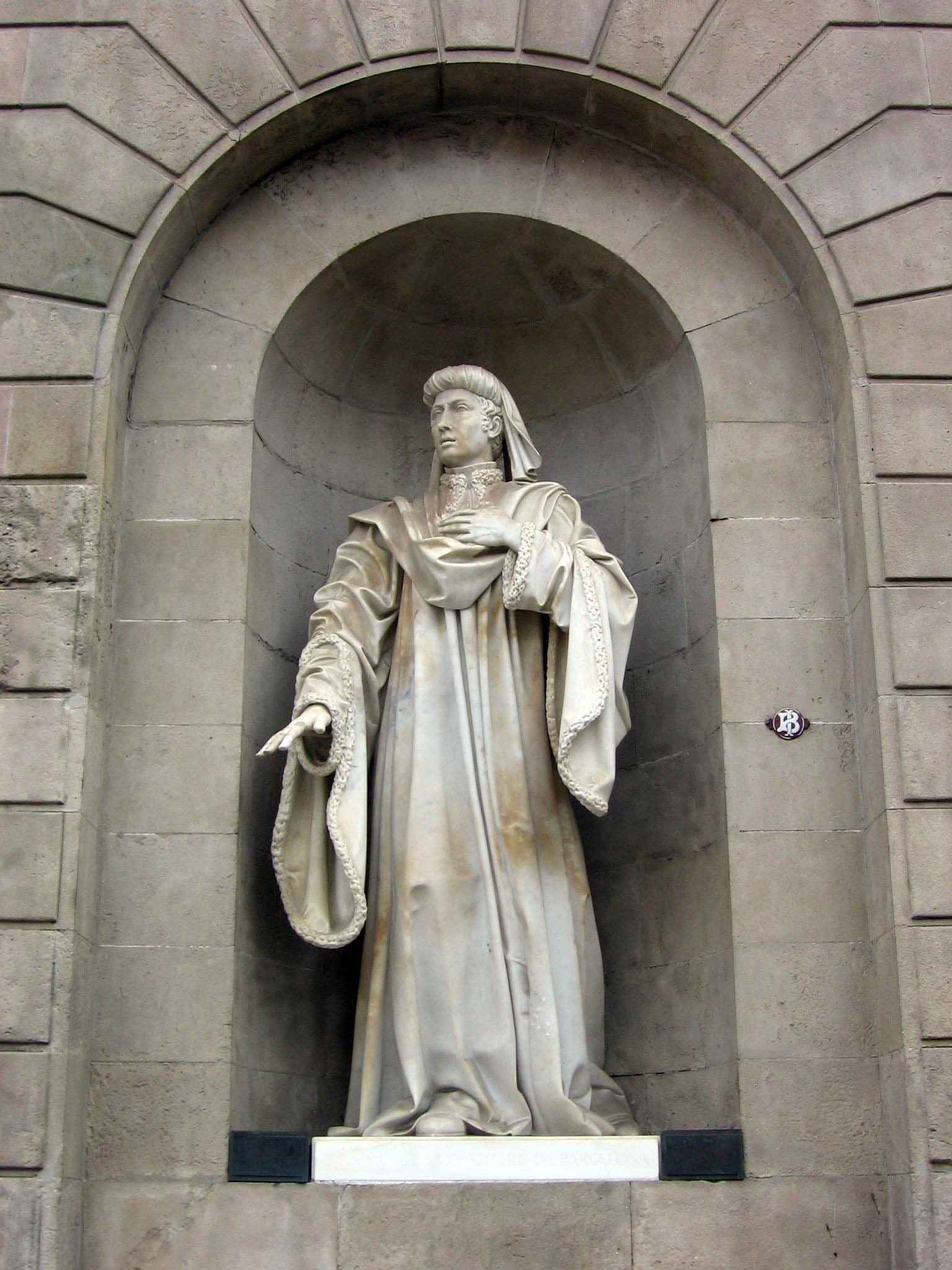
Estatua del héroe catalán Joan Fivaller, obra de Josep Bover, situada en un nicho en la fachada del Ayuntamiento de Barcelona.

Entre los continuadores de estas obras pioneras destacaron Víctor Balaguer, con Bellezas de la historia de Cataluña (1853) e Historia de Cataluña y de la corona de Aragón (1860) —cuyo propósito según el autor era reivindicar para España «un único, sí, unido, pero confederado», y Antonio Bofarull, quien además de editar las grandes crónicas medievales catalanas inició en 1876 la Historia crítica (civil y eclesiástica) de Cataluña —en 1846 había publicado Hazañas y recuerdos de los catalanes—. El historiador Jaume Vicens Vives señaló en el siglo siguiente que la obra de Balaguer proporcionaba argumentos a los poetas patrióticos y la de Bofarull a los juristas y a los políticos.
En 1863 el Ayuntamiento de Barcelona encargó a Víctor Balaguer que propusiera los nombres de las calles del nuevo Ensanche de la ciudad. Este hizo un compendio del imaginario regionalista catalán y nacionalista español, recurriendo a las antiguas instituciones y dominios para las vías norte-sur (Gran Vía de las Cortes Catalanas, Diputación del General, Consejo de Ciento, etc.) y a las batallas, literatos y héroes para las de este-oeste (Balmes, Aribau, Muntaner, Roger de Lauria, Gerona, El Bruc, Rafael Casanova, Berenguer de Entenza, Antonio de Villarroel, etc.).
Víctor Balaguer pronunció el discurso inaugural de los Jocs Florals de mayo de 1868, celebrados unos meses antes de la Revolución Gloriosa que pondría fin al reinado de Isabel II y en la que Balaguer participó activamente —fue elegido diputado en las Cortes Constituyentes de 1869—. En él dijo que «España es una gran nación compuesta de varias nacionalidades», «que la lengua castellana es solo la de nuestros labios, mientras que la catalana es la de nuestro corazón» y que su cultivo literario «es una obra regeneradora, y todo ha de ser para mayor esplendor y gloria de España, que así como es más rica una familia que tiene dos patrimonios, así ha de ser más rica una nación que tiene dos literaturas».
La corriente democrático-republicana que se desarrolló en Cataluña a la izquierda del progresismo utilizó el catalán para su difusión porque esa era la lengua de los sectores populares que le daban apoyo. Pero el idioma que utilizaba estaba muy alejado del catalán culto y arcaizante de los Juegos Florales, defendiendo en su lugar el català que ara es parla ('el catalán que ahora se habla'). Entre los críticos del catalán consagrado por los Jocs Florals destacó Frederic Soler (Serafí Pitarra), cuya primera obra teatral Don Jaume el Conqueridor (1856) fue una sátira de trazo muy grueso de la venerada figura del rey Jaime I de Aragón y que por ello solo se representó en privado. Le siguieron otras que sí se escenificaron en teatros como La Esquella de la Torratxa (1860), que daría nombre a un semanario satírico posterior, y Lo castell dels Tres Dragons.

### El Sexenio Democrático: el fracaso del federalismo

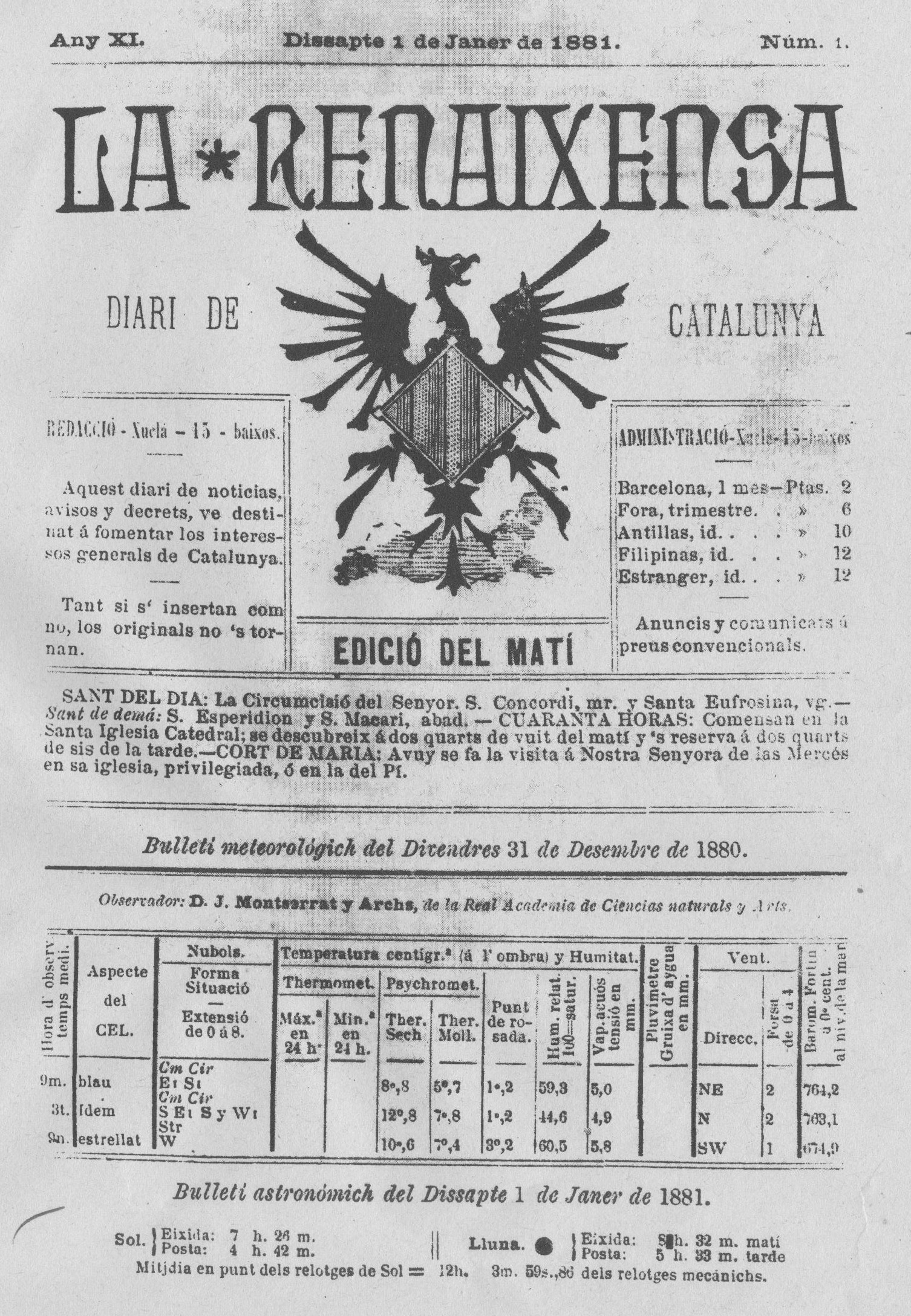
La revista La Renaixensa fundada en 1871 se convirtió en diario en 1881. En la cabecera aparecía el escudo de Cataluña con el ave Fénix.

En Cataluña tras el triunfo de la Revolución Gloriosa de 1868 se quemaron símbolos y retratos borbónicos, se ensalzó a los héroes de 1714 y se llegó a pedir la restitución de las leyes e instituciones propias abolidas por el decreto de Nueva Planta de Cataluña, pues, como dijo la revista literaria Lo Gay Saber había llegado «la hora de regenerar a Cataluña» porque «en nombre de la libertad no se puede consentir que se continúe privándonos de la libertades rasgadas por las bayonetas del verdugo de Cataluña», en referencia a Felipe V. Asimismo se denunció la castellanización que se traducía en «tantos y tantos bastonazos, con los que moralmente y a todas horas se intenta herir nuestra dignidad de catalanes-españoles».

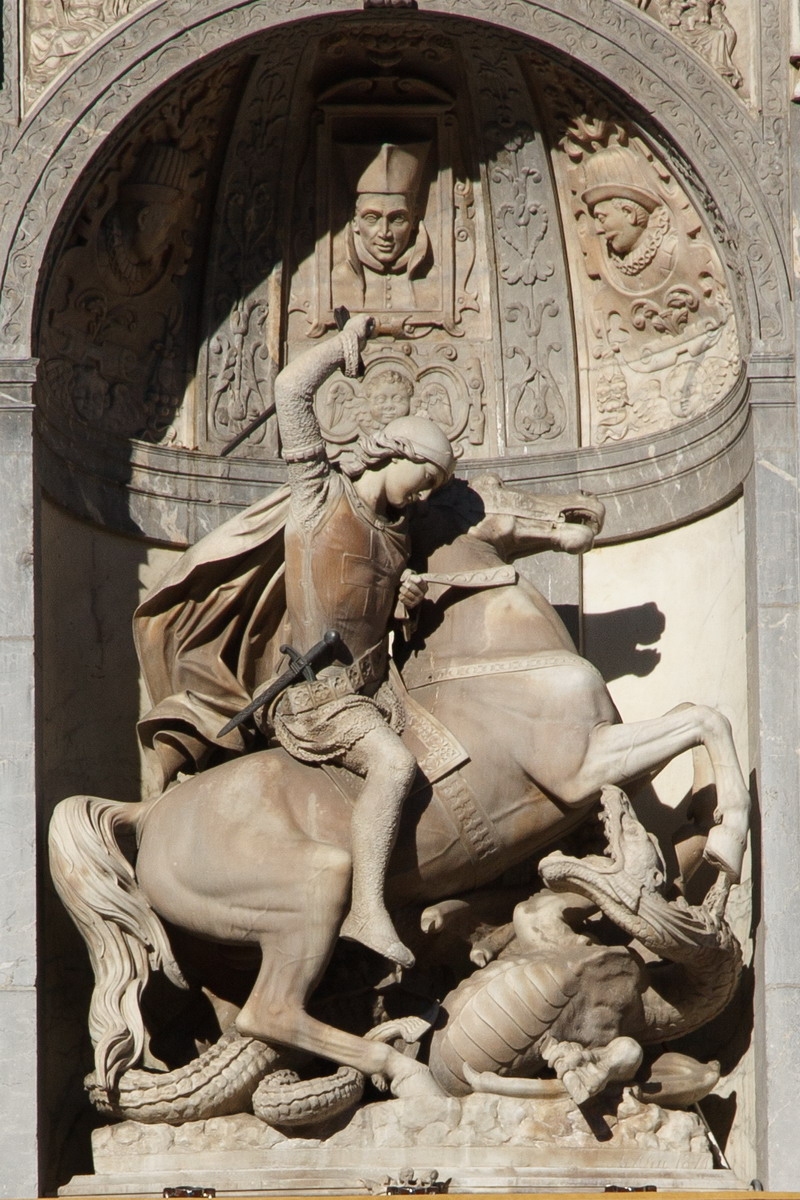
Escultura de San Jorge, el patrón de Cataluña, situada en la fachada renacentista del Palau de la Generalitat de Cataluña. Fue encargada al escultor Andreu Aleu por la Diputación Provincial de Barcelona en 1871.

Aunque hubo monárquicos que, como Víctor Balaguer, defendieron la «federación monárquica», fueron los republicanos los que apoyaron la solución federal. Así los representantes del Partido Republicano Democrático Federal de Cataluña, Valencia, Aragón y Baleares firmaron el 18 de mayo de 1869 el Pacto Federal de Tortosa, en cuyo artículo 1º se decía:

Los ciudadanos aquí reunidos convienen que las tres antiguas provincias de Aragón, Cataluña y Valencia, incluidas las Islas Baleares, estén unidas y aliadas para todo lo que se refiere a la conducta del partido republicano y a la causa de la Revolución, sin que de ninguna manera se deduzca de ello que pretenden separarse del resto de España.

Ese mismo año el conservador Francesc Romaní Puigdendolas publicó El federalismo en España en el que defendía el «sistema federalista» que era el propio de la tradición española —España era «un haz de nacionalidades… aunado, pero no confundido»— y que «ha de ser el encargado de hacer revivir en la forma moderna las antiguas libertades». Más innovador era Josep Narcís Roca Farreras que planteaba acabar con la «unidad absorbente, centralizadora y uniformativa» como el único camino para modernizar España. Para Roca Farreras había dos clases de nacionalismos, uno «agresivo, belicoso, orgulloso, dominador, altanero, tiránico, instrumentos de los déspotas» como el de Castilla-España, y otro «defensivo, amigable, fraternal, pacífico, emancipador, humanitario, social» como el catalán.
En 1870 surgió la que puede ser considerada como la primera asociación patriótica catalanista con el nombre de La Jove Catalunya, «un nombre mazziniano para un círculo literario que en realidad postulaba principios opuestos a los del italiano». Integraban el grupo Pere Aldavert, Ángel Guimerá, Francesch Matheu, Josep Roca, José Pella y Forgas, Lluís Domènech i Montaner, Francesch Pelay Briz y Antoni Auléstia. El grupo impulsó el semanario La Gramalla, dirigido por Matheu, que a partir de febrero de 1871 fue sustituido por el quincenal La Renaixensa. Periódich de literatura, ciencias y arts. En sus dos primeros años acogió también artículos ideológicos y políticos de Josep Narcís Roca i Farreras y otros, pero a partir de 1873, bajo la dirección de Guimerá, se decantó por la crítica literaria, la investigación histórica y los debates culturales y lingüísticos. La Jove Catalunya fue la primera entidad que aunó literatura y reivindicación política marcadamente anticastellanista —sus miembros encabezaban sus misivas con la expresión Salut i Catalunya Independenta—. Los miembros de La Jove Catalunya y los colaboradores de La Renaixensa fueron los primeros en utilizar el término «catalanista», refiriéndose a sí mismos.
A la reivindicación anticentralista se sumaron por primera vez los carlistas catalanes que adoptaron la defensa de los fueros como ya habían hecho los carlistas vascos. Así en el panfleto de 1872 Los catalans y sos furs, realizaron una dura diatriba anticastellana y reclamaron los Fueros abolidos en 1714, aunque su propuesta, como destacó Roca i Farreras, estaba muy lejos del federalismo. El pretendiente carlista Carlos VII en su proclama del 16 de julio de 1872 dijo:

Hace siglo y medio que mi ilustre abuelo Felipe V creyó deber borrar vuestros fueros del libro de las franquicias de la patria. Lo que él os quitó como rey, yo como rey os lo devuelvo. [...] Os llamaré, y de común acuerdo podremos adaptarlos a las exigencias de los tiempos.

El 11 de febrero de 1873 tras haber renunciado al trono Amadeo I de Saboya las Cortes proclamaron la Primera República Española. El 16 de febrero el periódico republicano de Barcelona La Campana de Gracia publicó el siguiente artículo en catalán:

Ja la tenim! Ja la tenim, ciutadans! Lo trono s'ha ensorrat per a sempre en Espanya. Ja no hi haurà altre rey que'l poble, ni mes forma de gobern que la justa, la santa y noble República federal. […]
Republicans espanyols! En aquestos moments solemnes dels quals depen la vida de les nacions, es quan se coneixen als homes y es quan se coneixen als pobles.
Donem lo nostre apoyo moral als homes a qui hém donat nostres aplausos, a qui hém fet objecte de nostre entusiasme. Posémnos a las sevas ordres, baix la bandera de nostres principis inmaculats é íntegros, y avassallem quants obstacles se presentin, per erigir definitivament en Espanya lo temple del dret, de la justicia, de la moralitat y de l'honra, que es lo de la República democrática federal!
¡Ya la tenemos! ¡Ya la tenemos, ciudadanos! El trono ha caído para siempre en España. Ya no habrá otro rey que el pueblo, ni más forma de gobierno que la justa, santa y noble República federal.[…]
¡Republicanos españoles! En estos momentos solemnes de los que depende la vida de las naciones, es cuando se conocen a los hombres y es cuando se conocen a los pueblos.
Damos nuestro apoyo moral a los hombres a los que hemos dado nuestros aplausos, a quienes hemos hecho objeto de nuestro entusiasmo. ¡Pongámonos a sus órdenes, bajo la bandera de nuestros principios inmaculados e íntegros, y derribemos cuantos obstáculos se presenten, para erigir definitivamente en España el templo del derecho, de la justicia, de la moralidad y de la honra, que es el de la República democrática federal!

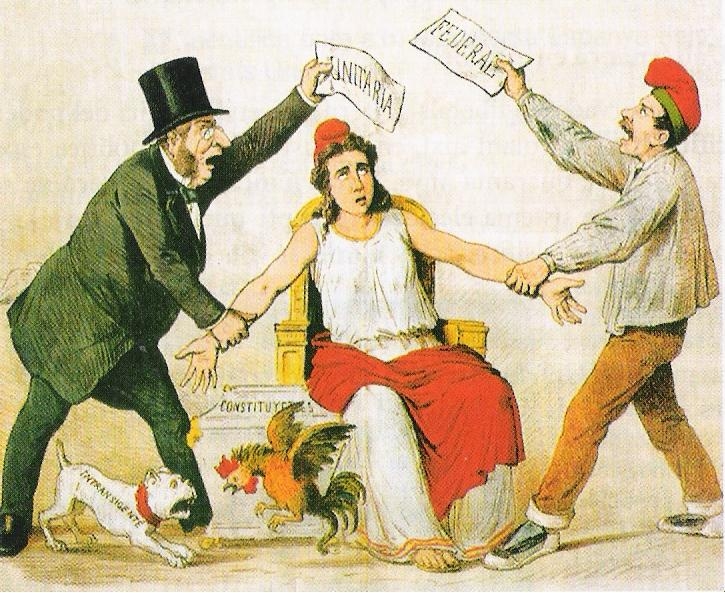
Caricatura de la revista satírica catalana La Flaca del 3 de marzo de 1873 sobre la pugna entre los que defienden la república unitaria (representados por un burgués) y los que defienden la federal (representados por un menestral con la barretina catalana).

El 9 de marzo de 1873 diversos sectores federalistas catalanes con el apoyo obrero intentaron proclamar el Estado Catalán lo que obligó al recién nombrado presidente del poder ejecutivo de la República, el catalán Estanislao Figueras, a trasladarse a Barcelona para convencer a sus correligionarios de que debían esperar al acuerdo de las Cortes. El objetivo que perseguía el intento de proclamación fue el de presionar para que la recién nacida República española fuese federal. Con la misma intención apareció en Madrid por iniciativa de Valentín Almirall el primer número de la segunda época del periódico El Estado Catalán que se publicó hasta junio.
En julio estalló la revolución cantonal que en Cataluña no tuvo un gran seguimiento debido probablemente al peligro que suponían los carlistas que ocupaban parte del interior del antiguo Principado. La revuelta cantonal condujo al fracaso de la Primera República con lo que las aspiraciones a construir una España federal se vinieron abajo, dando paso a la Restauración de la monarquía borbónica.

## El nacimiento del catalanismo político (1875-1905)
Como ha señalado John H. Elliott, «el sexenio de 1868-1874 y su fracaso iban a ser fundamentales para la transformación del regionalismo cultural catalán en nacionalismo político».

### Valentín Almirall y elCentre Català

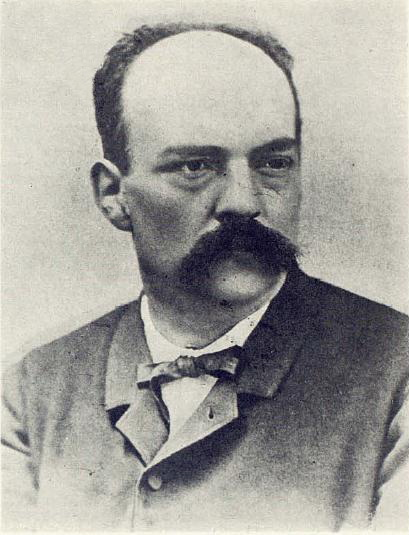
Valentín Almirall, considerado como el fundador del catalanismo político.

Con la Restauración borbónica de 1875 y la limitación de las libertades que trajo consigo en los primeros años, el incipiente catalanismo político tuvo que replegarse. Así por ejemplo la revista La Renaixensa a pesar de que se centró exclusivamente en los temas culturales, sufrió diversas suspensiones, aunque en 1881 se convertiría en diario bajo la dirección de Pere Aldavert y ocasionalmente de Ángel Guimerá. Otros grupos catalanistas adoptaron la apariencia de agrupaciones culturales como la Asociación Catalanista de Excursiones Científicas fundada en 1876 y más conocida por su nombre abreviado de la Catalanista. Publicó revistas, anuarios y libros en catalán y organizó conferencias y seminarios, cuyos objetivos eran, como dijo un contemporáneo, «el esplendor y la gloria de Cataluña». En 1878 sufrió una escisión que dio nacimiento a la Associació d'Excursions Catalana, que agrupó a sus miembros más radicales.
Tras el fracaso de la Primera República, un sector del republicanismo federal encabezado por Valentín Almirall, dio un giro catalanista y rompió con el grueso del Partido Federal, que dirigía Pi y Margall. En 1879 Almirall fundó el Diari Catalá, que aunque tuvo una breve vida —cerró en 1881— fue el primer diario escrito íntegramente en catalán. Al año siguiente convocaba el Primer Congreso Catalanista del que surgiría en 1882 el Centre Català, la primera entidad catalanista claramente reivindicativa, aunque no se planteó como partido político sino como una organización de difusión del catalanismo y de presión sobre el gobierno.
En ese mismo año de 1882 tuvo lugar una protesta en Barcelona por la firma de un tratado comercial con Francia que consistió en salir a la calle con barretinas. Hubo también hombres que lucieron corbatas con los colores de la senyera. La policía intervino para disolver una concentración de jóvenes siendo respondida con el grito de Llarga vida para Catalunya. Sin embargo, como ha señalado Angel Smith, la mayoría de los manifestantes continuaban operando en el marco del esquema mental nacionalismo español/regionalismo catalán.
En marzo de 1885 se presentó directamente al rey Alfonso XII —saltándose al Parlamento y al Gobierno— un Memorial de greuges —el primer paso para su elaboración había sido la celebración en la Llotja de Mar de Barcelona en enero de un gran mitin convocado por el Centre Catalá—, en el que se denunciaban los tratados comerciales que se iban a firmar —en especial con Gran Bretaña, lo que amenazaba a la industria catalana— y las propuestas unificadoras del Código Civil, y en cuya redacción intervino Valentí Almirall. En la conclusión del documento se decía:

¿Cómo salir de tal estado? Solo hay un camino justo y conveniente a un tiempo. El que se desprende de todas las páginas de esta Memoria: abandonar la vía de la absorción y entrar de lleno en la de la verdadera libertad. Dejar de aspirar a la uniformidad para procurar la armonía de la igualdad con la variedad, o sea la perfecta Unión entre las varias regiones españolas [...]
 Cuando existen en el país grupos o razas de distinto carácter, cuya variedad casualmente se demuestra en la existencia de legislaciones distintas y aún diversas, la unificación, lejos de ser útil, es perjudicial a la misión civilizadora del Estado.

Al año siguiente se organizó una campaña contra el convenio comercial que se estaba negociando con Gran Bretaña —y que culminó en el mitin del teatro Novedades de Barcelona que reunió a cuatro mil asistentes (y muchos se quedaron fuera)— y en 1888 otra en defensa del derecho civil catalán, campaña que alcanzó su objetivo —«la primera victoria del catalanismo», la llamó un cronista—. Esta última campaña la encabezó el abogado catalanista conservador Narcís Verdaguer.

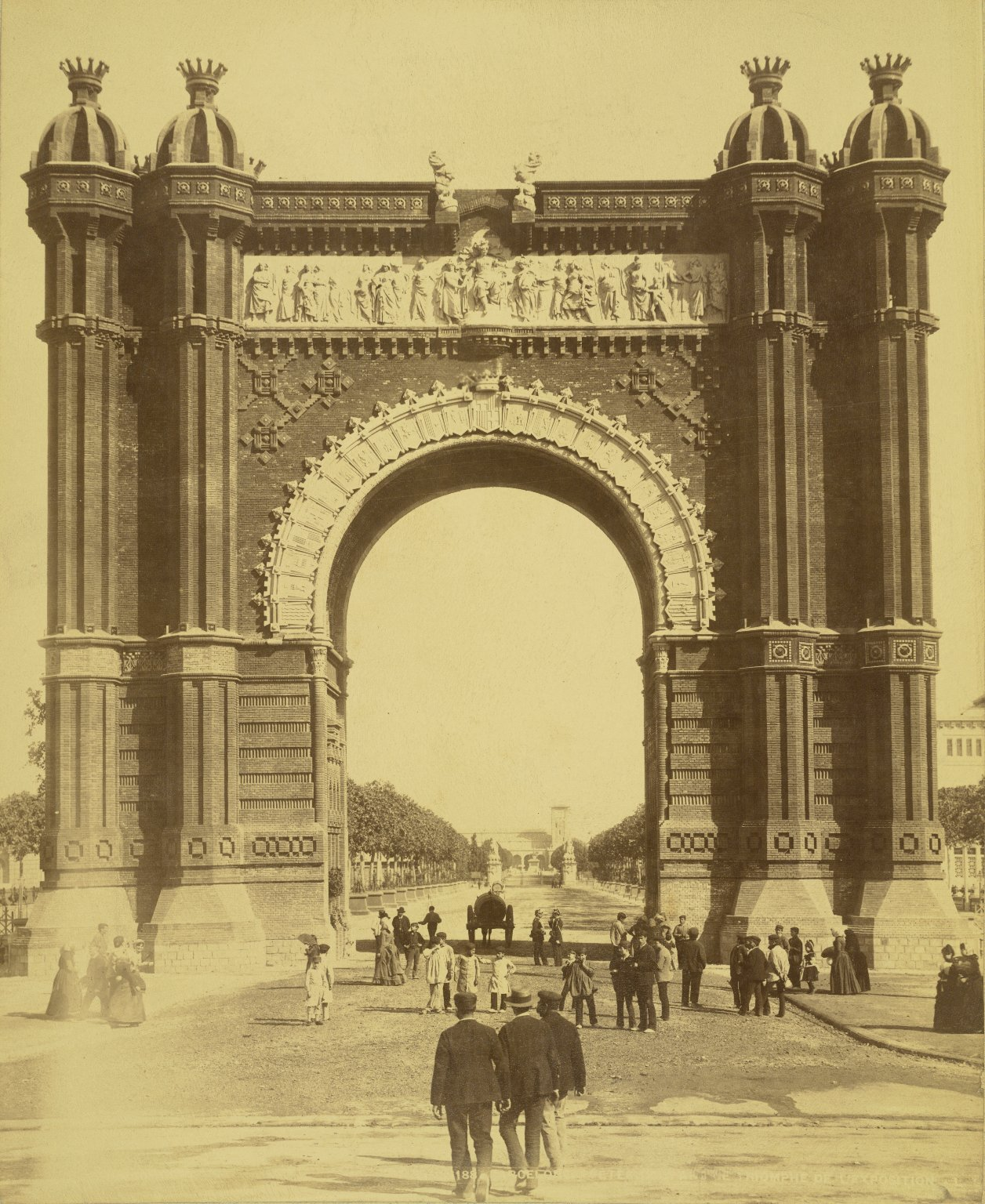
Arco de Triunfo de Barcelona construido para la Exposición Universal de Barcelona (1888), evento fue apoyado por las entidades y personalidades catalanistas, excepto Valentí Almirall que se quedó solo en su oposición al mismo.

En 1886, Almirall publicó su obra fundamental Lo catalanisme, en el que defendía el «particularismo» catalán y la necesidad de reconocer «las personalidades de las diferentes regiones en que la historia, la geografía y el carácter de los habitantes han dividido la península». Este libro constituyó la primera formulación coherente y amplia del «regionalismo» catalán y tuvo un notable impacto —décadas después Almirall fue considerado como el fundador del catalanismo político—. Según Almirall, «el Estado lo integraban dos comunidades básicas: la catalana (positivista, analítica, igualitaria y democrática) y la castellana (idealista, abstracta, generalizadora y dominadora), por lo que «la única posibilidad de democratizar y modernizar España era ceder la división política del centro anquilosado a la periferia más desarrollada para vertebrar "una confederación o estado compuesto", o una estructura dual similar a la del Austria-Hungría». Almirall ponía como modelo Suiza, con un poder federal débil y colegiado (y que había analizado en su Estudio político comparativo de la Confederación suiza y la Unión Americana). El mismo año de Lo catalanisme Almirall publicó un polémico ensayo en francés titulado L'Espagne telle qu'elle est, en el que volvía a defender la tesis de que los males de España procedían de la imposición por parte del groupe castillan ou central-méridional de su sistema político autoritario, frente al sistema pactista del grupo catalano-aragonés.
Las propuestas de Almirall fueron airadamente contestadas por Gaspar Núñez de Arce, entonces presidente del Ateneo de Madrid y que había sido gobernador civil de Barcelona durante el Sexenio. Núñez de Arce criticó el catalanismo y la Renaixença y afirmó que lo que pretendía Almirall era el «aniquilamiento de nuestra gloriosa España» susituida por «inverosímiles organismos soberanos... hasta con diferentes lenguas», añadiendo que los catalanes debían usar «en sus relaciones con los demás pueblos otro idioma más generalizado que el suyo, muy digno, sin duda,... pero que no tiene la fijeza indispensable, ni la extensión necesaria, ni la potencia bastante para pretender la universalidad de las lenguas dominadoras». Almirall le respondió que no pretendía romper España sino que lo que propugnaba era que se dejara de identificarla con Castilla y sobre la lengua dijo que utilizaba el castellano «con repugnancia, por la razón de que nos es impuesta». En la polémica intervino el catalanista conservador Juan Mañé Flaquer quien escribió en el Diario de Barcelona:

¿Nos consideran Vds. como hermanos? Trátennos Vds. como hermanos, bajo pie de igualdad, y no pretendan imponernos su derecho y su idioma, ya que nosotros no pretendemos imponerles los nuestros. ¿Nos consideran Vds. como país conquistado y con derecho a imponernos por el número, que es la fuerza, su voluntad? En este caso no exijan de nosotros correspondencia fraternal.

Por otro lado durante estos años comenzó la difusión de los símbolos del catalanismo, la mayoría de los cuales no tuvieron que ser inventados, sino que ya existían previamente a su nacionalización: la bandera —les quatre barres de sang, 1880—, el himno —Els Segadors, 1882—, el día de la patria —l'11 de setembre, 1886—, la danza nacional —la sardana, 1892—, los dos patronos de Cataluña —Sant Jordi, 1885, y la Virgen de Montserrat, 1881—. En esta época también se extendieron los castells hasta entonces solo conocidos en el Camp de Tarragona, considerados junto con la sardana y el ball de bastons como la demostración de la «enérgica vitalidad y el carácter profundamente original de la raza catalana». Asimismo en estos años se adoptó la costumbre castellana de llamarse con los dos apellidos unidos por una "i".

### La Lliga de Cataluña, la Unió Catalanista y las Bases de Manresa (1887-1892)
En 1887 el Centre Català vivió una aguda crisis producto de la ruptura entre las dos corrientes que lo integraban, una más izquierdista y federalista encabezada por Almirall, y otra más catalanista y conservadora aglutinada en torno al diario La Renaixensa. Esta última corriente había producido una obra importante publicada en 1878 con el título Los Fueros de Cataluña cuyos autores eran José Coroleu y José Pella Forgas. Tras una declaración en la que se dice que «de la espléndida variedad con que a la Providencia le plugo dotar a Cataluña ha brotado el genio característico de sus hijos» —«su fiera libertad, su sentido práctico»—, se explican las antiguas leyes que rigieron en el Principado de Cataluña organizadas en artículos, como si se tratara de una Constitución, acompañados de largas digresiones. En el artículo primero se dice: «La nación catalana es la reunión de los pueblos que hablan el idioma catalán. Su territorio comprende: Cataluña, con los condados de Rosellón y Cerdaña; el Reino de Valencia; el Reino de Mallorca». El carácter conservador de la obra se pone en evidencia, por ejemplo, en el artículo 51 que establece que «solo tienen derecho de nombrar y ser nombrados los ciudadanos cabezas de familia» para el brazo popular, ya que las Cortes tendrán carácter estamental, o en el artículo 39 que dice: «Siendo la religión de los catalanes la católica, apostólica y romana, no le es lícito a ningún laico discutir pública ni privadamente acerca de sus dogmas». Además se reclama que el servicio militar se realice en Cataluña y que «solo los catalanes nacidos en el Principado y no los naturalizados por privilegio que se hallen en el pleno goce de la ciudadanía podrán obtener beneficios y oficios eclesiásticos en Cataluña y ejercer jurisdicción, oficio público, empleo o mando militar en Cataluña y reino de Mallorca». Tras negar la legitimidad a los procesos constituyentes españoles iniciados en las Cortes de Cádiz, Coroleu y Pella concluyen que España debe reparar «los derechos imprescriptibles de sus pueblos» oprimidos por «el despotismo de las dinastías estrangeras [sic]» y el «jacobinismo de infames políticos».

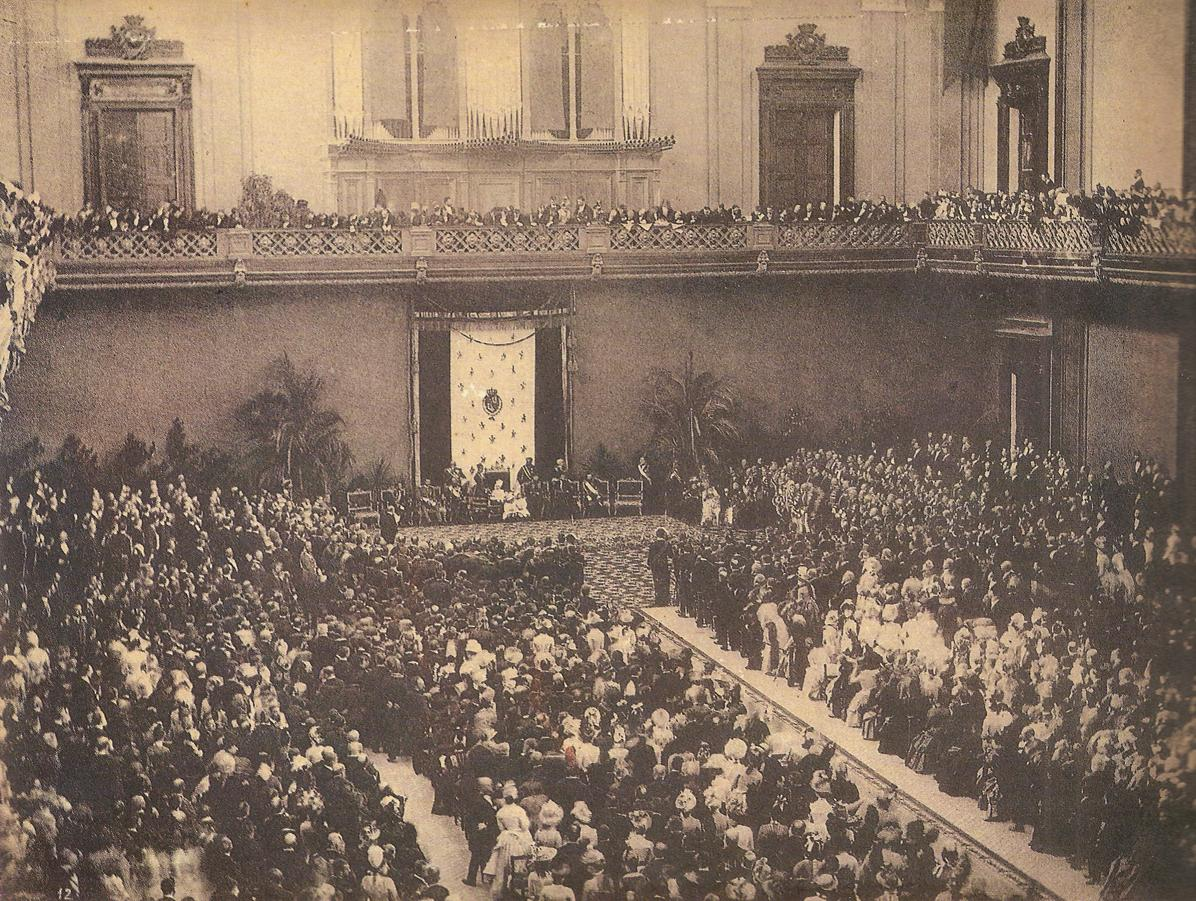
Acto de inauguración de la Exposición Universal de Barcelona (1888), el 20 de mayo de 1888.

En noviembre de 1887 los integrantes de la corriente conservadora abandonaron el Centre Catalá —cuyos miembros quedaron reducidos a unos doscientos— para fundar la Lliga de Catalunya, a la que se unió el Centre Escolar Catalanista, una asociación de estudiantes universitarios de la que formaban parte los futuros dirigentes del nacionalismo catalán: Enric Prat de la Riba, Francesc Cambó y Josep Puig i Cadafalch. A partir de ese momento la hegemonía catalanista pasó del Centre Català a la Lliga que en el transcurso de los Jocs Florals de 1888, y aprovechando la presencia en Cataluña de María Cristina de Habsburgo-Lorena para inaugurar la Exposición Universal de Barcelona de 1888, presentaron el Mensaje a la Reina Regente, en el que entre otras cosas le pedían «que vuelva a poseer la nación catalana sus Cortes generales libres e independientes», el servicio militar voluntario, «la lengua catalana oficial en Cataluña», enseñanza en catalán, tribunal supremo catalán y que el rey jurara «en Cataluña sus constituciones fundamentales». Un programa político que iba más allá del modelo austro-húngaro defendido en el Memorial de Greuges de tres años antes, ya que se demandaba la formación de una confederación sin más lazo entre sus miembros que el de la Corona.
Entre los propagandistas del catalanismo conservador y católico destacaron Francisco Masferrer —colaborador de La España Regional—, Juan Mañé Flaquer, y los sacerdotes Jacint Verdaguer, Jaume Collell y José Torras y Bages. Este último, que llegó a ser obispo de Vich, escribió en 1892 La Tradició Catalana, la obra más importante de esta corriente, concebida como una respuesta a Lo Catalanisme de Almirall y en la que propuso tomar como ejemplo de convivencia la época medieval, otorgando así un protagonismo especial a la Iglesia Católica, pues «Cataluña es Cataluña tal como Dios la hizo, y no de otra manera». Torras y Bages ataca el «uniformismo nacido en Francia» y a la «superficial e insubstancial Enciclopedia», así como a la masonería, que «no és ni siquiera humana», al Estado liberal, hijo del «lujurioso concubinage del principio revolucionario con la desenfrenada ambición de apoderarse absolutamente del gobierno del país», al sistema parlamentario, «artificioso y de gran vanidad», y a las elecciones, que se basan «en la materialidad del número de votos». El regionalismo es lo contrario a este liberalismo impío y por eso la Iglesia, «que es eterna» como las naciones, está de su parte. Así el catalanismo tiene que ser cristiano porque si Jesucristo fue «el Orfeo de la nación catalana, pues Él mismo ha de ser el restaurador» y el catalán debe seguir usándose para predicar y orar, y sobre todo para enseñar el catecismo a los niños, porque hacerlo en castellano «es una costumbre destestable, perniciosísima y destructiva de la fe».
Por su parte el canónigo de Vich Jaume Collell, el principal representante del llamado vigatanismo (el regionalismo catalán más conservador y católico), fue el autor del poema Sagramental que ganó los Jocs Florals de 1888 y que fue leído ante la reina-regente María Cristina de Habsburgo-Lorena, en el que después de proclamar que «pueblo que merece ser libre/si no se lo dan, lo toma», terminaba con un ambiguo «Viva libre Cataluña/dentro del reino español». Desde 1878 difundió sus puntos de vista en el semanario católico La Veu de Montserrat, impreso en Vic, y en el que también colaboraron Jacint Verdaguer y Torras i Bages.

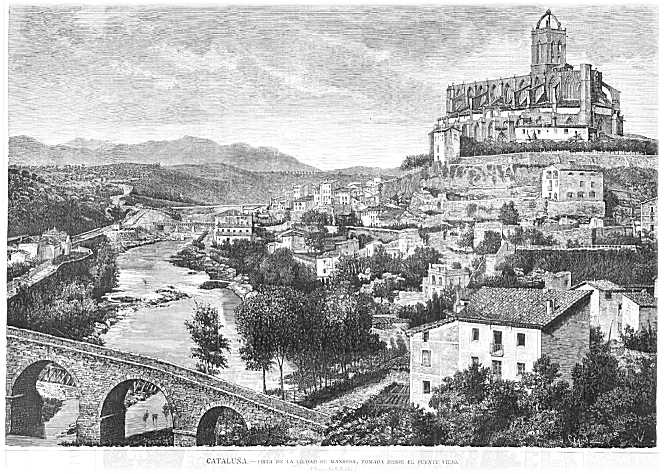
Manresa en 1881.

La hegemonía del sector conservador supuso también un cambio conceptual en el catalanismo pues se pasó del España es la nación, Cataluña es la patria a España es el Estado, Cataluña es la nación. Uno de los primeros en negar a España el carácter de nación y hablar de Estado español fue Lluís Duran i Ventosa, hijo de Manuel Durán y Bas, al igual que Sebastián Farnés que escribió «Espanya no és una nació en la verdadera accepció de la paraula, sinó un Estat format per diferents nacions» ('España no es una nación en la verdadera accepción de la palabra, sino un Estado formado por diferentes naciones'). Enric Prat de la Riba consideraba a España una mera «indicación geográfica».
Por iniciativa de Narcís Verdaguer, quien en 1890 había creado junto con Josep Collell el semanario La Veu de Catalunya, la Lliga de Catalunya propuso en 1891 la formación de la Unió Catalanista que enseguida obtuvo el apoyo de entidades y periódicos catalanistas, y también de particulares —a diferencia de lo que había ocurrido cuatro años antes con el fracasado Gran Consell Regional Català propuesto por Bernat Torroja, presidente de la Associació Catalanista de Reus, y que pretendía reunir a los presidentes de las entidades catalanistas y los directores de los periódicos afines—. La Unió celebró en marzo de 1892 su primera asamblea en Manresa, a la que asistieron 250 delegados en representación de unas 160 localidades, donde se aprobaron las Bases per a la Constitució Regional Catalana, más conocidas como las Bases de Manresa, que se suelen considerar como el «acta de nacimiento del catalanismo político», al menos el de raíz conservadora. Según Jaume Claret y Manuel Santirso, las Bases se alejaban tanto del proyecto federalista como del posibilismo del Memorial de Greuges de 1885 para propugnar la vuelta a la Cataluña anterior a 1714, como se puede apreciar especialmente en la Base 2.ª que preserva la antigua legislación catalana; la Base 3.ª que establece que la llengua catalana serà la única que, ab [con] caràcter oficial, podrà usar-se a Catalunya i en les relacions d'aquesta regió ab [con] lo Poder central; la Base 4.ª que reserva a los naturales de Cataluña los cargos públicos; o la Base 7.ª que establece unas Cortes anuales elegidas por sufragio corporativo de todos los cabezas de familia agrupats en classes fundades en lo treball manual, en la capacitat o en les carreres professionals i en la propietat, indústria i comerç.
«Las Bases son un proyecto autonomista, en absoluto independentista, de talante tradicional y corporativista. Estructuradas en diecisiete artículos propugnan la posibilidad de modernizar el Derecho civil, la oficialidad exclusiva del catalán, la reserva para los naturales de los cargos públicos incluidos los militares, la comarca como entidad administrativa básica, la soberanía interior exclusiva, unas cortes de elección corporativa, un tribunal superior en última instancia, la ampliación de los poderes municipales, el servicio militar voluntario, un cuerpo de orden público y moneda propios y una enseñanza sensible a la especificidad catalana». Según Angel Smith, las Bases de Manresa fueron «el primer programa catalanista para la reorganización del Estado Español».
En 1894 Enric Prat de la Riba, convertido en el líder y principal ideólogo de la Unió Catalanista, y Pere Muntanyola escribieron una catecismo catalanista titulado Compendi de la Doctrina Catalanista, en el que distinguían entre el Estado, una «entidad política, artificial, voluntaria», y la patria, Cataluña, una «comunidad histórica, natural, necesaria» que, a diferencia del Estado fruto de los hombres, era «fruto de las leyes a las que Dios ha sujetado la vida de las generaciones humanas». A la pregunta de si España era la pàtria de los catalanes se respondía: «No es más que el Estado o agrupación política a la pertenecen». De esta forma, según John H. Elliott, se «apuntaba nada menos que a la invención de Cataluña como nación».
El historiador británico Angel Smith ha destacado que «el nacionalismo catalán surgió de la derecha catalana» «a causa de un número de factores». «Importante a este respecto fue el hecho de que el principal campo de batalla con el estado central —el proteccionismo y, sobre todo, el código civil— apelaba sobre todo a los sectores más conservadores de la población, las clases medias urbanas y los propietarios urbanos y rurales». Por otro lado, Smith afirma que «no hay que exagerar» la fuerza del nacionalismo catalán en aquellos años. Los nacionalistas catalanes «no fueron capaces de construir un partido sólido que pudiera ser una alternativa a los 'partidos oficiales' en las elecciones, y no fueron capaces de crear una red de instituciones para enseñar la lengua catalana. El sentimiento patriótico español siguió siendo fuerte en amplios sectores de la sociedad catalana, como se puso de manifiesto en las patrióticas manifestaciones con motivo de la guerra con Estados Unidos en 1898».

### El impulso del nacionalismo catalán tras el «desastre del 98»: la Lliga Regionalista

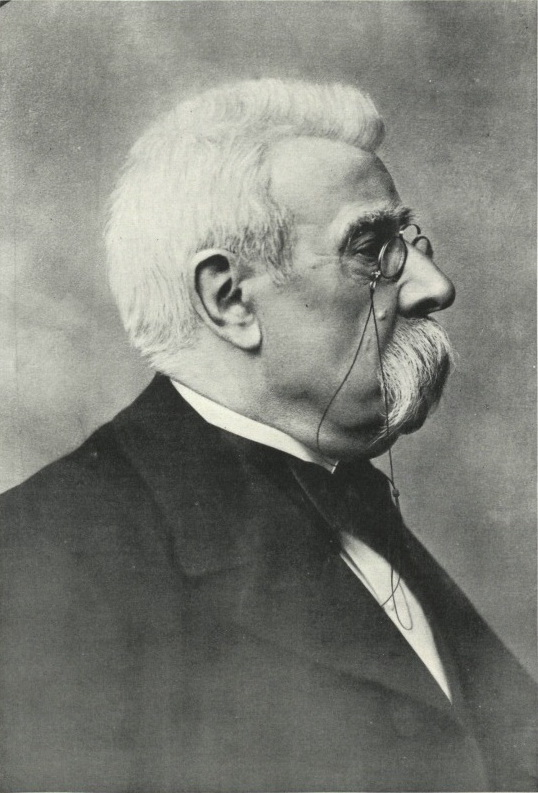
Manuel Durán y Bas.

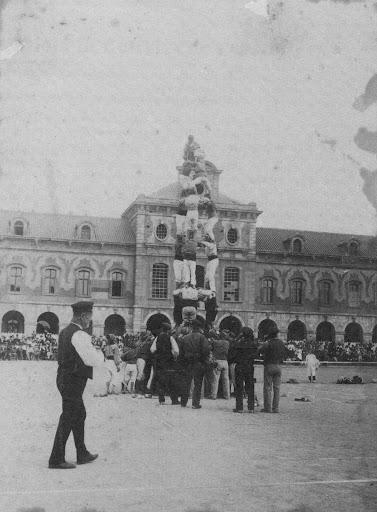
Concurso de castells celebrado en 1902 en el Parque de la Ciudadela frente al edificio que a partir de 1932 sería la sede del Parlamento de Cataluña. Josep Torras i Bages consideraba els castells de xiquets, viril manifestació, símbol de la força i de l'aplom del nostre poble.

La mayoría de los catalanistas apoyaron la concesión de la autonomía a Cuba, pues la consideraron un precedente para conseguir la de Cataluña, pero la propuesta de Francesc Cambó de que la Unió Catalanista —que entonces alcanzó los 5.000 afiliados— hiciera una declaración a favor de la autonomía cubana con posibilidad de llegar a la independencia encontró escaso respaldo.
La iniciativa de la Unió Catalanista que tuvo mayor repercusión fue el Missatge a S.M. Jordi I, rei dels Hel·lens ('Mensaje a S.M. Jorge I, rey de los Helenos') de 1897 en el que se congratulaba por la anexión de la isla de Creta al Reino de Grecia. La entrega del Missatge, redactado por Prat de la Riba, al cónsul griego en Barcelona se convirtió en un acto de exaltación catalanista que acarreó sanciones administrativas. Pocos meses después se publicaba en Francia un manifiesto catalanista anónimo —escrito también por Prat de la Riba— dirigido a la prensa europea y titulado La Question Catalane. En el mismo año del Missatge a S.M. Jordi I, rei dels Hel·lens se fundó la Agrupació Catalanista d'Ensenyança Catalana que en 1898 creó la primera escuela en que se enseñó en catalán, el Col·legi Sant Jordi.
Tras la derrota española en la guerra hispano-estadounidense de 1898, que «dio lugar a una crisis de identidad nacional» —en palabras de John H. Elliott—, el regionalismo catalán experimentó un fuerte impulso, fruto del cual fue el nacimiento en 1901 la Lliga Regionalista. Esta surgió de la fusión de la Unió Regionalista fundada en 1898 y del Centre Nacional Català, que aglutinaba a un grupo escindido de la Unió Catalanista encabezado por Enric Prat de la Riba y por Francesc Cambó. La razón de la ruptura fue que estos últimos, en contra de la opinión mayoritaria de la Unió, habían defendido la colaboración con el gobierno conservador regeneracionista de Francisco Silvela —uno de ellos Manuel Durán y Bas, formó parte de él; y personalidades cercanas al catalanismo ocuparon las alcaldías de Barcelona (Bartolomé Robert), Tarragona (Francesc Ixart) y Reus (Pau Font de Rubinat), así como los obispados de Barcelona (José Morgades) y Vich (José Torras y Bages)—, aunque finalmente rompieron con el Partido Conservador al no ser aceptadas sus reivindicaciones —concierto económico, provincia única, reducción de la presión fiscal—. La respuesta fue el tancament de caixes y la salida del gobierno de Durán y Bas y la dimisión del doctor Bartolomé Robert como alcalde Barcelona.
El fracaso del acercamiento a los conservadores españoles no hizo desaparecer a la nueva Lliga Regionalista sino todo lo contrario ya que encontró un apoyo cada vez mayor entre muchos sectores de la burguesía catalana desilusionados con los partidos del turno. Esto se tradujo en su triunfo en las municipales de 1901 en Barcelona, lo que significó el fin del caciquismo y del fraude electoral en la ciudad, y la obtención de 6 diputados en las elecciones generales gracias a la llamada candidatura de los cuatro presidentes, que salieron elegidos (Alberto Rusiñol, expresidente de la patronal Fomento del Trabajo Nacional; Bartolomé Robert, presidente de la Sociedad Económica de Amigos del País; Lluís Domènech i Montaner, expresidente del Ateneo Barcelonés; y Sebastián Torres, presidente de la Liga de Defensa Industrial y Comercial). En los años siguientes la Lliga extendió su influencia aunque lentamente fuera de Barcelona. Como consecuencia del «accidentalismo» de la Lliga sobre la forma de gobierno, algunos de sus miembros encabezados por Jaime Carner Romeu y por Lluís Domènech i Montaner la abandonaron en 1904 para fundar dos años después el Centre Nacionalista Republicà cuyo órgano de prensa era El Poble Català.
Al mismo tiempo que la Lliga nació en Barcelona el lerrouxismo, una forma de populismo españolista que pronto se convirtió en la bestia negra del catalanismo. El nombre procedía del republicano no federal Alejandro Lerroux que acababa de llegar a Barcelona, tras haberse distinguido por su campaña de denuncia del los Procesos de Montjuic en el diario madrileño El País. En las elecciones generales de 1901 consiguió un escaño de diputado por Barcelona que revalidó en las de 1903, gracias al voto de los distritos más populares de la ciudad que se convirtieron en su feudo.
En abril de 1903 se fundó el Centre Autonomista de Dependents del Comerç i de la Indústria (CADCI) una entidad catalanista que además pretendía promover la formación y el ocio de sus miembros —por ejemplo, organizando actividades deportivas y excursiones— y el reformismo social, para lo que se crearon secciones de socorros mutuos, de cooperativismo y de acción sindical.

## La irrupción del catalanismo político en la vida política española (1905-1923)

### Los hechos del "¡Cu-cut!" y el nacimiento deSolidaritat Catalana

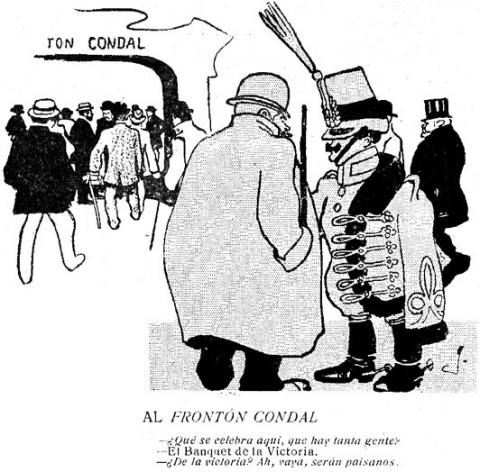
Viñeta aparecida en la revista satírica ¡Cu-Cut! que provocó la ira de los militares.El pie dice:
AL FRONTON CONDAL
-¿Qué se celebra aquí que hay tanta gente?
-El Banquet de la Victòria.
-¿De la Victoria? Ah, vaya, serán paisanos.

El 25 de noviembre de 1905 un grupo de oficiales asaltó en Barcelona la redacción del semanario satírico "¡Cu-Cut!" por la publicación de una viñeta en la que se ironizaba sobre las derrotas del ejército español a propósito de la celebración del triunfo relativo de los catalanistas en las elecciones municipales de Barcelona. También fue asaltada la redacción del diario La Veu de Catalunya, portavoz de la Lliga Regionalista. La conmoción que causaron estos hechos fue enorme. El gobierno liberal de Eugenio Montero Ríos intentó imponer su autoridad sobre los militares y acordó no ceder a la presión de los capitanes generales que mostraron su apoyo a los oficiales insurrectos, aunque declaró el estado de guerra en Barcelona el 29 de noviembre —al parecer presionado por el rey—. El monarca finalmente no respaldó al gobierno y apoyó la actitud del Ejército, lo que obligó a Montero Ríos a presentar la dimisión.
En un artículo publicado en La Publicidad Alejandro Lerroux apoyó a los asaltantes «que vengaron a la Patria» asegurando que si él hubiera sido militar «hubiera ido a quemar La Veu y El Cu-cut, la Lliga y el Palacio del Obispo, por lo menos». En el artículo describía el catalanismo político como «hijo degenerado de un contubernio monstruoso entre una aspiración literaturesca, romántica, y un malestar social subido al periodo agudo con motivo de la catástrofe nacional» y afirmaba «que antes que pactar con esa chusma envilecida por el amor al ochavo, que es la quintaesencia de su regionalismo separatista, estoy dispuesto a rebelarme contra todo el mundo, acompañado o solo».
El nuevo gobierno presidido por el otro líder liberal Segismundo Moret, que recibió el encargo del rey de impedir que se reprodujeran los ataques «al Ejército y a los símbolos de la Patria», se dispuso a satisfacer a los militares —nombró ministro de la guerra al general Agustín Luque, uno de los capitanes generales que más había aplaudido el asalto al ¡Cu-Cut!— y rápidamente hizo aprobar por las Cortes la Ley para la Represión de los Delitos contra la Patria y el Ejército —conocida como "Ley de jurisdicciones"—, por la que a partir de ese momento las competencias para juzgarlos pasaron a la jurisdicción militar.

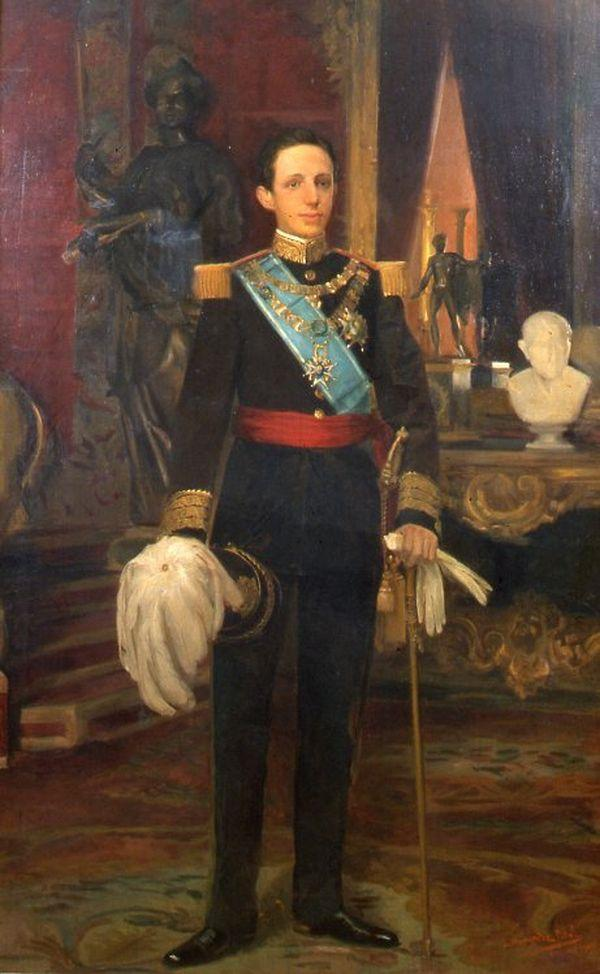
Retrato de Alfonso XIII (1905).

En respuesta a la Ley de Jurisdicciones y a la impunidad en que habían quedado los responsables de los hechos del ¡Cu-Cut! se formó en Cataluña en mayo de 1906 Solidaridad Catalana, una gran coalición presidida por el anciano republicano Nicolás Salmerón, en la que se integraron los republicanos —excepto el partido de Alejandro Lerroux—, los catalanistas —la Lliga Regionalista, la Unió Catalanista y el Centre Nacionalista Republicà—, y hasta los carlistas e integristas catalanes. Según Jaume Claret y Manuel Santirso, con la integración en la Solidaritat, «la Lliga se distanciaba del catalanismo romántico y del clericalismo, y de paso enterraba las Bases de Manresa».
Ese mismo mes de mayo de 1906 Enric Prat de la Riba publicaba La nacionalitat catalana, «considerada muy pronto como la obra teórica culminante del catalanismo». Se trataba de una obra elaborada a partir de textos anteriores y que tenía como finalidad fundamentar el proyecto de la Solidaritat Catalana. En ella retomaba la tesis ya expuesta doce años antes en Compendi de la doctrina catalanista de que Cataluña era la nación, mientras que España era el Estado al que Cataluña pertenecía:

Y veíamos más: veíamos que Cataluña tenía lengua, derecho, arte propios; que tenía espíritu nacional, un carácter nacional, un pensamiento nacional; Cataluña era, así pues, una nación. Y el sentimiento de patria, vivo en todos los catalanes, nos hacía sentir que patria y nación eran una misma cosa, y que Cataluña era nuestra nación, al igual que nuestra patria.

Por otro lado en el libro Prat de la Riba proponía la formación de un Estado-imperio «de Lisboa al Ródano» integrado por España, Portugal y Occitania, bajo la hegemonía de Cataluña —su centro de gravedad se situaría en Barcelona— gracias a la pujanza de su cultura:

El arte, la literatura, las concepciones jurídicas, el ideal político y económico de Cataluña han iniciado la obra exterior, la penetración pacífica en España, la transfusión al resto de nacionalidades españolas y al organismo del estado que las gobierna. El criterio económico de los catalanes en las cuestiones arancelarias hace años que ha triunfado.

Los éxitos de convocatoria de la Solidaritat fueron espectaculares con manifestaciones masivas como la celebrada en Barcelona el 20 de mayo de 1906 que congregó a 200.000 personas. En las elecciones generales de 1907 Solidaritat Catalana obtuvo un triunfo arrollador ya que consiguió 41 diputados de los 44 que le correspondían a Cataluña —entre ellos resultó elegido el exteniente coronel Francesc Macià por el distrito de las Borjas Blancas— y el 67% de los votos —aunque Lerroux mantuvo el suyo, lo que le permitió mantener la inmunidad parlamentaria y volver de Argentina a donde se había marchado, mientras sus partidarios realizaban actos violentos contra los dirigentes y los periódicos que apoyaban a la Solidaritat Catalana—. La Solidaritat Catalana también cosechó un gran resultado en las elecciones provinciales celebradas un mes antes de las generales, fruto del cual Enric Prat de la Riba fue elegido presidente de la Diputación de Barcelona.
Tras su victoria en las elecciones generales, como ha destacado Borja de Riquer, «ya nada sería igual en la vida política catalana, y los gobiernos de Madrid, y la propia corona, deberían asumir el hecho de que la cuestión catalana se había convertido en uno de los problemas más preocupantes de la vida política española». Según Jordi Canal los principales beneficiarios de la Solidaritat Catalana «fueron la Lliga y Francesc Cambó, que convirtieron su propuesta regional-nacionalista en hegemónica y se erigieron en los interlocutores privilegiados de una Cataluña en rediseño con una España a la espera de un decidido impulso regenerador».
La coalición Solidaritat Catalana se acabó rompiendo a causa fundamentalmente del apoyo de la Lliga Regionalista al proyecto de ley de Administración local que presentó el gobierno de Antonio Maura que admitía la posibilidad de crear un ente regional en Cataluña, pero que finalmente no fue aprobado. Lo que quedaba en pie de Solidaritat Catalana se vino abajo tras la crisis de la Semana Trágica de 1909. Al año siguiente el catalanismo progresista consiguió articularse con la creación de la Unión Federal Nacionalista Republicana, resultado de la fusión del Partido Republicano Democrático Federal, la Unión Republicana, y el Centre Nacionalista Republicà, pero la Unión Federal solo duró seis años, integrándose la mayoría de sus miembros en el Partit Republicà Català fundado en 1917, y al que también se incorporó Lluís Companys, procedente del Partido Reformista.

### El gobierno de Canalejas y la Mancomunidad de Cataluña

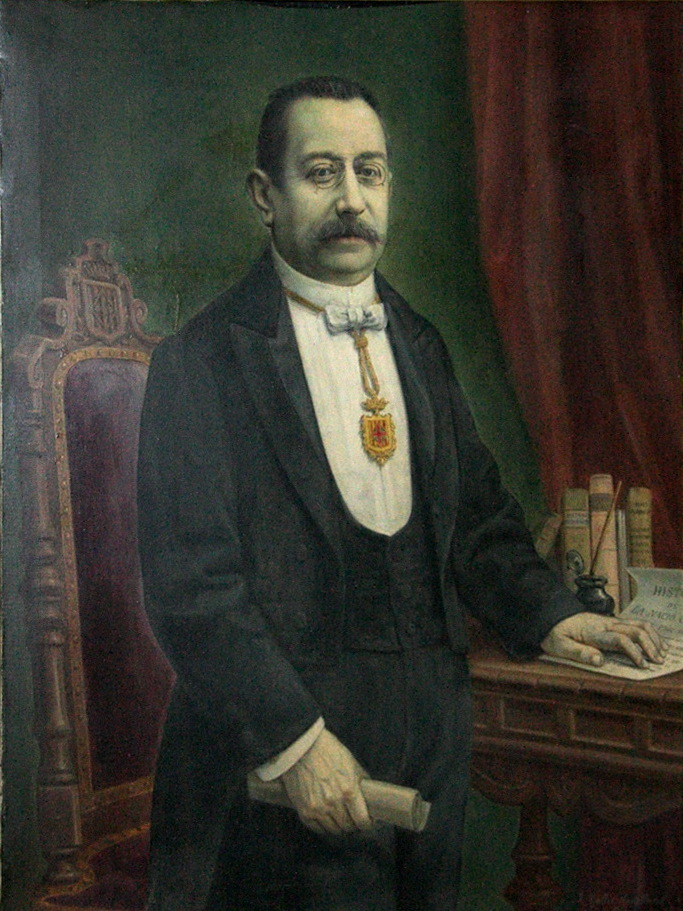
Retrato de Enric Prat de la Riba, cuando era presidente de la Diputación Provincial de Barcelona.

En 1911 la Diputación Provincial de Barcelona presidida por Prat de la Riba decidió impulsar una vieja reivindicación catalanista, que aparecía también en el programa de la coalición Solidaritat Catalana: aglutinar las cuatro diputaciones catalanas en un único ente regional. El 16 de octubre los cuatro organismos provinciales aprobaron conjuntamente las Bases de Mancomunidad Catalana que preveía la formación de una asamblea formada por todos los diputados provinciales y de un consejo permanente de ocho miembros, dos por provincia. Mes y medio después el proyecto de Bases fue entregado al presidente del gobierno José Canalejas y este lo presentó el 1 de mayo de 1912 a las Cortes como proyecto de Ley de Mancomunidades.
Al principio de su carrera política Canalejas se había mostrado partidario del Estado centralista llegando a decir que de una mayor autonomía local no podía «salir nada bueno», pero cuando llegó a la presidencia del gobierno en 1910 había cambiado de postura. Declaró entonces que «un liberal centralista era un sujeto digno de la Paleontología o la Arqueología». Así Canalejas se propuso satisfacer la demanda de creación de una nueva instancia regional que integrara a las cuatro diputaciones catalanas bajo el nombre de Mancomunidad de Cataluña. Pero este proyecto se vio obstaculizado por un sector de su propio partido encabezado por Segismundo Moret, y apoyado por el diputado Niceto Alcalá Zamora. Para conseguir el respaldo de la mayoría de los diputados liberales Canalejas tuvo que pronunciar uno de sus mejores discursos parlamentarios, y aun así 19 de sus diputados, entre ellos Moret, votaron en contra. El proyecto fue aprobado el 5 de junio de 1912 por el Congreso de Diputados, pero cuando murió asesinado Canalejas aún no había sido ratificado por el Senado, por lo que no entró en vigor hasta diciembre de 1913, y la Mancomunidad de Cataluña no se constituiría hasta el año siguiente.
Las cuatro diputaciones catalanas cedieron sus competencias a la Mancomunidad pero en contra de lo esperado por la Lliga Regionalista el Estado central no cedió ninguna de las suyas. A pesar de todo la Mancomunidad «puso en evidencia cómo una gestión honesta y atenta a las necesidades del territorio podía ser eficaz pese a disponer de escasos recursos. Realizó una importante tarea educativa y cultural fundando escuelas técnicas (de agricultura, industrial, del trabajo, de bibliotecarias, de administración) o creando instituciones de alta cultura (Institut d'Estudis Catalans, Biblioteca de Catalunya), al tiempo que fomentaba obras de infraestructuras impulsando las redes de carreteras, de teléfonos y los servicios de asistencia social». De esta forma «se incrementó el sentimiento autonomista en amplias capas de la sociedad».
La relevancia de la Mancomunitat también residía en «su carácter simbólico al representar en una única institución a la totalidad de las provincias catalanas, la primera experiencia de autogobierno desde el Decreto de Nueva Planta, cuyo aniversario Prat de la Riba no olvidó mencionar en su discurso inaugural del 6 de abril de 1914. Se trataba de una baza que la Lliga no dejaría escapar. El naciente e importante órgano administrativo ayudaría a desarrollar una conciencia catalanista y constituía una primera base con vistas a una futura autonomía de más largo abasto». Y por otro lado «la Mancomunidad de Cataluña también evidenciaba el giro de la Lliga hacia un pragmático pactismo, ofreciendo apoyo parlamentario al Gobierno de turno a cambio de concesiones concretas, una estrategia del catalanismo conservador que reencontraremos nuevamente tras la Transición. Prat de la Riba permanecía en Barcelona transformado en hombre de gobierno, mientras Francesc Cambó se convertía en el líder parlamentario en Madrid. La Lliga se hallaba en su momento más dulce».
Según Jordi Canal el proyecto de Prat de la Riba al frente de la Mancomunitat fue «construir la nación catalana» para lo que se propuso dotarla de «estructuras de estado», centrándose especialmente en el campo de las infraestructuras y el de la cultura.
Para John H. Elliott, «la Mancomunitat pretendía convertirse en un primer movimiento de un ambicioso proyecto destinado a recuperar la vida en las regiones españolas como medio de regenerar la política y la cultura del país. (…) La concesión por parte del Gobierno de una Mancomunidad para Cataluña no respondía a la descentralización prevista en el programa nacionalista de Prat de la Riba, pero ofrecía al menos cierto sabor a autogobierno y era lo más que podía obtenerse con la oposición de Madrid para conseguir cualquier cosa que pusiese en peligro la unidad de España».

### «Per Catalunya i l'Espanya Gran» y la campaña autonomista de 1918-1919
Coincidiendo con las elecciones generales de abril de 1916, la Lliga Regionalista publicó el mes anterior el manifiesto Per Catalunya i l'Espanya Gran, redactado por Prat de la Riba —que moriría en agosto del año siguiente— y firmado por todos los diputados y senadores del partido. En el documento se denunciaba que Cataluña era uno de los pueblos de España que veían «los elementos substanciales de su espiritualidad, de su personalidad, excluidos de las leyes del Estado», lo que les convertía en «españoles de tercera clase». La solución era el reconocimiento de la autonomía de Cataluña, «obra de justicia» y «de altísima conveniencia» y poner fin a la política asimilacionista, lo que haría posible la auténtica unidad «de todos los españoles, enteros, tales como Dios los ha hecho», convertidos en un «imperio peninsular de Iberia» —lo que implicaba también la integración de Portugal—.
El primer intento de llevar a cabo este programa se produjo al año siguiente en el contexto de la crisis de 1917. El 5 de julio Francesc Cambó reunió en el Ayuntamiento de Barcelona a todos los diputados y senadores catalanes —aunque los 13 diputados monárquicos abandonaron enseguida la reunión— que reafirmaron la voluntad de Cataluña de constituirse en una región autónoma. En la declaración que aprobaron, firmada incluso por Alejandro Lerroux, se decía «que es voluntad general de Cataluña la obtención de un régimen de amplia autonomía» y se reclamaba una estructura federal acorde con «la realidad de la vida española», lo que incrementaría «su cohesión orgánica» y desarrollaría «sus energías colectivas». Asimismo exigieron la reapertura de las Cortes que tendrían función de constituyentes. Si el gobierno Dato no aceptaba ninguna de las peticiones harían un llamamiento a todos los diputados y senadores a que acudieran a una Asamblea de Parlamentarios a celebrar el 19 de julio en Barcelona.
El gobierno del conservador Eduardo Dato intentó desprestigiar la convocatoria presentando la reunión como un movimiento «separatista»" y «revolucionario» y finalmente a Barcelona solo acudieron los diputados de la Lliga, los republicanos, los reformistas de Melquíades Álvarez y el socialista Pablo Iglesias, que aprobaron la formación de un gobierno «que encarne y represente la voluntad soberana del país» y que presidiría las elecciones a Cortes Constituyentes. La Asamblea fue disuelta por orden del gobernador civil de Barcelona y todos los participantes fueron detenidos por la policía, aunque en cuanto salieron del Palacio del Parque de la Ciudadela donde se habían reunido fueron puestos en libertad. Pasada la huelga general revolucionaria de agosto convocada por los socialistas, la Asamblea de Parlamentarios se volvió a reunir el 30 de octubre en el Ateneo de Madrid. Ese mismo día Cambó fue llamado a Palacio para entrevistarse con el rey quien aceptó su propuesta de formar un «gobierno de concentración» que estaría presidido por el liberal Manuel García Prieto y que contaría con un ministro de la Lliga, Juan Ventosa. Sin embargo el gobierno de García Prieto duró muy pocos meses, dando paso a otro gobierno de concentración, denominado «Gobierno Nacional», bajo la presidencia del conservador Antonio Maura, y del que formaría parte el propio Francisco Cambó. Pero este gobierno solo duró hasta noviembre de 1918, dando paso a un gobierno únicamente liberal presidido de nuevo García Prieto.
Fracasada la vía de la asamblea de parlamentarios y los gobiernos de concentración para alcanzar los objetivos del manifiesto Per Catalunya i l'Espanya Gran, Cambó decidió que había «llegado la hora de Cataluña» y la Lliga Regionalista organizó la campaña en pro de la «autonomía integral» para Cataluña que, según Javier Moreno Luzón, «conmovió hasta sus cimientos la escena política española».
Este giro de Cambó y de la Lliga también se debió al impacto que tuvo en los movimientos nacionalistas europeos el Discurso de los catorce puntos del presidente norteamericano Woodrow Wilson en los que se reconocía el derecho de autodeterminación de los pueblos. Así en el mismo mes de noviembre de 1918 en que acabó Primera Guerra Mundial con la victoria de los aliados, el Consejo de la Mancomunitat y los diputados catalanes en el Congreso aprobaron una petición en la que se hablaba de «este momento solemne de la Historia universal, cuando triunfa en el mundo el principio colectivo de los pueblos a disponer libremente de sí mismos y ser regidos por las instituciones a las que hayan dado su aprobación».
En un principio la posibilidad de conseguir el Estatuto parecía cercana pues contaba con el apoyo del rey, que pretendía, según le dijo a Cambó, distraer así «a las masas [de Cataluña] de todo propósito revolucionario», pero el nacionalismo español reaccionó inmediatamente y desplegó una fuerte campaña anticatalanista plagada de tópicos y de estereotipos sobre Cataluña y los catalanes, que sin embargo consiguió movilizar a miles de personas que se manifestaron en Madrid y en otras ciudades.

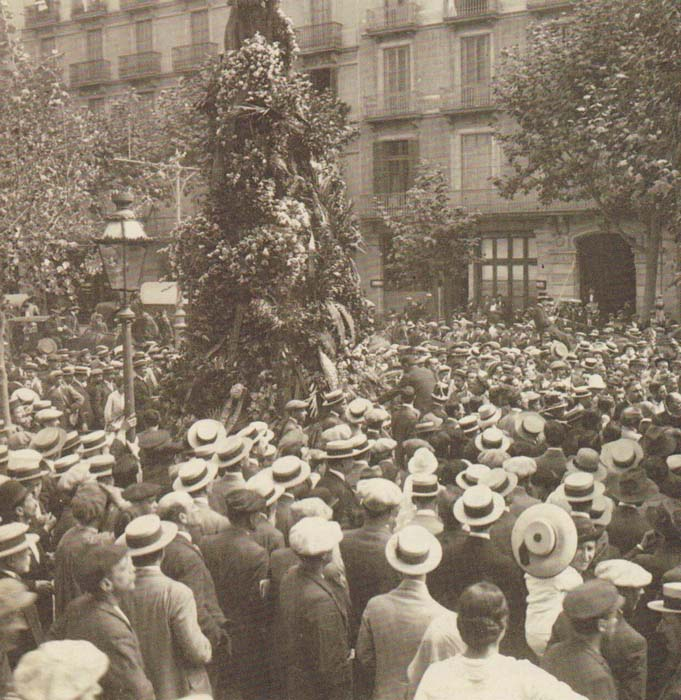
Homenaje A Rafael Casanova en la diada de 1914.

El 2 de diciembre de 1918 las diputaciones castellanas, reunidas en Burgos, respondieron a las pretensiones catalanas con el Mensaje de Castilla donde defendían la «unidad nacional» española y se oponían a que cualquier región obtuviera una autonomía política que mermara la soberanía española —e incluso hicieron un llamamiento a boicotear «los pedidos de las casas industriales catalanas»—. También se opusieron a la cooficialidad del catalán, al que llamaron «dialecto regional». Al día siguiente el diario El Norte de Castilla titulaba: «Ante el problema presentado por el nacionalismo catalán, Castilla afirma la nación española». También se denunciaba «la campaña separatista de que se hace alarde en las provincias vascongadas». Solo en el País Vasco y en Galicia se registraron algunas muestras de apoyo a los nacionalistas catalanes.
Entonces el rey cambió de posición y manifestó su solidaridad «con los gestos patrióticos de la provincias castellanas», animando a los presidentes de las diputaciones a proseguir en su empeño. En el debate parlamentario de principios de diciembre sobre el proyecto de bases del estatuto de autonomía que había presentado la Mancomunidad de Cataluña y que contaba con el apoyo del 98% de los catalanes representados por sus ayuntamientos, el portavoz de los liberales y por tanto del gobierno Niceto Alcalá Zamora acusó a Cambó de querer ser al mismo tiempo el Simón Bolívar de Cataluña y el Otto von Bismarck de España. El líder conservador Antonio Maura también se opuso a la autonomía catalana. Dirigiéndose a los diputados catalanistas les dijo que, les gustara o no, eran españoles: «Nadie puede elegir madre, ni hermanos, ni casa paterna, ni pueblo natal, ni patria». Su intervención fue muy aplaudida por los diputados de los dos partidos dinásticos, incluido el presidente del gobierno conde de Romanones. El mismo día de la intervención de Maura, el 12 de diciembre de 1918, Cambó escribió una carta al rey en la que se despedía de él y justificaba la retirada de las Cortes de la gran mayoría de diputados y senadores catalanes en señal de protesta por el rechazo al Estatuto, un gesto que fue muy mal visto por los partidos dinásticos. De vuelta en Barcelona, Cambó lanzó en un mitin la consigna «Monarquia? República? Catalunya!». «Ni hipotecamos la autonomía a la República, ni esperamos la República para implantar la autonomía, pero no frenaremos nuestra marcha por el hecho de que pueda caer la Monarquía», declaró.
El presidente del gobierno, el liberal conde de Romanones convocó una comisión extraparlamentaria para que redactara una propuesta que sería llevada a las Cortes. La comisión, presidida por Antonio Maura elaboró un proyecto de Estatuto muy recortado que incluso eliminaba algunas de las competencias que ya ejercía la Mancomunitat de Cataluña.
Al mismo tiempo la Mancomunidad de Cataluña había elaborado su propio proyecto de estatuto de autonomía lo que motivó que los parlamentarios catalanes volvieran a las Cortes para intentar que se aprobara. Pero el gobierno asumió como propio el proyecto de la comisión extraparlamentaria y no el de la Mancomunidad por lo que este no se llegó ni siquiera a debatirse. Los diputados catalanes republicanos, regionalistas y tradicionalistas, pero no los de los partidos dinásticos, presentaron una moción para que se realizara en Cataluña un plebiscito sobre la autonomía y para apoyarla intervino Cambó que dijo:

… nuestro problema es el siguiente: un pueblo, el pueblo catalán, durante siglos ha vivido constituido en Estado independiente y ha producido una lengua, un derecho civil, un derecho político y un sentimiento general que ha caracterizado la expresión de su vida. Y este pueblo se unió primero a la Corona de España, luego la incorporación fue total con el estado, y en siglos de convivencia se han creado intereses comunes, se han creado trabazones espirituales que establecen una fórmula de patriotismo común que sería insensato querer destruir; pero a la vez, esta personalidad que había tenido una vida propia, independiente, subsiste, y no ha desaparecido; han persistido la lengua, el derecho, el sentido jurídico y el espíritu público propio, y todo eso, que era un hecho biológico mientras no había un fenómeno de voluntad que le convirtiese en un hecho político. Esta voluntad, ¿qué dice, qué expresa, qué quiere? Quiere que para todo lo que sea vida propia interior de Cataluña, Cataluña tenga plenitud de soberanía para regirse, y que en todo lo que afecte a lo que mira más allá de sus fronteras, no haya más que una unidad que sea España.

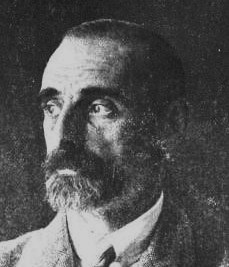
Francesc Cambó, líder de la Lliga Regionalista.

Finalmente Romanones cerró las Cortes el 27 de febrero –precisamente el día en que iba a votarse la propuesta del plebiscito catalán— aprovechando el conflicto social que había estallado en Barcelona a raíz de la huelga de La Canadiense. Los promotores de la campaña autonomista con Cambó a la cabeza decidieron entonces no impulsar ningún movimiento de resistencia civil o de boicot municipal sino que dieron por finalizada la campaña autonomista catalana de 1918-1919. Como ha señalado Albert Balcells, «después fue muy fácil decir que la huelga de la Canadiense había impedido desencadenar el boicot municipal. Pero es evidente que no se podía preparar el Somatén como fuerza antisindicalista a las órdenes del capitán general [ante quien desfiló en Barcelona el 12 de enero] y, al mismo tiempo, programar un movimiento de desobediencia civil que tendría que haberse enfrentado al capitán general». Además no hay que olvidar que se acababa de constituir la españolista Unión Monárquica Nacional (UMN) que constituía una amenaza seria para la hasta entonces hegemónica Lliga Regionalista y para el movimiento autonomista, que hasta entonces había contando con casi todos los parlamentarios catalanes de los partidos dinásticos.
El posicionamiento de la Lliga a favor de los empresarios en el conflicto que los enfrentaba al movimiento anarquista durante los llamados años de plomo provocó que un sector del partido disconforme con ello lo abandonara para fundar en 1922 Acció Catalana, que cosechó un éxito importante en las elecciones provinciales de junio de 1923. Años antes también había roto con la Lliga el diputado Francesc Macià, aunque su figura era todavía marginal.

## La Dictadura de Primo de Rivera (1923-1930): persecución y resistencia

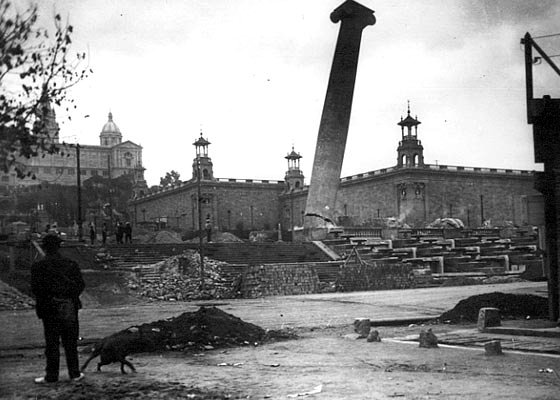
Derribo de Las cuatro columnas que representaban las cuatro barras de la bandera catalana por orden de Primo de Rivera y que se construyeron para presidir la Exposición Internacional de Barcelona (1929).

### La política anticatalanista y la disolución de la Mancomunidad de Cataluña
La Lliga Regionalista apoyó inicialmente el golpe de Estado de Primo de Rivera fundamentalmente porque dio crédito a las promesas descentralizadoras que había hecho el general, aunque esas expectativas se desvanecieron muy pronto. En la misma mañana del golpe Primo de Rivera se manifestó complacido por los discursos pronunciados en catalán durante la inauguración de una exposición del mueble en Montjuïc, llegando a decir que él mismo se hallaba «catalanizado por el cariño que tengo y que visto que me tiene Cataluña» y finalizando su discurso con un «viva a Cataluña».
En el Manifiesto del 13 de septiembre que justificó el golpe, Primo de Rivera ya hizo referencia a la «descarada propaganda separatista» y solo cinco días después el Directorio militar promulgaba el Decreto contra el «separatismo», que castigaba con severas penas «los delitos contra la seguridad y unidad de la Patria y cuantos tiendan a disgregarla, restarle fortaleza y rebajar su concepto», y que serían juzgados por tribunales militares, tal como establecía la Ley de Jurisdicciones de 1906. Se prohibía izar u ostentar «banderas que no sean la nacional», «la difusión de ideas separatistas por medio de la enseñanza», el uso del catalán «en los actos oficiales de carácter nacional o internacional» y se obligaba a las corporaciones locales y provinciales a llevar los libros de registro y de actas en castellano.
En los meses y años siguientes se aplicó esta política –cuyo lema acuñado por el propio Primo de Rivera era España una, grande e indivisible- que pretendía eliminar la especificidad de Cataluña, para «neutralizar y contrarrestar por la acción del gobierno la labor de desespañolización que con constancia se viene haciendo por ciertos sectores políticos en Cataluña». Así se clausuraron centros políticos «separatistas», y se encarcelaron a los militantes de los partidos nacionalistas catalanes, incluidos algunos sacerdotes.

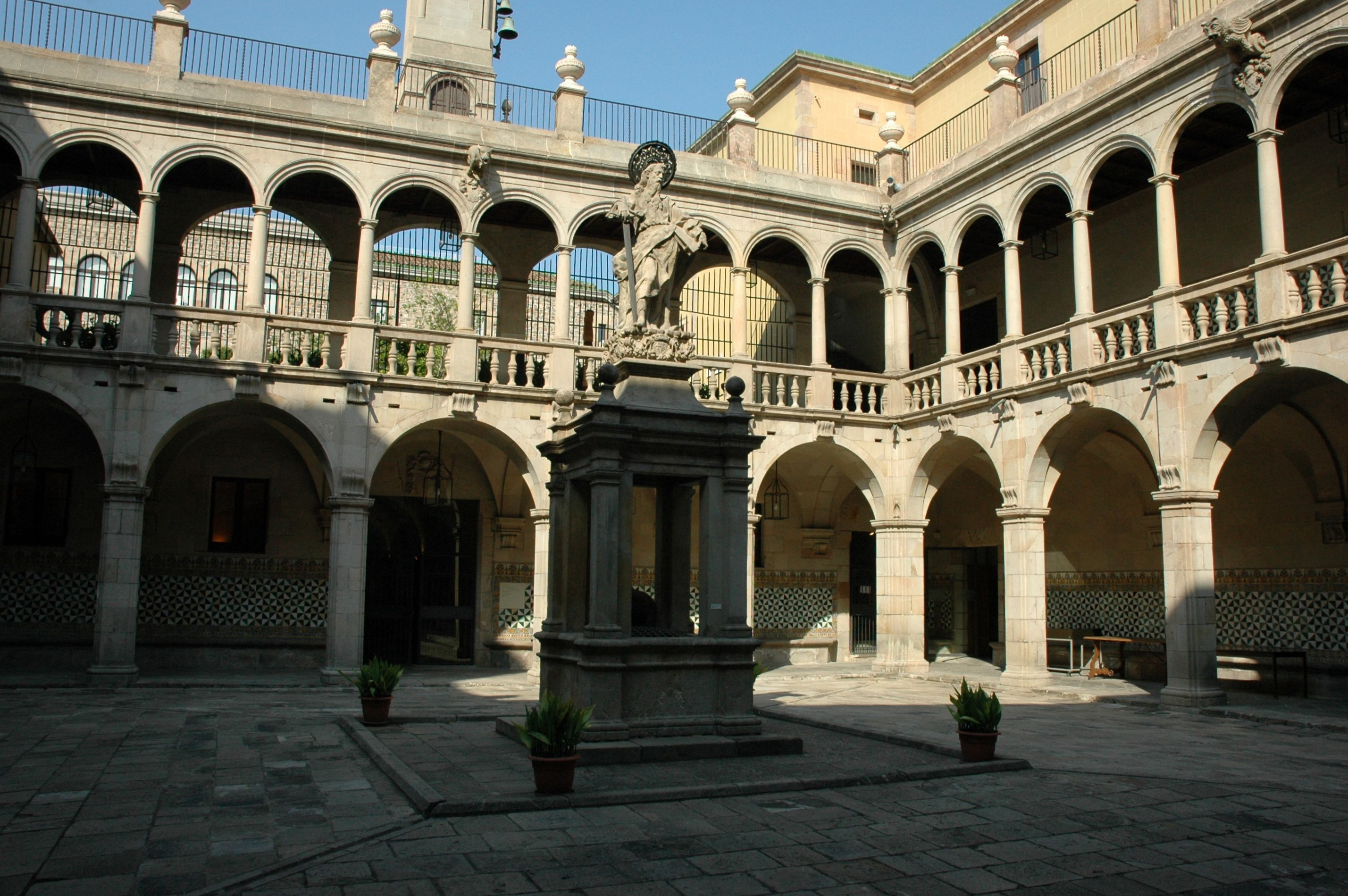
Sede del Instituto de Estudios Catalanes.

Cualquier manifestación popular de la identidad catalana fue suprimida. Se prohibió izar la señera, cantar el himno de Els Segadors o usar el catalán en actos oficiales, y se limitó el baile de sardanas —las multas podían llegar a las 5.000 pesetas—. Se castellanizaron de forma arbitraria los nombres de calles y pueblos —a veces cayendo en el ridículo: la plaza de Sant Vicenç de Sarrià se convirtió en San Vicente Español—, se obligó a publicar en castellano los anuncios de las obras teatrales y se persiguieron a entidades culturales y sociales como el Centre Catalá, los Pomells de Joventut (una institución religiosa), el Ateneo Barcelonés, el Ateneo Enciclopédico Popular, la Associació Protectora de l'Ensenyança Catalana, las bibliotecas populares, las sociedades excursionistas, musicales y deportivas, los Juegos Florales (que pasaron a celebrarse en Francia) o los cursillos escolares en lengua catalana. También el F. C. Barcelona, el Orfeón Catalán, el Instituto de Estudios Catalanes, el Colegio de Abogados de Barcelona o la Universidad Industrial vieron limitadas sus actividades. Asimismo se prohibió a los comerciantes que anunciaran sus productos en catalán y en enero de 1928 se ordenó a la prensa que no tradujera al catalán las «notas oficiosas» del Directorio civil. Con motivo de un viaje del rey a Barcelona, el gobierno prohibió la ejecución pública de la sardana La Santa Espina por haberse convertido «en himno representativo de odiosas ideas y criminales aspiraciones, escuchando su música con el respeto y reverencia que se tributan a los himnos nacionales».
Una Circular de la Dirección General de Enseñanza Primaria del 27 de octubre de 1923 impuso la enseñanza exclusiva en castellano —se recordaba a los inspectores la obligación «de enseñar la lengua castellana en sus respectivas escuelas y de dar la enseñanza en el mismo idioma» vigilando estrictamente a los maestros en este punto—, otra de final de año prohibía la enseñanza del catalán en los centros mantenidos por el Estado y una tercera, del 15 de febrero de 1924, facultó a los inspectores de educación para que pudieran suspender de empleo y sueldo a los maestros que incumplieran la norma e incluso clausuraran los centros escolares, tanto públicos como privados, donde éstos trabajaran. De esta política represiva de cualquier manifestación de la identidad catalana ni siquiera se libró la Iglesia. Decenas de sacerdotes fueron detenidos acusados de «separatismo», otros fueron alejados de Cataluña –incluido el obispo de Barcelona Josep Miralles que fue trasladado a la diócesis de Mallorca- y la Academia Católica de Sabadell fue clausurada. Cuatro años más tarde un decreto de diciembre de 1928 prohibió a las escuelas enseñar ninguna asignatura que no estuviera incluida en el programa oficial aprobado por el Ministerio de Instrucción Pública, lo que suponía dejar fuera del currículum la historia y la cultura catalanas.

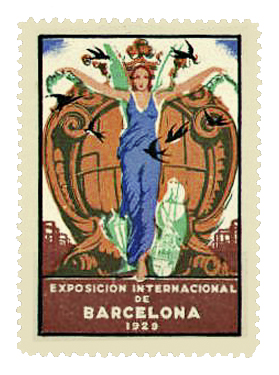
Sello conmemorativo de la Exposición Internacional de Barcelona (1929).

La política de persecución del catalanismo generó numerosos conflictos con diversas instituciones y entidades que se resistían a aceptarla (Ateneo Barcelonés, Ateneo Enciclopédico Popular, Orfeón Catalán, Orfeón Graciense, CADCI, Fútbol Club Barcelona, etc.), y más de un centenar de ellas acabaron siendo clausuradas temporal o definitivamente. Fue también el caso de algunas sedes de la Lliga Regionalista y de su periódico La Veu de Catalunya. También fueron suspendidos temporalmente otros periódicos como La Vanguardia, La Publicitat, La Nau, El Matí o Las Noticias, y revistas de humor o publicaciones infantiles.
A iniciativa de Ángel Ossorio y Gallardo y de Eduardo Gómez Baquero, en marzo de 1924 más de un centenar de intelectuales castellanos por primera vez en la historia firmaron un manifiesto de solidaridad con la lengua catalana, redactado por Pedro Sáinz Rodríguez.
Sin embargo, la alta cultura en catalán no fue tan perseguida. Como ha destacado el historiador Josep M. Roig i Rosich, «un sermón publicado en catalán era objeto de persecución y hasta de encarcelamiento, mientras que la Historia Nacional de Catalunya de Rovira i Virgili se publicaba sin trabas». Así surgieron nuevas editoriales dedicadas exclusivamente al libro en catalán como Barcino, Llibreria Catalonia o Proa —en 1930 se publicaron 308 nuevos títulos—. También aparecieron nuevos diarios en catalán —Barcelona pasó de dos en 1923 a 15 en 1930— y revistas, como la Revista de Catalunya, Mirador y La paraula cristiana.
La política anticatalanista de la Dictadura culminó con la disolución de la Mancomunidad en 1925. Dos años antes Primo de Rivera había nombrado al líder de la españolista Unió Monárquica Nacional, Alfonso Sala Argemí, conde de Egara, presidente de la Mancomunidad, en sustitución del catalanista Josep Puig i Cadafalch que había dimitido en señal de protesta por la política anticatalana de la Dictadura. Pero a los pocos meses comenzaron las tensiones entre Sala y Primo de Rivera a causa de que el dictador comenzó a cuestionar la existencia misma de la Mancomunidad, porque según él, podía constituir el embrión de «un pequeño Estado», «capaz de dañar a España». La aprobación del Estatuto Provincial de 1925 supuso la supresión de facto de la Mancomunidad, cuyas competencias ya habían sido recortadas por el Estatuto Municipal de 1924, lo que provocó la dimisión de Alfonso Sala el 22 de abril de 1925. El nuevo presidente de la Diputación de Barcelona, José María Milá Camps, conde de Montseny, pasó a presidir la Comisión gestora interina de los servicios coordinados que fue la encargada de liquidar los últimos asuntos de la Mancomunidad.
Tras la desaparición de la Mancomunidad, las declaraciones de Primo de Rivera sobre la cultura, la identidad, el idioma y las instituciones de Cataluña fueron creciendo en virulencia, manifestándose totalmente contrario a cualquier tipo de autonomía regional. Como ha señalado la historiadora Genoveva García Queipo de Llano, "Primo de Rivera ofendió no sólo a grupos políticos sino a la totalidad de la sociedad catalana". Así se fue produciendo un distanciamiento cada vez mayor entre Cataluña y la Dictadura, aumentando progresivamente los conflictos.

### La resistencia a la Dictadura y el renacimiento del catalanismo: la «Catalunya endins»

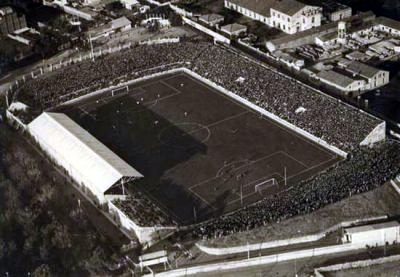
Camp de Les Corts del FC Barcelona en 1930. Allí tuvo lugar un acto de protesta contra la Dictadura y la Monarquía durante la interpretación de la Marcha Real en el acto previo a la disputa de un partido amistoso de fútbol. El campo fue clausurado durante seis meses.

Uno de los sectores que primero y de forma más firme reaccionó contra la política de la Dictadura fue el Colegio de Abogados de Barcelona que se negó a obedecer la orden de que la Guía Judicial anual en la que aparecían todos los abogados colegiados se publicara en castellano, y no en catalán. Para poner fin al conflicto del Colegio de Abogados de Barcelona con la Dictadura de Primo de Rivera, después de dos años en que ninguna de las dos partes cedía, la Dictadura recurrió a la fuerza y en marzo de 1926 destituyó a la Junta de gobierno del Colegio y desterró a sus miembros fuera de Cataluña, sustituyéndola por una Junta afín. Pero dos meses después se vio obligada a dejarles volver a Barcelona, aunque la Junta no sería repuesta en sus funciones hasta después de la caída de la Dictadura —el resto de sus colegas colegiados rindieron un homenaje en marzo de 1930 a los miembros de la Junta que «supieron mantener el prestigio y la dignidad del Colegio de Abogados»—-.
Los que se oponían a la política anticatalanista aprovecharon los pocos márgenes de libertad que dejaba la Dictadura. Una de las protestas más sonadas fue la que tuvo lugar el 14 de junio de 1925 durante un partido amistoso de fútbol en homenaje al Orfeón Catalán entre el FC Barcelona y el Club Esportiu Júpiter en el que la Marcha Real fue pitada. Diez días después, el gobernador civil, el general Joaquín Milans del Bosch, suspendió indefinidamente las actuaciones del Orfeó y clausuró el Camp de Les Corts por seis meses. Además el presidente del FC Barcelona, el suizo Hans Gamper, fue obligado a dejar el cargo y a abandonar España por un tiempo.
Otra forma de resistencia fue llevar el «caso catalán» ante los organismos internacionales. Con ese fin Acció Catalana redactó un manifiesto que fue presentado en la sede de la Sociedad de Naciones (SdN) en Ginebra en el que se denunciaba la represión que estaba sufriendo Cataluña y pedía la celebración de un referéndum a favor de la autonomía catalana bajo la supervisión de esa organización internacional. La iniciativa tuvo poca repercusión, pero le siguieron otras. La política anticatalanista de Primo de Rivera también topó con la Iglesia católica de Cataluña, cuyos obispos encabezados por el arzobispo de Tarragona, Francisco Vidal y Barraquer, y por el obispo de Barcelona Josep Miralles, se negaron a ordenar a los párrocos que predicaran en castellano. La decisión de Primo de Rivera «de suprimir el empleo de la lengua catalana, incluso en la liturgia, pronto convirtió al clero catalán —como iba a suceder con el clero vasco y la Iglesia catalana bajo el franquismo— en el campeón de las libertades regionales y de la autonomía cultural», afirma Shlomo Ben Ami.
Sin embargo, como ha destacado Eduardo González Calleja, «la persecución oficial a la cultura catalana se tradujo paradójicamente en un renacimiento de la cultura autóctona gracias a la iniciativa privada y al mecenazgo particular» en el fomento de «actividades diversas, como las conferencias en los Ateneos populares, las sociedades excursionistas, las corales o las asociaciones religiosas. El papel de la Iglesia fue muy relevante, ya que la prohibición del uso del catalán afectó a la liturgia, y puso al clero catalán en primera línea de la defensa de las libertades regionales y de la autonomía cultural. Todo ello generó la aparición de una cultura indiscutiblemente catalana, donde el intelectual tuvo en lo sucesivo un protagonismo político significativo, al hacer de su actividad un arma eficaz de afirmación política nacional». Algunos intelectuales sintetizaron esta política con la consigna Catalunya endins! ('Cataluña hacia dentro'), en el sentido de que «Cataluña se recluyó en ella misma para afirmarse y poder catapultarse hacia delante».

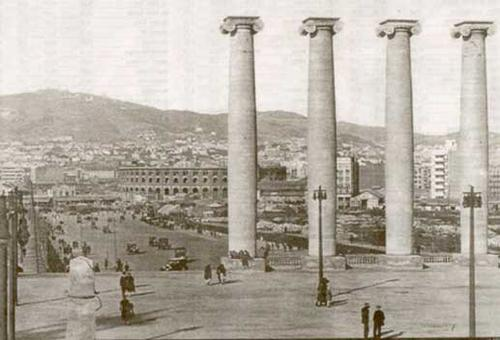
Las cuatro columnas que representaban las cuatro barras de la bandera catalana, obra del arquitecto Puig i Cadafalch para la Exposición Internacional de Barcelona (1929).
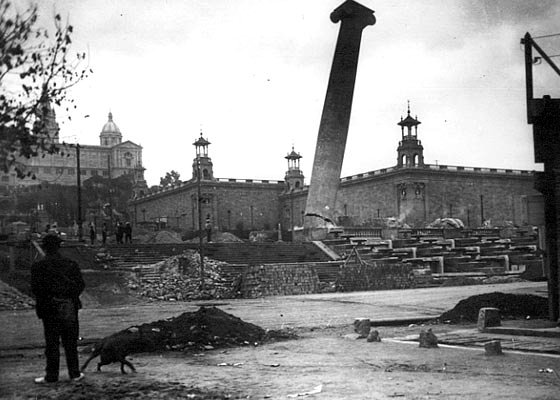
Derribo de las columnas por orden de Primo de Rivera.
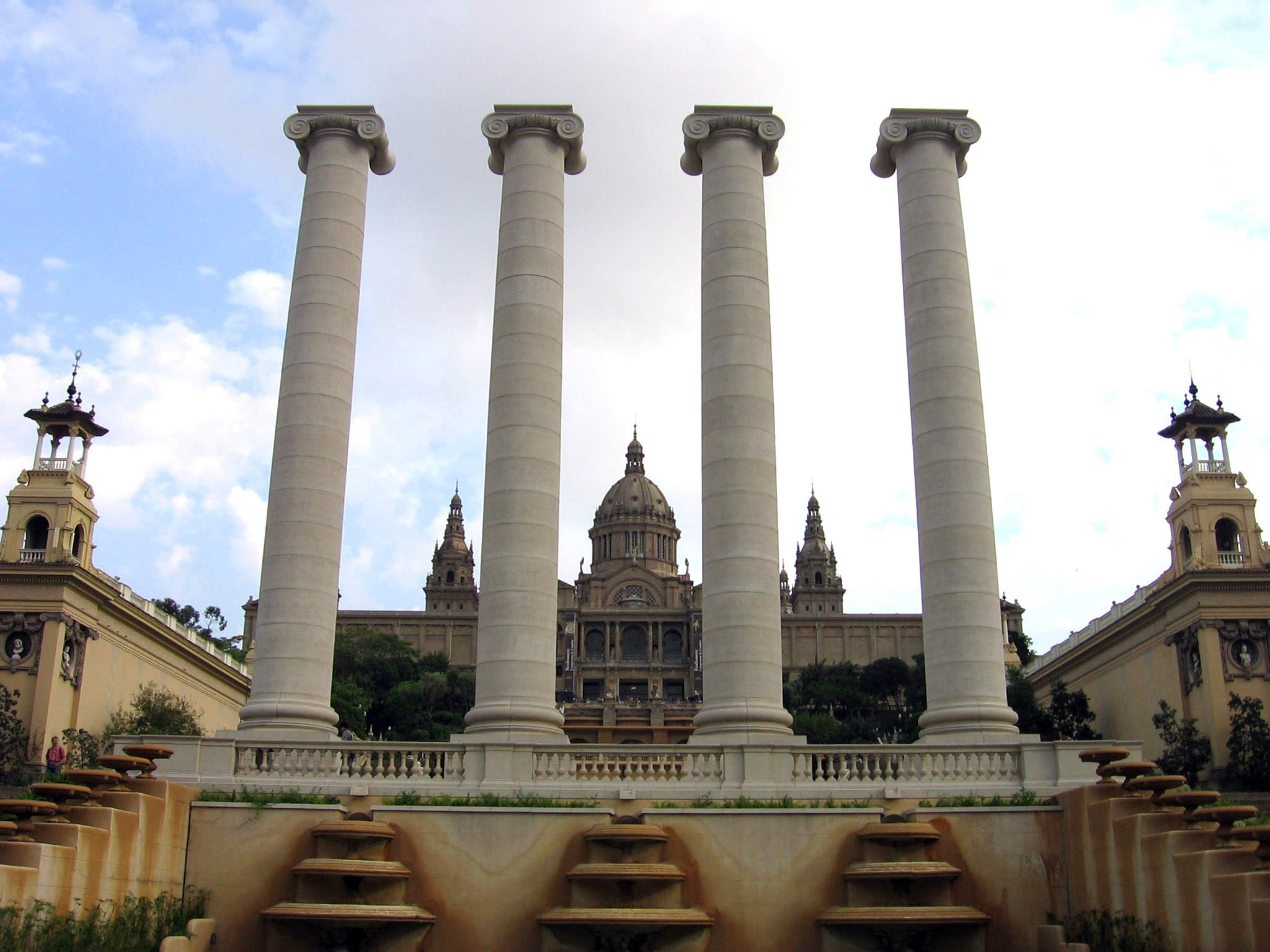
Las cuatro columnas fueron reconstruidas y situadas cerca de su emplazamiento original en 2011.
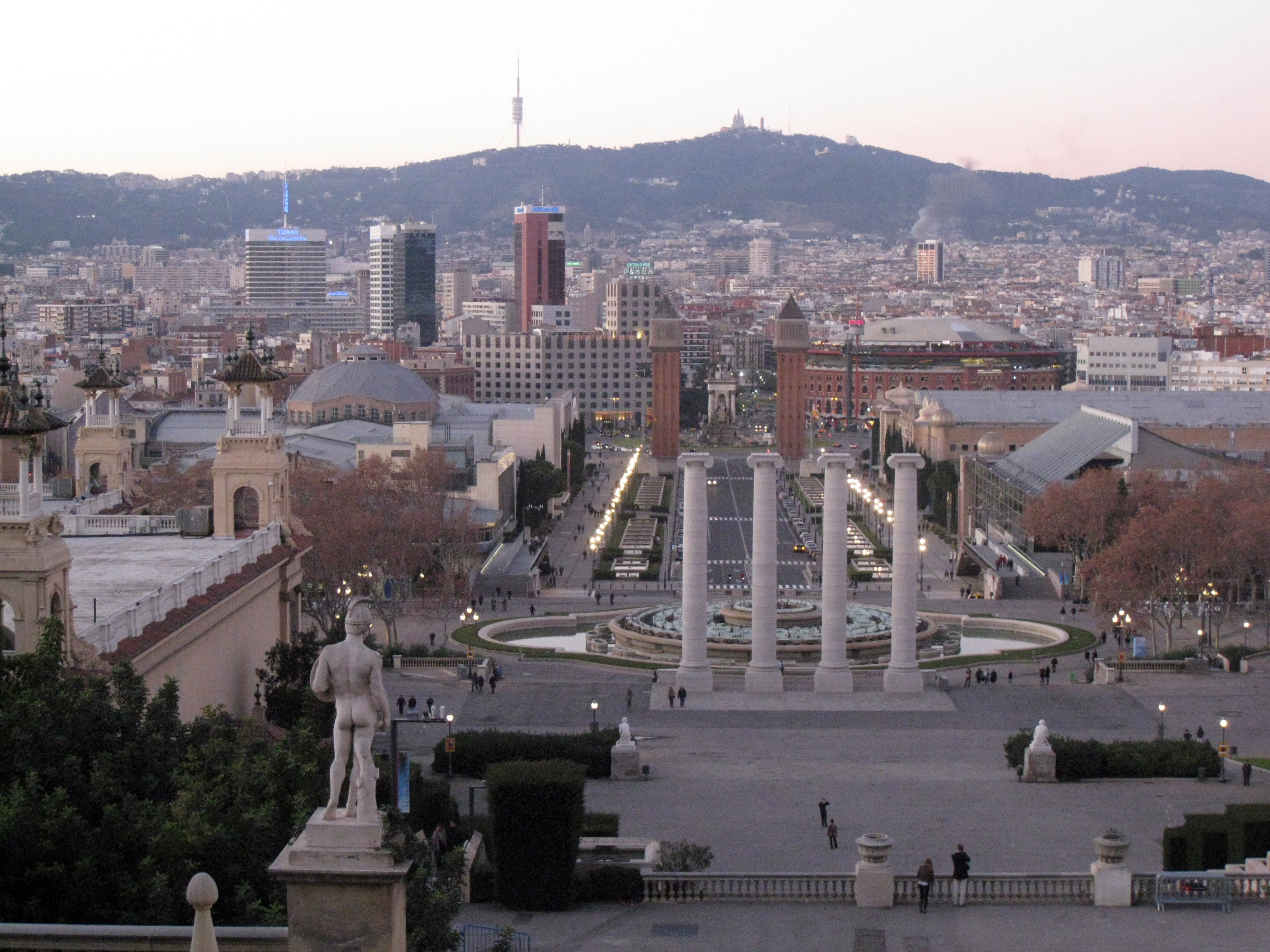
Las cuatro columnas en la actualidad vistas desde el Palacio de Montjuic.

### La oposición política a la Dictadura: el complot de Prats de Molló

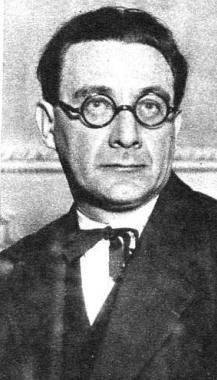
Lluis Nicolau d'Olwer, líder de Acció Catalana.

La implantación de la Dictadura de Primo de Rivera supuso la desaparición como asociaciones legalmente constituidas de los partidos políticos nacionalistas catalanes y la prohibición de todos los actos que pretendían organizar. En el caso de Acció Catalana, el presidente Jaume Bofill i Mates, líder del ala moderada de Acció, se exilió voluntariamente en París asumiendo la dirección Lluis Nicolau d'Olwer, pero el sector más republicano y más socialmente avanzado de Acció, encabezado por Antoni Rovira i Virgili, se fue distanciando de la organización, creando en 1927 un periódico propio La Nau, del que surgiría poco después de la caída de Primo de Rivera un nuevo partido llamado Acció Republicana de Cataluña.

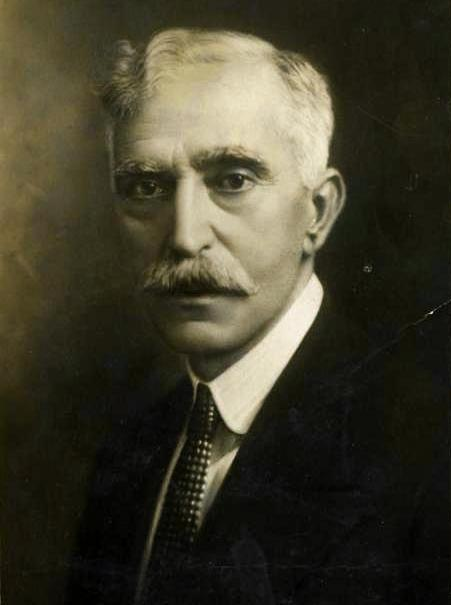
Francesc Macià, líder de Estat Català y del Complot de Prats de Molló.

En cuanto a la otra fuerza política que había asumido el liderazgo nacionalista catalán, Estat Català, el golpe de Primo de Rivera reafirmó su apuesta por la vía insurreccional. Para financiar el plan de invasión desde la Cataluña francesa ideado por el líder de Estat Català Francesc Macià se emitió un empréstito, llamado empréstito de Pau Claris, por valor de cerca de nueve millones de pesetas, y entre abril y agosto de 1925 milicianos de los escamots, establecieron varios depósitos de armas en las cercanías de la frontera franco-española. Macià llegó a viajar a Moscú en octubre de 1925 para recabar el apoyo del gobierno de la URSS y de la Komintern pero la ayuda económica (400.000 pesetas) y logística, nunca llegó. Mientras tanto grupos clandestinos de Estat Catalá y de Acció Catalana organizaron el llamado complot de Garraf en junio de 1925, un atentado fallido contra los reyes de España que se iba a llevar a cabo cuando su tren atravesara los túneles de la costa de Garraf.
A mediados de 1926 Macià decidió llevar a cabo la invasión de Cataluña con un pequeño ejército integrado por escamots. Durante los preparativos entró en contacto con un grupo de exiliados italianos encabezado por el coronel Riciotti Garibaldi, nieto del héroe de la unificación italiana, pero este era un agente doble al servicio de la policía política de Mussolini, por lo que a través de él parte del plan llegó a conocimiento de Primo de Rivera.

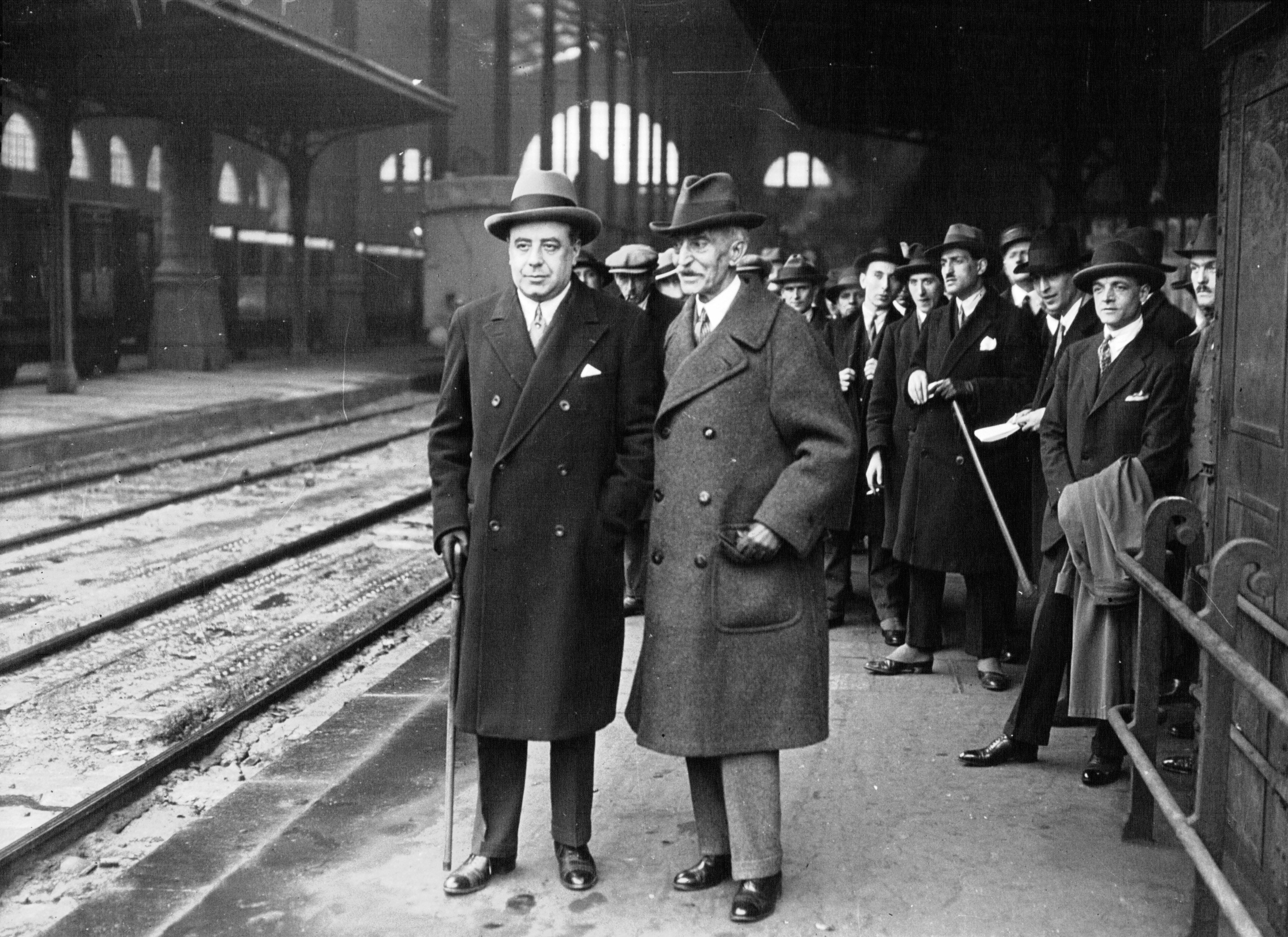
Francesc Macià (derecha) con su abogado (izquierda) a punto de abandonar París tras el juicio por el fracasado complot de Prats de Molló.

Macià dio la orden de movilización el 29 de octubre y se instaló en una casa de campo cercana a Prats de Molló. Pero la policía francesa estaba sobre aviso y no tuvo muchas dificultades para detener cerca de la frontera española a la mayoría de los hombres comprometidos en la invasión —más de un centenar— entre los días 2 y 4 de noviembre. Macià junto con otros 17 detenidos fue juzgado en París en enero de 1927 siendo desterrado a Bélgica.
A pesar del fracaso, el complot tuvo un amplio eco internacional lo que provocó, según Eduardo González Calleja, que cobrara «una inesperada dimensión épica» y diera «origen al persistente mito de l'Avi [Macià], precisamente en el momento de más baja popularidad de la Dictadura y sus cómplices en Cataluña». Macià desarrolló a partir de entonces una febril actividad propagandística de la «causa catalana». En diciembre de 1927 inició un viaje por América Latina, que culminó en Cuba, donde en octubre de 1928 convocó una autodenominada Asamblea Constituyente del Separatismo Catalán, de la que surgiría el Partit Separatista Revolucionari Català y que aprobó la Constitución Provisional de la República Catalana. En la Asamblea se decidió también que el método de lucha seguiría siendo el «alzamiento armado de los catalanes», aunque tras el fracaso del golpe de Estado de enero de 1929 encabezado por el político conservador José Sánchez Guerra, Macià decidió abandonar el proyecto de realizar una nueva invasión y apostó por organizar una insurrección en el interior de Cataluña, vinculada a las diversas conspiraciones antidictatoriales y antimonárquicas que entonces se estaban tramando.

## Segunda República y Guerra Civil (1931-1939)

### La proclamación de la «República Catalana» y la recuperación de la Generalidad

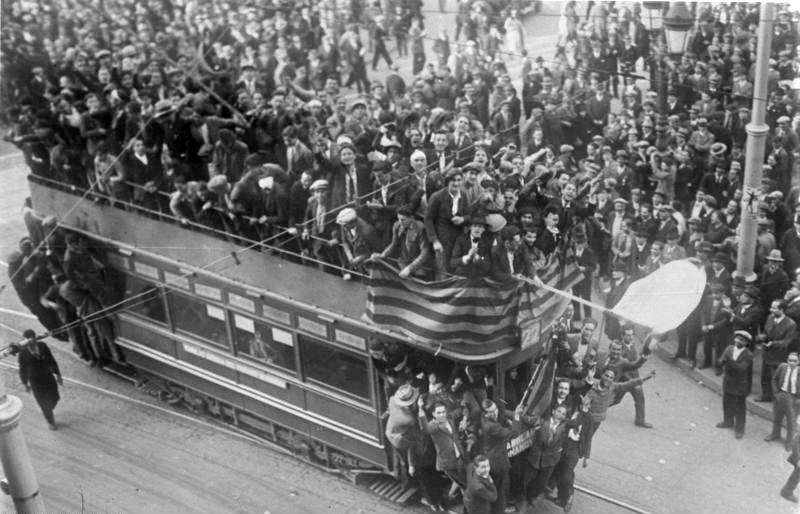
Proclamación de la Segunda República en Barcelona.

Un mes antes de la celebración de las elecciones municipales del 12 de abril de 1931, cuyo resultado condujo a la proclamación de la Segunda República Española, se fundó en Barcelona Esquerra Republicana de Catalunya, que iba a ser el partido hegemónico en Cataluña durante la Segunda República Española, de la misma forma que la Lliga Regionalista lo había sido durante el reinado de Alfonso XIII. «El catalanismo como causa política había roto finalmente con su trayectoria conservadora y había girado decisivamente hacia la izquierda», comenta John H. Elliott. En Esquerra Republicana confluyeron Estat Català liderado por Francesc Macià —aunque un sector del partido no le siguió y mantuvo su nombre—, el Partit Republicà Català, con Lluís Companys a la cabeza y el llamado Grup de L'Opinió por el nombre del semanario (L'Opinió) que lo aglutinaba. El líder indiscutible del nuevo partido era l'Avi Francesc Macià, cuyo carisma fue clave para el rotundo triunfo de Esquerra en las elecciones municipales, especialmente en Barcelona donde se presentó en solitario —consiguió 25 concejales, frente a los 12 de la Lliga Regionalista y a otros 12 de la candidatura republicana-socialista—.
El 14 de abril, alrededor de la una y media de la tarde, Lluís Companys salió al balcón del Ayuntamiento de Barcelona, en la plaza de San Jaime que en esos momentos no estaba muy concurrida, para proclamar la República e izar la bandera republicana. Alrededor de una hora después y desde el mismo balcón, donde ya ondeaba también la senyera catalana, el líder de Esquerra Francesc Macià se dirigió a la multitud concentrada en la plaza y proclamó, en nombre del pueblo de Cataluña, «L'Estat Català, que amb tota la cordialitat procurarem integrar a la Federació de Repúbliques Ibèriques» ('El Estado Catalán, que con toda cordialidad procuraremos integrar en la Federación de Repúblicas Ibéricas'). Así pues, antes de que se proclamara la República en Madrid, Macià daba por constituido un Estado catalán y definía la forma de Estado de la nueva República «ibérica» como federal o confederal. A media tarde Macià se dirigía de nuevo a la multitud pero esta vez desde el balcón de la Diputación de Barcelona, situado enfrente del Ayuntamiento, para comunicarles que había tomado posesión del gobierno de Cataluña, afirmando a continuación que «d'aquí no ens trauran sinó morts» ('de aquí no nos sacarán sino muertos'). A continuación firmó un manifiesto en el palacio de la Diputación en que proclamaba de nuevo el «Estat Català» bajo la forma de «una República Catalana», que pedía a los otros «pueblos de España» su colaboración para crear una «Confederació de Pobles Ibèrics». Inmediatamente Macià empezó ejercer el poder y destituyó al capitán general Despujols, nombrando en su lugar al general Eduardo López Ochoa y designó nuevo gobernador civil de Barcelona a su compañero de partido Lluís Companys. Asimismo nombró a los miembros de su gobierno, dominado por la Esquerra Republicana de Catalunya, en el que incluyó a un representante del Partido Republicano Radical y otro del PSOE, pero ninguno de la Lliga Regionalista —en la calle algunos gritaban "¡Visca Macià i mori Cambó!"— Macià llegó a ofrecerle una cartera a la CNT, pero la organización anarcosindicalista rehusó participar alegando su tradicional apoliticismo.
Una tercera declaración de Macià, por escrito como la segunda, se produjo a última hora de la tarde, cuando se supo que la República había sido proclamada en Madrid y el rey Alfonso XIII abandonaba el país, en la que, después de hacer referencia al Pacto de San Sebastián, se proclamaba «La República Catalana com Estat integrant de la Federació Ibèrica». «En realidad, la actuación de Macià no iba encaminada a una ruptura con España, proclamando la independencia, sino a provocar desde una situación de fuerza el cumplimiento de lo acordado en San Sebastián, la concesión inmediata de una amplia autonomía, que quería federal».
La proclamación de la República Catalana obligó al Gobierno Provisional de la Segunda República Española a enviar a tres ministros (los catalanes Marcelino Domingo y Lluis Nicolau d'Olwer, más Fernando de los Ríos) para que se entrevistaran en Barcelona con Francesc Macià. El mismo día de su llegada, el 17 de abril, se llegó al acuerdo de que Esquerra Republicana de Catalunya renunciaba a la “República Catalana” a cambio del compromiso del Gobierno Provisional de que presentaría en las futuras Cortes Constituyentes el Estatuto de Autonomía que decidiera Cataluña, previamente «aprobado por la Asamblea de Ayuntamientos catalanes», y del reconocimiento del gobierno catalán que dejaría de llamarse Consejo de Gobierno de la República Catalana para tomar el nombre de Gobierno de la Generalidad de Cataluña recuperando así «el nombre de gloriosa tradición» de la centenaria institución del Principado que fue abolida por Felipe V en los decretos de Nueva Planta de 1714. La nueva Generalidad asumiría las funciones de las cuatro diputaciones catalanas y sería la encargada de organizar una Asamblea con representantes de los Ayuntamientos hasta que no fuera elegida por sufragio universal. Casi todos los partidos políticos catalanes aceptaron el acuerdo, excepto Estat Català, que acusó a Macià —su antiguo líder— de traidor, y el Bloque Obrero y Campesino, un grupúsculo comunista recién creado, que afirmó que el Gobierno Provisional de Madrid había «aplastado la República Catalana, cuya proclamación fue el acto revolucionario más trascendental llevado a cabo el día 14».
El día 26 de abril el presidente del Gobierno Provisional Niceto Alcalá-Zamora fue aclamado en el viaje que realizó a Barcelona. Tres días después el gobierno provisional aprobaba un decreto que establecía la legalidad del uso catalán en los parvularios y en las escuelas primarias, que fue acogido con entusiasmo. Sin embargo a los pocos días se produjo el primer conflicto entre la Generalidad y el Gobierno Provisional cuando el Ministerio de la Gobernación consideró una invasión de sus competencias el decreto publicado el 3 de mayo en el primer número del “Butlletí de la Generalidad de Cataluña” en el que se reorganizaban las instituciones de la Generalidad y se nombraban unos comisarios de la misma en Gerona, Lérida y Tarragona. Un delegado de la Generalidad tuvo que viajar a Madrid para delimitar las competencias entre la Generalidad y el gobierno central.

### El Estatuto de Autonomía de 1932

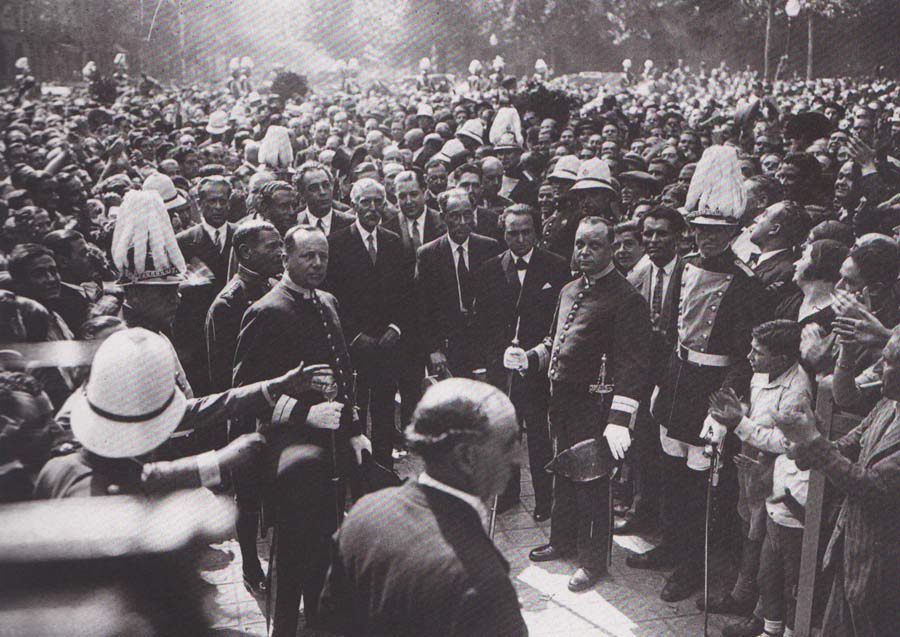
Acto de homenaje a Rafael Casanova en 1931 presidido por Francesc Macià, presidente de la Generalidad de Cataluña.

Tal como había acordado Macià con los tres ministros del Gobierno provisional, la Generalidad convocó a los ayuntamientos catalanes para que eligieran a los 45 miembros —uno por cada partido judicial— de la Diputación Provisional de la Generalidad de Cataluña. Gracias al retraimiento de la Lliga Regionalista, que había sido derrotada en las municipales del 12 de abril, Esquerra consiguió una holgada mayoría. Nada más constituirse el 9 de junio, la Diputación nombró una comisión de seis miembros para que redactara el anteproyecto de Estatuto de Autonomía. Se reunieron en el santuario de Nuria y en pocos días lo acabaron, presentándolo el 20 de junio. Tras la aprobación por la Diputación Provisional el proyecto de estatuto fue sometido a referéndum a principios de agosto, obteniendo el 99% de votos positivos, con una participación del 75% del censo —las mujeres no pudieron votar, pero casi medio millón enviaron sus firmas de adhesión al mismo, al igual que unos 100.000 emigrantes que no figuraban en el censo—. En la provincia de Barcelona 175.000 personas votaron a favor y solo 2.127 en contra. Macià entregó el texto a Niceto Alcalá Zamora, presidente del Gobierno Provisional, y este lo presentó el 18 de agosto a las Cortes Constituyentes.
El llamado Estatuto de Nuria respondía a un modelo federal de Estado y rebasaba en cuanto a denominación y en cuanto a competencias a lo que ya había sido aprobado de la futura Constitución de la República —el «Estado integral» respondía a una concepción unitaria, no federal—. El Estatuto creaba una ciudadanía catalana, declaraba como lengua oficial únicamente el catalán, abría la posibilidad de que se incorporaran a Cataluña otros territorios, como Valencia y Baleares, y hasta determinaba las condiciones en las que los jóvenes catalanes debían cumplir el servicio militar. Al presentar el proyecto los representantes catalanes argumentaron que en el Pacto de San Sebastián de agosto de 1930 se reconoció el derecho de autodeterminación de Cataluña.

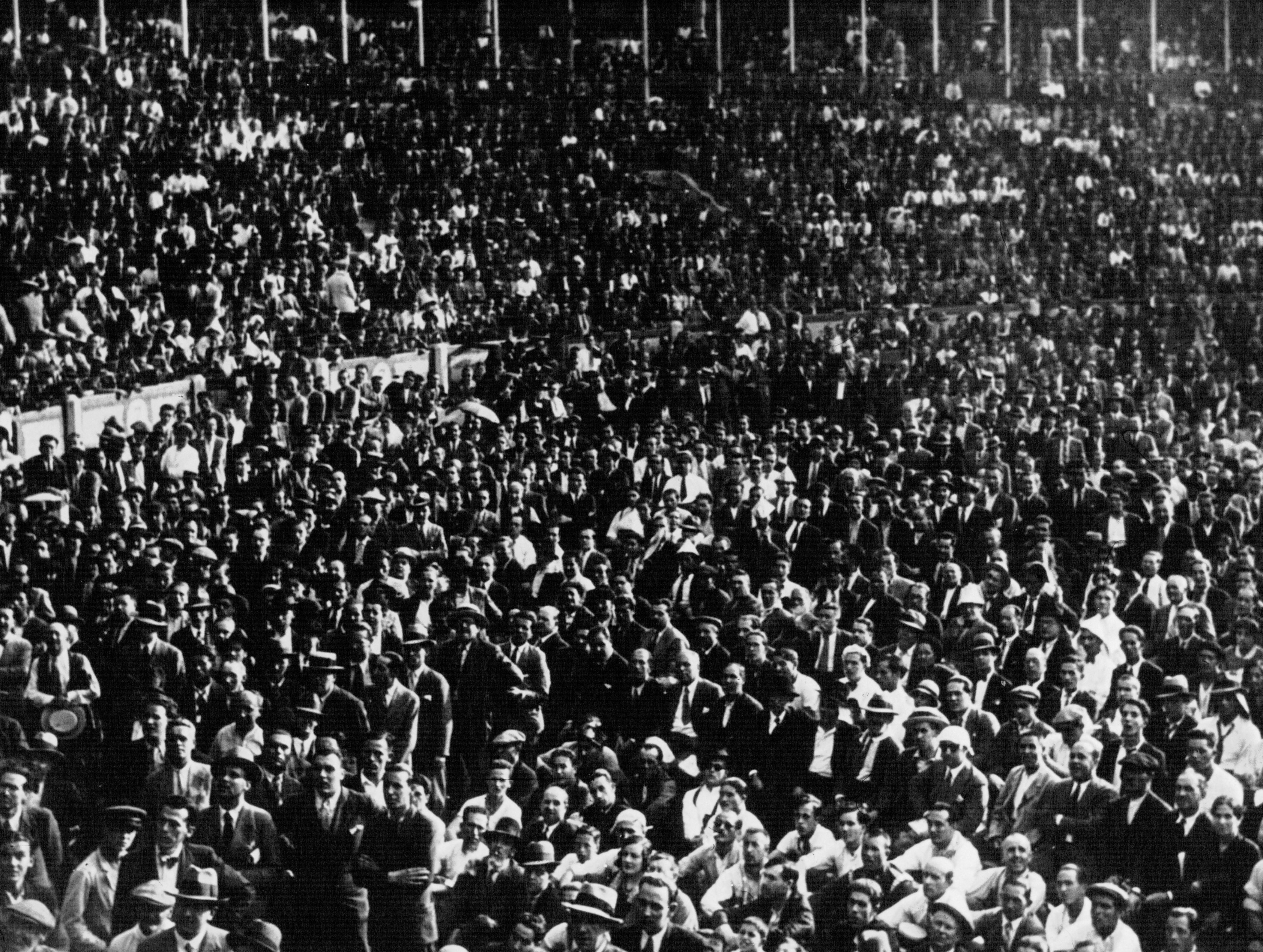
Manifestación en contra del Estatuto de Cataluña

Entre enero y abril de 1932 una comisión de las Cortes adecuaron el proyecto de Estatuto de Cataluña a la Constitución, lo que irritó a los diputados nacionalistas catalanes —uno de ellos llegó a afirmar que «habían sido engañados»—. Pero aun así el proyecto encontró una fuerte oposición entre todos los sectores de la cámara, incluidos los intelectuales liberales como Miguel de Unamuno y José Ortega y Gasset y los diversos grupos republicanos y el socialista que apoyaban al gobierno. Así la autonomía catalana «se convirtió en un regateo constante que se tradujo en un progresivo diluir de sus contenidos» y «las sesiones borrascosas se multiplicaron con el paso de los días empujando a una sensación de desaliento progresivo en numerosos sectores del catalanismo, que veían rotas sus expectativas de un ensamblaje amigable dentro de la República». En la oposición al proyecto de Estatuto destacaron la Minoría Agraria y los diputados de la Comunión Tradicionalista que ya se habían separado de los diputados del PNV de la Minoría vasco-navarra, y que impulsaron una amplia movilización callejera «antiseparatista».
Tras cuatro meses de debates interminables, solo el fallido golpe de Estado del general Sanjurjo de agosto de 1932 provocó que se acelerara la discusión del Estatuto, que finalmente fue aprobado el 9 de septiembre por 314 votos a favor —todos los partidos que apoyaban al gobierno, más la mayoría de los diputados del Partido Republicano Radical— y 24 en contra —y unas 100 abstenciones—. El presidente de la República Niceto Alcalá-Zamora lo firmó el día 15 de septiembre en San Sebastián. Según Gabriel Jackson, «Manuel Azaña arriesgó la vida de su Gobierno y su prestigio personal en la aprobación del Estatuto... Para Azaña, como inteligente nacionalista español... el Estatuto era un juego calculado en la construcción de una España unida por mutuos intereses y no por la fuerza militar».
El Estatuto era menos de lo que los nacionalistas catalanes habían esperado «pero cuando el presidente del Consejo de ministros fue a Barcelona para la ceremonia de presentación, lo recibieron con una tremenda ovación». En realidad el Estatuto de Nuria sufrió una modificación a fondo durante su tramitación parlamentaria, ya que desaparecieron las referencias a la autodeterminación —el único recuerdo que quedó fue la afirmación de que «Cataluña se constituye como región autónoma», «como si el reflexivo indicara que lo hacía por propia y única voluntad»—, los impuestos directos siguieron siendo competencia exclusiva del Estado, así como la legislación social, un tema irrenunciable para los socialistas, pero el resultado final fue una «solución de transacción, que no siendo totalmente satisfactoria para nadie se demostró estable y punto de coincidencia de izquierdas y derechas en Cataluña».
El Estatuto aprobado provocó la decepción entre muchos sectores pues se había eliminado del proyecto originario la referencia a la soberanía —la frase «el poder de Cataluña emana del pueblo» fue eliminada; la definición de Cataluña como «estado autónomo» fue sustituida por la de región autónoma—, se había impuesto la cooficialidad del castellano suprimiendo la posibilidad de dirigirse a los poderes estatales en catalán, se habían recortado las competencias exclusivas de la Generalidad, sobre todo en materia de enseñanza, orden público y administración de justicia, etc. Además la lentitud en el traspaso de las competencias del Estado central a la Generalidad y la infrafinanciación de los servicios transferidos, lo que generó un progresivo déficit en el presupuesto catalán, contribuyeron a incrementar la decepción. Pero a pesar de todo el Estatuto fue considerado «un instrumento útil para avanzar en el diseño de una legislación propia».
Las primeras elecciones al Parlament tuvieron lugar dos meses después y fueron ganadas por Esquerra Republicana de Catalunya —coaligada con la minoritaria Unió Socialista de Catalunya, una escisión del PSOE en 1923, que era prácticamente inexistente en Cataluña—, seguida a mucha distancia de la Lliga Regionalista, que al año siguiente adoptaría el nombre de Lliga Catalana y que se presentó en coalición con la Unión Democrática de Cataluña, nacida a finales de 1931 como resultado de la confluencia del sector del carlismo catalán favorable a la autonomía —a la que se oponía el grueso de la Comunión Tradicionalista— y del sector confesional y más nacionalista catalán, encabezado por Manuel Carrasco Formiguera, del Partit Catalanista Republicà —surgido a su vez de la reunificación en marzo de 1931 de Acció Catalana y de su escisión Acció Republicana de Catalunya, y que en 1933 adoptaría Acció Catalana Republicana—.
A las elecciones también se presentó una coalición monárquica integrada por la carlista Comunión Tradicionalista y los alfonsinos Peña Blanca y Renovación Española, que formarían al año siguiente Derecha de Cataluña, radicalmente opuesta a la autonomía de Cataluña y a la República. Quedaron fuera del Parlamento los grupúsculos comunistas Partit Comunista Català, vinculado al PCE, el Bloque Obrero y Campesino y la Esquerra Comunista —estos dos últimos grupos se fusionaron en 1935 para formar el POUM, liderado por Andreu Nin. Tampoco entraron en el Parlamento los grupos independentistas Partit Nacionalista Català, Nosaltres Sols! —traducción literal del Sinn Fein irlandés— y Estat Català-Partit Proletari —que a partir de 1934 pasó a llamarse Partit Català Proletari y que en 1936 sería uno de los grupos fundadores del Partido Socialista Unificado de Cataluña (PSUC), junto con la Unió Socialista de Catalunya, el Partit Comunista Català y la federación catalana del PSOE—.
Tras el triunfo de Esquerra Republicana en las elecciones al Parlamento Francesc Macià fue confirmado como presidente de la Generalidad. Estuvo en el cargo hasta su muerte en diciembre de 1933. Le sustituyó Lluís Companys que formó un Gobierno de concentración de izquierda integrado por Esquerra Republicana, Acció Catalana Republicana, Unió Socialista de Catalunya y un sector de Estat Català, con Josep Dencàs en la conselleria de Gobernación.
Poco después, en enero de 1934, se celebraron las elecciones municipales de Cataluña de 1934 en las que la coalición formada por Esquerra Republicana de Catalunya, Acció Catalana Republicana, Unió Socialista de Catalunya y el Partit Nacionalista Republicà d'Esquerra consiguió las alcaldías de las principales localidades catalanas, a excepción de Gerona, Vich y Olot. En Barcelona Carles Pi i Sunyer se convirtió en el nuevo alcalde de la ciudad.

### El conflicto de la ley de contratos de cultivos y la Revolución de octubre de 1934

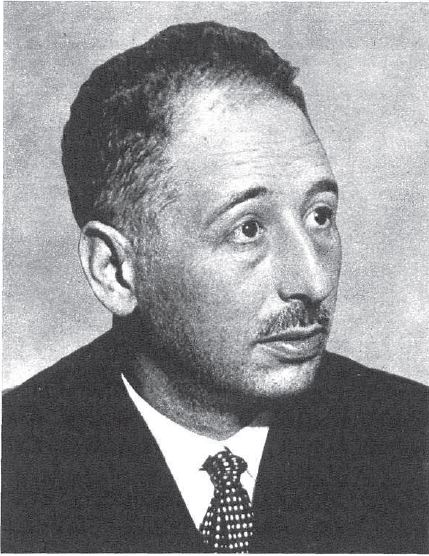
Lluís Companys, presidente de la Generalidad tras la muerte de Francesc Macià en diciembre de 1933.

El 21 de marzo de 1934 el Parlamento de Cataluña aprobó por unanimidad de los diputados presentes —los de la Lliga Catalana, nueva denominación de la veterana Lliga Regionalista, se ausentaron— la Ley de Contratos de Cultivo que garantizaba a los rabassaires la explotación de las tierras que tenían arrendadas durante un mínimo de seis años y que les daba el derecho a acceder a la propiedad de las parcelas que hubieran estado cultivando ininterrumpidamente durante más de dieciocho años.
La ley se encontró con la oposición frontal del Instituto Agrícola Catalán de San Isidro, que agrupaba a los más importantes propietarios agrarios, y de la Lliga, que pidió al gobierno del Partido Republicano Radical presidido por Ricardo Samper, al que la Lliga y la CEDA apoyaban en las Cortes, que recurriese la ley ante el Tribunal de Garantías Constitucionales, cosa que hizo el 4 de mayo. El recurso se basaba en una presunta invasión de competencias estatales, lo que puso en evidencia a la Lliga pues ésta «anteponía la defensa de los intereses económicos de sus votantes potenciales a la de las potestades autonómicas, contradiciendo el deseo expresado en su declaración programática de 1933 de aspirar a "una fórmula de autonomía mucho más amplia"».
El 8 de junio de 1934 el Tribunal de Garantías, por 13 votos a 10, declaró incompetente al Parlamento de Cataluña sobre el tema y anuló por tanto la ley. La respuesta catalana fue la aprobación por el Parlamento de una ley virtualmente idéntica el 12 de junio. Se generó así una grave crisis política entre Madrid y Barcelona —incluyendo la retirada de los diputados de Esquerra Republicana de Catalunya de las Cortes Españolas, a la que sumaron los del PNV en muestra de solidaridad— y una considerable exacerbación nacionalista, que favorecía las actividades paramilitares y la propaganda separatista de las Joventuts d'Estat Català, dirigidas por Josep Dencàs. El Partido Comunista de Cataluña reivindicó «la lucha por el ilimitado derecho de la nación catalana de disponer por sí mima hasta su separación completa del Estado opresor español».
Sin embargo, como ninguno de los dos gobiernos quería iniciar una nueva confrontación, representantes de los mismos negociaron a lo largo del verano la introducción de enmiendas en el reglamento que tenía que desarrollar la ley. Pero el acuerdo alcanzado entre Samper y Companys se rompió cuando a principios de octubre se constituyó en Madrid el nuevo gobierno presidido por Alejandro Lerroux y del que formaban parte tres ministros de la CEDA. Inmediatamente se inició la Revolución de octubre de 1934, en la que Companys fue uno de los protagonistas con la Proclamación del Estado Catalán.
Hacia las 8 de la tarde del sábado 6 de octubre —al día siguiente del inicio de la huelga general revolucionaria en Cataluña convocada por la Alianza Obrera— Companys anunció que el Gobierno de la Generalidad rompía toda relación con «las instituciones falseadas» de la República —como habían hecho ya todos los partidos republicanos de izquierdas al conocerse la entrada en el gobierno de la CEDA— y a continuación proclamó, como en el 14 de abril de 1931, «el Estado catalán en la República Federal Española» como una medida contra «las fuerzas monárquicas y fascistas... que habían asaltado el poder». A continuación propuso la formación de un Gobierno Provisional de la República que tendría su sede en Barcelona. Sin embargo esta ruptura de la legalidad no tenía ninguna conexión con la revolución obrera que estaba en marcha, como lo probó el hecho de que la Generalidad se negó a armar a los revolucionarios e incluso actuó contra ellos. Tampoco fue un acto secesionista, por lo que la actitud de Companys «sólo puede explicarse por la voluntad de frenar una auténtica revolución social, poniéndose al frente de un pronunciamiento político que asumía su dirección y la desactivaba, y por la necesidad de evitar la pérdida de control por la ERC de los sindicatos, en especial el agrario, que constituía una de sus principales fuentes de votantes. La actuación se justifica también por la presión de los distintos grupos de la izquierda marxista e independentista a favor de una defensa radical de los acuerdos del Parlament».

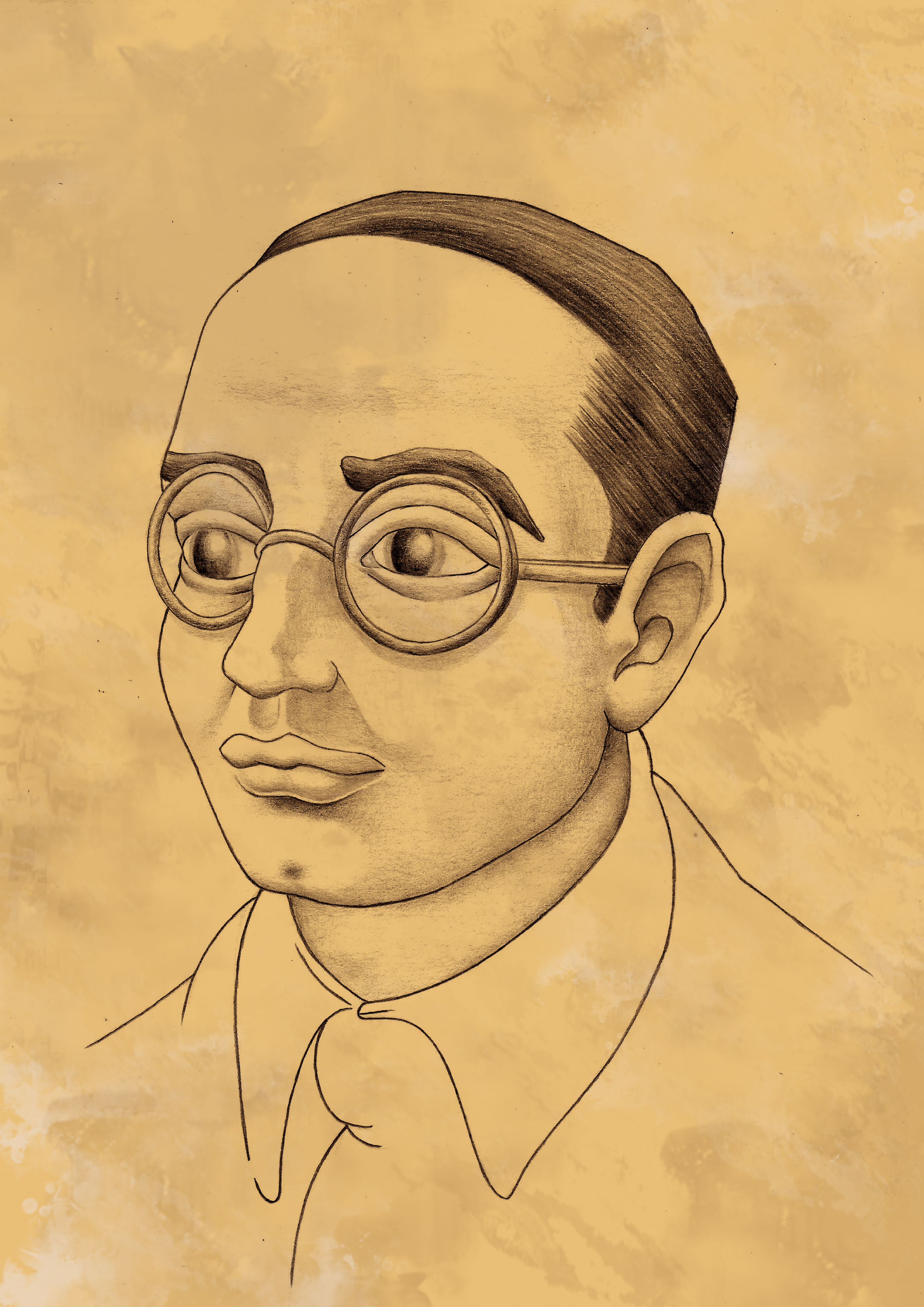
Josep Dencàs, conseller de Gobernación.

La falta de planificación —a pesar de que el conseller de Gobernació, Josep Dencàs, movilizó los escamots, las milicias de la Esquerra, y a los Mozos de Escuadra— y la pasividad con que respondió la principal fuerza obrera de Cataluña, la CNT, hizo que la rebelión catalana se terminara rápidamente el día 7 de octubre por la intervención del Ejército encabezado por el general Domingo Batet, cuya moderada actuación evitó que hubiera muchas más víctimas —murieron ocho soldados y treinta y ocho civiles—. Batet sería condecorado meses después con la Gran Cruz Laureada de San Fernando.
El president y los consellers de la Generalidad fueron encarcelados, menos Dencás que consiguió escapar, y el Estatuto de Autonomía fue dejado sin efecto y todos los órganos de la administración autonómica fueron suspendidos y sustituidos temporalmente por un control militar. Finalmente, las Cortes aprobaron una ley el 2 de enero de 1935 que acordaba la suspensión indefinida del Estatuto de Cataluña —la derecha exigía su derogación definitiva— y la recuperación por la Administración central de las competencias transferidas a la Generalidad. La Lliga participó en el Consell de la Generalidad designado por el Gobierno, «lo que confirmó su imagen de cómplice de los enemigos de la autonomía y alejó de ella a sectores de clases medias, pese a que paralelamente, desde finales del mismo octubre, denunciara al Gobierno central por aprovechar la situación creada para suprimir o recortar las facultades autonómicas, sosteniendo que "no se debe castigar a un pueblo por los errores de sus gobernantes". En nombre de la Lliga, el vicepresidente del Parlamento catalán, A. Martínez Domingo, impugnó ante el Tribunal de Garantías la ley de 2 de enero de 1935, que vaciaba de contenidos a la Generalidad».
Asimismo el gobierno de Lerroux desató «una dura oleada represiva con la clausura de centros políticos y sindicales, la supresión de periódicos, la destitución de ayuntamientos y miles de detenidos, sin que hubieran tenido una actuación directa en los hechos», lo que evidenció «una voluntad punitiva a menudo arbitraria y con componentes de venganza de clase o ideológica». En junio de 1935 Companys fue condenado a treinta años de prisión por el delito de rebelión.

### La victoria del Front d'Esquerres y el restablecimiento de la Generalidad
En las elecciones generales de febrero de 1936 triunfó el Frente Popular lo que supuso la formación de un gobierno de republicanos de izquierda presidido por Manuel Azaña. La primera decisión que tomó fue conceder la amnistía a los condenados por la Revolución de octubre de 1934, que era el primer punto del programa electoral de la coalición.
Gracias a la amnistía también pudieron salir de la cárcel los miembros del gobierno de la Generalidad de Cataluña, una medida que fue acompañada de inmediato por un Decreto de 1 de marzo que reanudaba las funciones del Parlamento y reponía en su puesto a Lluís Companys como presidente de la Generalidad de Cataluña y a sus Consejeros. De esta forma se satisfacía la principal reivindicación del Front d'Esquerres, la versión del Frente Popular en Cataluña, que había obtenido el 59% de los votos, gracias en parte a que la CNT esta vez no había hecho campaña a favor de la abstención, pues también buscaba la amnistía para sus presos. Asimismo respondía a la nueva sensibilidad de los partidos republicanos y de izquierda respecto a la cuestión regional, que se tradujo en la aparición de propuestas de autonomía para otras regiones —Cambó llegó a decir: «hoy en España hay la moda estatutista»—, y que pudieron comprobar los miembros del Gobierno catalán cuando fueron aclamados en todas las estaciones de ferrocarril que recorrieron los trenes que los llevaron de vuelta a Barcelona desde las cárceles donde habían estado más de un año presos. En Barcelona fueron recibidos como héroes y Companys se convirtió en una figura icónica del nacionalismo catalán, junto con la del fallecido Francesc Macià. Al regresar Companys pronunció una frase que se haría célebre: «Volveremos a luchar, volveremos a sufrir, volveremos a vencer».

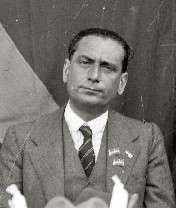
Manuel Carrasco Formiguera, líder de la Unió Democràtica de Catalunya.

Una de las primeras decisiones que tomó el Consell Executiu de la Generalidad de Cataluña fue, de acuerdo con el gobierno central, empezar a aplicar la polémica Ley de Contratos de Cultivo. Y por otro lado el tono reivindicativo de los partidos políticos nacionalistas catalanes fue aumentando hasta rebasar en algunos casos los límites del Estatuto. Manuel Carrasco Formiguera de la Unió Democràtica de Catalunya dijo que «Cataluña ha de luchar hasta conseguir constituirse políticamente, como nación que es, en Estado independiente que con toda libertad pueda hacer las alianzas y confederaciones que crea convenientes», mientras que Joan Comorera de la Unió Socialista de Catalunya, que poco después se integraría en el nuevo Partido Socialista Unificado de Cataluña (PSUC), dijo que «debemos luchar por la República Socialista Catalana federada con la Unión de Repúblicas Socialistas Ibéricas y hermana de la URSS».

### La Guerra Civil
El fracaso del golpe de Estado de julio de 1936 en Barcelona tuvo como consecuencia que el poder efectivo en Cataluña pasara a las organizaciones obreras, y fundamentalmente a la anarcosindicalista CNT-AIT. El gobierno de Lluís Companys se vio obligado a pactar con los cenetistas la creación del Comité Central de Milicias Antifascistas de Cataluña, que teóricamente estaba subordinado a la Generalidad, pero que se convirtió en el organismo que en la práctica detentaba el poder real. Surgió así una dualidad de poderes Generalidad-Comité de Milicias que solo fue formalmente superado cuando el 26 de septiembre Companys logró que el Comité de Milicias fuera disuelto y los anarquistas entraran a formar parte del gobierno de la Generalidad —encabezado por Josep Tarradellas— en el que también se integraron los comunistas estalinistas del PSUC y los comunistas antiestalinistas del POUM. El único partido favorable a la República que quedó fuera del gobierno de la Generalidad fue Estat Català, que también había sido excluido del Comité de Milicias, debido a «su histórico enfrentamiento con los cenetistas y por la escasa simpatía que generaba en las filas de la ERC, que le veía como su principal oponente». Por su parte la Lliga Regionalista, que en contra de lo que se dijo no había participado en los preparativos del golpe militar, acabó dando su apoyo económico y personal al bando franquista debido a la revolución social que se desencadenó en la zona republicana y a la persecución que sufrieron sus militantes y dirigentes —cerca de cuatrocientos de sus miembros serían asesinados—.
La exclusión de Estat Català estuvo relacionada con el confuso complot de noviembre de 1936 que pretendió sustituir a Companys al frente de la Generalidad por el presidente del Parlamento Joan Casanovas —firme partidario de recuperar el control del orden público entonces en manos de las milicias cenetitas— y que fue organizado por el secretario general de Estat Català, Joan Torres Picart. El objetivo al parecer era proclamar la independencia de Cataluña bajo la protección francesa y quizá inglesa y a continuación declararse neutral en la guerra civil española. «Casanovas y otros protagonistas del supuesto complot siempre negaron su veracidad, que está en oposición con la salida de Barcelona el 19 de noviembre de una columna de mil hombres de Estat Català hacia el frente de Madrid, para contribuir a su defensa, y con la ratificación de Casanovas en la presidencia del Parlament el 8 de agosto de 1937».
El nuevo gobierno de la Generalidad, en el que se había integrado la CNT, la fuerza política y social dominante en aquellos momentos, amplió notablemente sus competencias asumiendo el control del orden público, la economía —con la creación de las industrias de guerra, y el decreto de colectivizaciones que legalizaba la socialización de multitud de empresas llevada a cabo en las primeras semanas de la guerra, además de intervenir las delegaciones de Hacienda y del Banco de España—, la justicia y el ejército —con la creación de una Consejería de Defensa—, por lo que durante los primeros diez meses de la guerra Cataluña se constituyó en una especie de Estado casi independiente. En enero de 1937 Companys declaraba a un diario francés: «En realidad ya somos una federación… El futuro no podrá desmentir las conquistas federalistas, construidas sobre la base de la resistencia y el factor de la victoria». La situación cambió radicalmente tras los hechos de mayo de 1937 y el traslado del gobierno de la República a Barcelona en octubre.

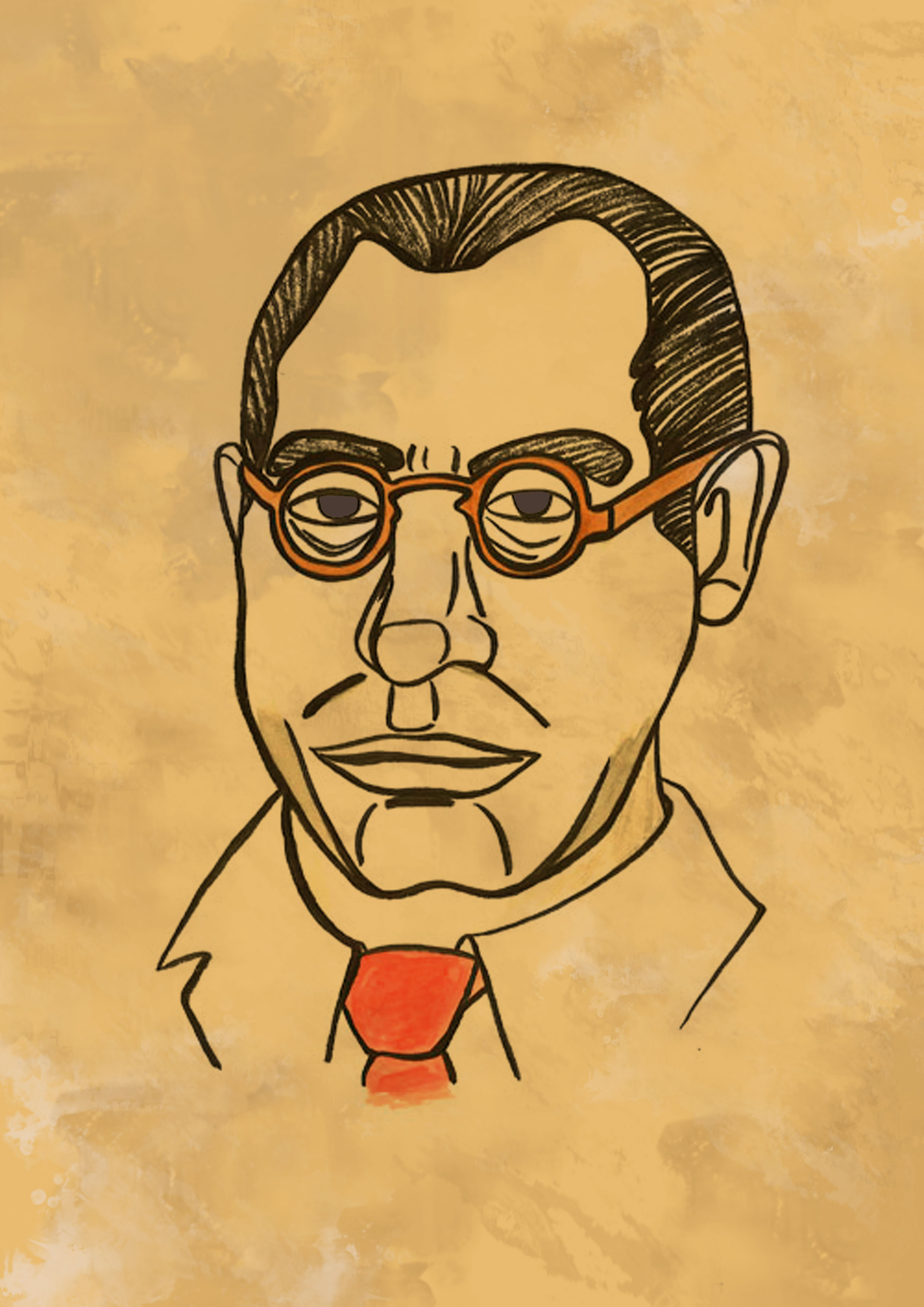
Joan Comorera, secretario general del comunista PSUC.

El lunes 3 de mayo de 1937 un destacamento de la Guardia de Asalto por orden de la Generalidad de Cataluña intentó recuperar el control sobre el edificio de la Telefónica en la plaza de Cataluña de Barcelona, en poder de la CNT desde las jornadas "gloriosas" de julio de 1936. Varios grupos anarquistas respondieron con las armas y el POUM se sumó a la lucha. En el otro bando, la Generalidad y los comunistas y socialistas unificados en Cataluña bajo un mismo partido —el PSUC— hicieron frente a la rebelión, que ellos mismos habían provocado, y la lucha se prolongó varios días. Barcelona se llenó de barricadas y hubo cuatrocientos muertos y mil heridos según el recuento oficial. El gobierno republicano con sede en Valencia envió a Barcelona un primer contingente de dos mil guardias de asalto —que en los días siguientes alcanzaría la cifra de cinco mil— respondiendo a la petición de ayuda que formuló el presidente de la República, Manuel Azaña, que entonces tenía su sede oficial en el Palacio de Pedralbes en Barcelona. También salió para Barcelona una delegación encabezada por dos de los cuatro ministros anarquistas, Juan García Oliver y Federica Montseny, y por el secretario del Comité Nacional de la CNT Mariano Rodríguez Vázquez, que nada más llegar hicieron un llamamiento a sus correligionarios en favor de un alto el fuego «por la unidad antifascista, por la unidad proletaria, por los que cayeron en la lucha». El viernes 7 de mayo la situación pudo ser controlada por las fuerzas de orden público enviadas desde Valencia, ayudadas por militantes del PSUC. Para la Generalidad supuso la pérdida de sus competencias en materia de orden público y defensa que fueron asumidas directamente por el nuevo gobierno de la República presidido por el socialista prietista Juan Negrín, que se formó tras la caída del gobierno de Francisco Largo Caballero el 17 de mayo. Como ha señalado John H. Elliott, «todo lo que pudieron seguir haciendo Companys y sus compañeros, aunque con un éxito considerable, fue continuar con el proceso de catalanización cultural y con la promoción de la campaña de propaganda política, tanto dentro como en el extranjero».
Negrín se marcó como objetivo convertir al Ejército Popular Republicano en una fuerza armada capaz de ganar la guerra o al menos conseguir una paz "digna", para lo que era necesario reconstruir la autoridad del Estado republicano en todos sus ámbitos, incluida la recuperación por el gobierno central de todos los poderes, con la justificación de que la dirección de la guerra así lo reclamaba. A ello obedeció el traslado del gobierno de Valencia a Barcelona en octubre de 1937, cuando terminada la Campaña del Norte la República perdió toda la franja cantábrica. A partir de ese momento los conflictos entre los dos gobiernos con sede en Barcelona fueron en aumento sobre todo cuando el gobierno republicano asumió el control de la administración de justicia y de la industria de guerra y suprimió la Consejería de Defensa. Ya el 11 de septiembre de 1937 el presidente del Parlamento de Cataluña Canasanovas denunció la «política de absorción» que estaba sufriendo la Generalidad de Cataluña y reclamaba una «política de dignidad», recordando que «cuando el Gobierno central no existía, la acción de Cataluña suplió la acción del Estado». Casanovas fue más lejos al proponer desde Perpiñán una paz rápida que acabara con «el martirio de Cataluña» y la celebración de un referéndum sobre el «derecho de autodeterminación», lo que provocó la furiosa respuesta de Negrín. Por su parte el presidente Negrín declaró: «No estoy haciendo la guerra a Franco para permitir que nos retoñe en Barcelona un separatismo estúpido y pueblerino. De ninguna manera. Estoy haciendo la guerra por España y para España. Por su grandeza y para su grandeza. No hay más que una nación: ¡España!».
La Generalidad perdió así toda capacidad de gestión, lo que influyó en la baja moral de resistencia de la población de Cataluña. Como dijo Lluís Nicolau d'Olwer: «Si Franco nos quita el Estatuto y la República no lo respeta, ¿para qué luchamos?». Como respuesta a la política de Negrín, el presidente de la Generalidad de Cataluña Lluís Companys, cuyo mandato fue prorrogado por el Parlamento hasta el final de la guerra, y el lehendakari José Antonio Aguirre, refugiado en Barcelona tras la ocupación franquista del País Vasco, hicieron gestiones ante los gobiernos de Francia y Gran Bretaña para conseguir la mediación de los dos países que pusiera fin a la guerra y garantizara la continuidad de los respectivos estatutos, pero la iniciativa no dio ningún resultado.
Nada más ocupar Lérida el 5 de abril de 1938, a donde sus tropas llegaban «en plan de conquistadores de un territorio que no era España», el generalísimo Franco derogó el Estatuto de Autonomía de Cataluña de 1932 «en mala hora concebido», cumpliendo así su compromiso de imponer «una sola lengua, el castellano, y una sola personalidad, la española». En un artículo publicado en El Norte de Castilla cuatro días después Francisco de Cossío escribió: «Ya no queda ni ezquerra [sic] ni lliga, ni derechas, ni izquierdas, ni catalanes templados, ni catalanes radicales…, esto se acabó… La guerra se hizo para esto y se gana para esto».
Tras la derrota republicana en la batalla del Ebro (julio-noviembre de 1938), el 23 de diciembre de 1938 empezó la ofensiva final sobre Cataluña del ejército franquista desde el oeste y desde el sur sobre un ejército republicano muy inferior en hombres y medios que se batía en retirada. Huyendo de los bombardeos y temerosa de las represalias, mucha población civil comenzó a pasar en enero a Francia. El 26 de enero de 1939 las tropas de Franco entraban en Barcelona prácticamente sin lucha. El 5 de febrero ocupaban Gerona. Al día siguiente las principales autoridades republicanas, encabezadas por el presidente Azaña, cruzaban la frontera seguidas de un inmenso éxodo de civiles y militares republicanos que marchaban al exilio. El día 9 hacía lo mismo el presidente del gobierno, Juan Negrín, pero en Toulouse cogió un avión para regresar a Alicante al día siguiente acompañado de algunos ministros con la intención de reactivar la guerra en la zona centro-sur. El 11 de febrero habían cruzado la frontera las últimas tropas republicanas y toda Cataluña estaba en poder del bando sublevado. El 5 de febrero Antoni Rovira i Virgili había formulado su «juramento del exilio»:

En medio del presente desolado y trágico, pongo mi esperanza en los días que vendrán, en la lengua que persistirá. No me desaliento, no renuncio, no deserto.

El periodista y escritor Agustí Calvet Gaziel escribió:

Res no ha quedat en peu del que era nostre: ni el govern, ni les institucions, ni la cultura, ni la llengua, ni tan sols la senyera. Només ens resta, com un bocí trossejat i sense ànima, la nostra vençuda terra catalana
Nada ha quedado en pie de lo nuestro: ni el gobierno, ni las instituciones, ni la cultura, ni la lengua, ni tan solo la bandera. Tan solo nos queda, como un pedazo troceado y sin alma, nuestra vencida tierra catalana.

## La Dictadura franquista (1939-1975)

### Represión y exilio

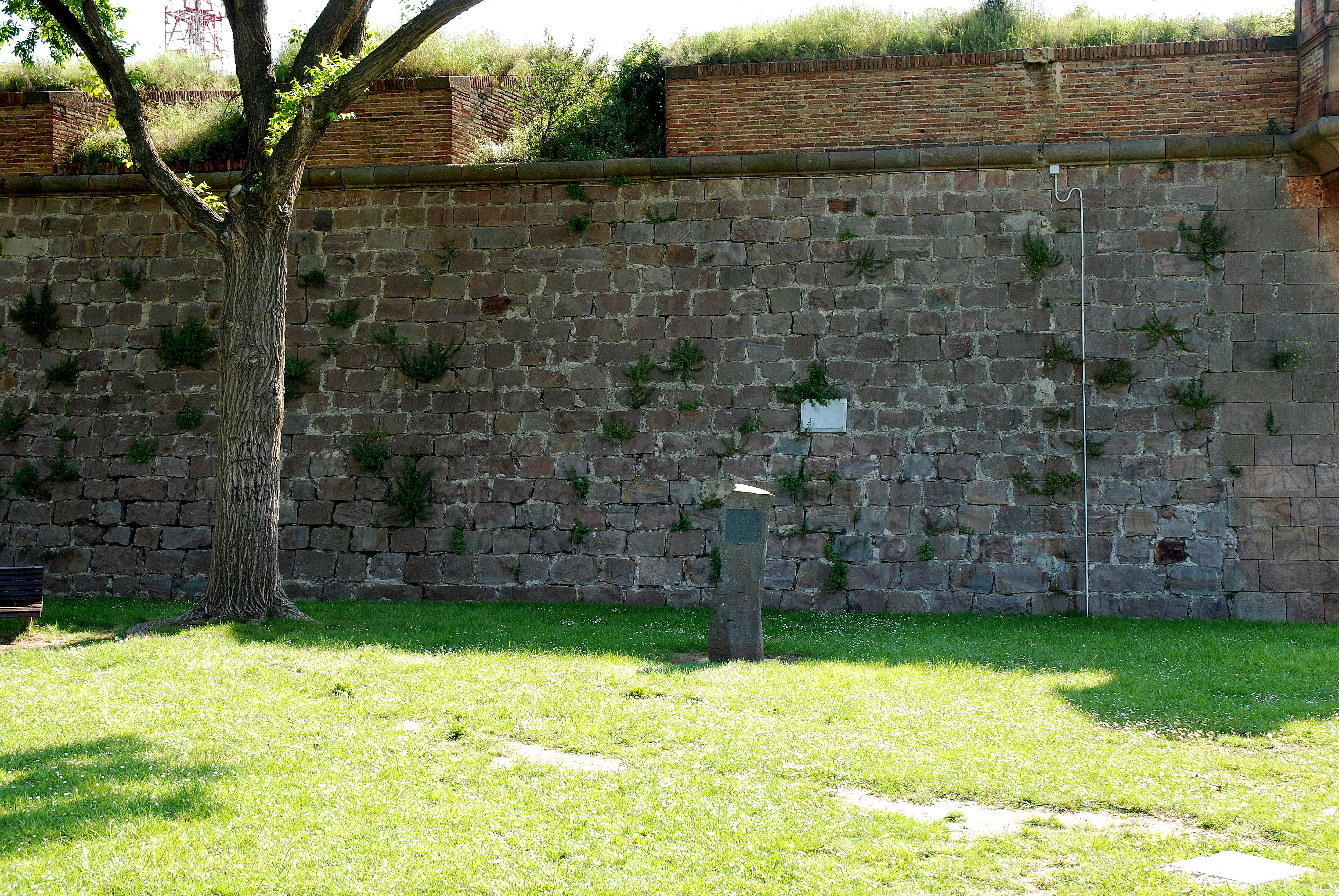
Muro del castillo de Montjuic donde fue fusilado el president Lluís Companys el 7 de octubre de 1940.

El triunfo franquista en la Guerra Civil supuso el exilio de los políticos e intelectuales catalanes que habían apoyado a la República, con lo que «Cataluña se quedaba casi sin cuadros dirigentes y algunos ámbitos de las artes y el conocimiento quedaban desiertos». Como dijo el arqueólogo y rector de la Universidad de Barcelona Pedro Bosch Gimpera: «Si la sublevación hubiese triunfado en Barcelona, yo habría sido uno de los "liquidados"». La mayoría de los exiliados se refugió en Francia, aunque tras la ocupación nazi en junio de 1940, los que pudieron escapar marcharon a América. No fue el caso del president Lluís Companys que fue detenido en agosto por la Gestapo y entregado inmediatamente a las autoridades franquistas. Interrogado, torturado y sometido a un consejo de guerra sumarísimo fue fusilado casi en secreto en el castillo de Montjuic el 7 de octubre de 1940. Sus últimas palabras antes de morir fueron: «Per Catalunya» ('Por Cataluña').
La represión franquista fue especialmente dura y violenta en Cataluña, «motivada en parte por la venganza, pero también por la determinación de acabar con la identidad catalana». En unas declaraciones a un periódico alemán Ramón Serrano Suñer, el número dos del régimen franquista, dijo que el pueblo catalán estaba «enfermo moral y políticamente» y el recién nombrado gobernador civil de Barcelona declaró que «España se alzó, con tanta o mayor fiereza, contra los Estatutos desmembradores, que contra el comunismo», y que la tolerancia hacia el regionalismo llevaría de nuevo «al mismo proceso de putrefacción que acabamos de extirpar quirúrgicamente». Así pues, «para el nuevo régimen, [Cataluña] representaba la síntesis de todos los peligros» —el republicanismo, el anarquismo y el catalanismo—. «Huidos y exiliados los principales dirigentes políticos y sindicales... la mayoría de hombres y mujeres eliminados al ser considerados enemigos políticamente peligrosos eran simples afiliados a ERC, a la CNT y a otras fuerzas de izquierdas. La contundencia de la represión buscaba difundir el terror y el miedo entre la población, incluso entre aquella que permanecía indiferente políticamente. A las penas capitales [4.000 personas fueron condenadas a muerte y fusiladas entre 1938 y 1953] debían sumarse las depuraciones profesionales, los encarcelamientos, las palizas, los desterramientos, las multas, los campos de trabajo, las confiscaciones, las miles de humillaciones y la incertidumbre ante una justicia caprichosa y capciosa».
La política aplicada en Cataluña por las autoridades franquistas no se limitó a la represión de toda manifestación de catalanismo o de republicanismo, sino que se dirigió a la eliminación de todo aquello que diferenciaba a Cataluña de España, llevando a cabo un intento de «genocidio cultural», en palabras del historiador Josep Benet. La lengua, la cultura, los símbolos y las señas de identidad de Cataluña fueron perseguidos, sin diferencias entre vencedores y vencidos. Así «el intento de nacionalización [español] fue mucho más brutal que el de Primo de Rivera».
El uso del catalán fue abolido en la escuela, en la prensa, en la radio, en las prácticas religiosas y en toda la vida oficial y carteles y consignas imponían el uso del castellano en público. Se prohibió publicar libros en catalán y los fondos editoriales, las librerías de lance y las bibliotecas fueron expurgadas. Los centros culturales fueron clausurados, las canciones proscritas y los monumentos más emblemáticos retirados de la vía pública. Se cambiaron el nombre de las calles y se tradujeron al castellano los nombres de los pueblos y los topónimos. Se obligó a poner en castellano los rótulos de los establecimientos y razones sociales y se les obligó a eliminar el epíteto 'catalán', así como los nombres propios de las personas. Tampoco se permitía usar facturas en catalán —bajo multa de 500 pesetas—. Los curas eran también multados por enseñar el catecismo en catalán —150 pesetas—. Pero también se perseguía el uso del catalán en el ámbito privado —en 1941 una persona fue multada con 500 pesetas por haber impreso sus participaciones de matrimonio en catalán— y en la correspondencia, para facilitar el trabajo a la censura. Además se fomentó la delación al ofrecer al denunciante el 25% del valor de la multa. Todas estas medidas fueron aplaudidas, por ejemplo, por la Real Academia Española que en septiembre de 1939 felicitó a las autoridades franquistas por «la defensa del señorío de la Lengua Española». El historiador británico John H. Elliott cuenta la anécdota de que cuando estuvo en Barcelona en una fecha tan tardía como 1955 todavía fue requerido por un policía para que hablara «la lengua del imperio», es decir el castellano, en lugar del catalán.
Sin embargo la cultura catalana logró sobrevivir en la clandestinidad y gracias al patrocinio privado —se imprimieron libros, desde las obras de Shakespeare hasta obras de devoción y catecismos, retrasando el año del pie de imprenta, de 1945 a 1935, por ejemplo; los suprimidos Instituto de Estudios Catalanes y los Estudis Universitaris Catalans siguieron funcionando— por lo que no se consumó el «genocidio cultural» pues «no consiguió que la mayoría de la población renunciara a su lengua, manteniéndosele fieles las distintas clases sociales al margen de sus contrapuestas ideologías, y además evidenció a amplios sectores conservadores que si bien habían ganado socialmente la guerra, podían considerarse derrotados en otros aspectos cruciales de su vivir cotidiano. De ahí que notables burgueses, algunos bien relacionados con el régimen, participaran activamente en la lucha por la recuperación cultural, y no sólo en Barcelona».

### La resistencia a la Dictadura en los años 40 y 50
A excepción de la Lliga Regionalista, cuyos miembros en su mayoría se integraron en el régimen franquista —Cambó en cambio no regresó y murió en el exilio—, los partidos políticos catalanes se posicionaron en contra de la Dictadura e intentaron reorganizarse en la clandestinidad, aunque la mayoría no lo lograron a causa del acoso a que les sometió la policía franquista y su activismo se redujo al exilio. Fue el caso de Unió Democrática de Catalunya, de Acció Catalana Republicana y de Esquerra Republicana de Catalunya. El peso de la oposición a la Dictadura en la inmediata posguerra lo llevó Estat Català que en abril de 1940 creó en París el independentista Front Nacional de Catalunya, al que se unieron militantes de otros partidos y sindicatos. «Durante la II Guerra Mundial colaboró con los aliados en tareas de espionaje y paso clandestino de la frontera, apoyó el Consell Nacional de Londres, colgó banderas catalanas y colocó pequeños artefactos explosivos. Además, disponía de una emisora que emitía desde Perpiñán (1946) y su revista Per Catalunya distribuía 5.000 ejemplares». Sin embargo, pronto el Front perdió toda influencia al no producirse la esperada intervención aliada en España al finalizar la II Guerra Mundial, aunque aún llegó a celebrar su II Conferencia en 1947.
En el exilio el presidente de la Generalidad Lluís Companys fracasó en su intento de formar un nuevo gobierno catalán a causa de la creciente hostilidad entre Esquerra Republicana de Catalunya y el PSUC, acrecentada por la firma del Pacto Germano-Soviético a finales de agosto de 1939. Así que optó por nombrar un Consell Nacional de Catalunya integrado por personalidades relevantes de la vida pública y bajo la presidencia de Pompeu Fabra. Tras la capitulación de Francia ante los alemanes y la posterior detención y ejecución de Companys, se constituyó en Londres otro Consell Nacional de Catalunya, presidido por el delegado de la Generalidad en Gran Bretaña, Carles Pi i Sunyer, que hizo las funciones de un gobierno en el exilio, y que contó con el apoyo de las comunidades catalanas de América. El Consell adoptó posiciones independentistas frente a los minoritarios autonomistas que defendían la vigencia del Estatuto.
Cuando se produjo la victoria de los aliados en la II Guerra Mundial en 1945 y ante la posibilidad de que éstos intervinieran en España para poner fin a la Dictadura franquista, se formó un gobierno de la Generalidad en el exilio encabezado por Josep Irla, presidente del Parlamento de Cataluña, y del que formaban parte Esquerra Republicana de Catalunya (ERC), Acció Catalana Republicana (ACR) y PSUC y al que se incorporaron más tarde el recién creado Moviment Socialista de Catalunya (MSC) —integrado por antiguos militantes del POUM y de la Unió Socialista de Catalunya— y la Unió de Rabassaires. Ese mismo año de 1945 se formó en el interior de Cataluña por iniciativa del escritor Josep Pous i Pagès el Consell Nacional de la Democràcia Catalana con representantes de ERC, ACR, Estat Català, Unió Democràtica de Catalunya (UDC) i Unió de Rabassaires, a los que se sumaron el Front Nacional de Catalunya (FNC) y el MSC, y con la ausencia destacada del PSUC. Por su parte Josep Tarradellas, que contaba con el apoyo de la mayoría de ERC, creó otra instancia unitaria llamada Solidaritat Catalana, y en la que estaban todos los partidos catalanes, incluida la Lliga, pero también dejando fuera a los comunistas del PSUC.

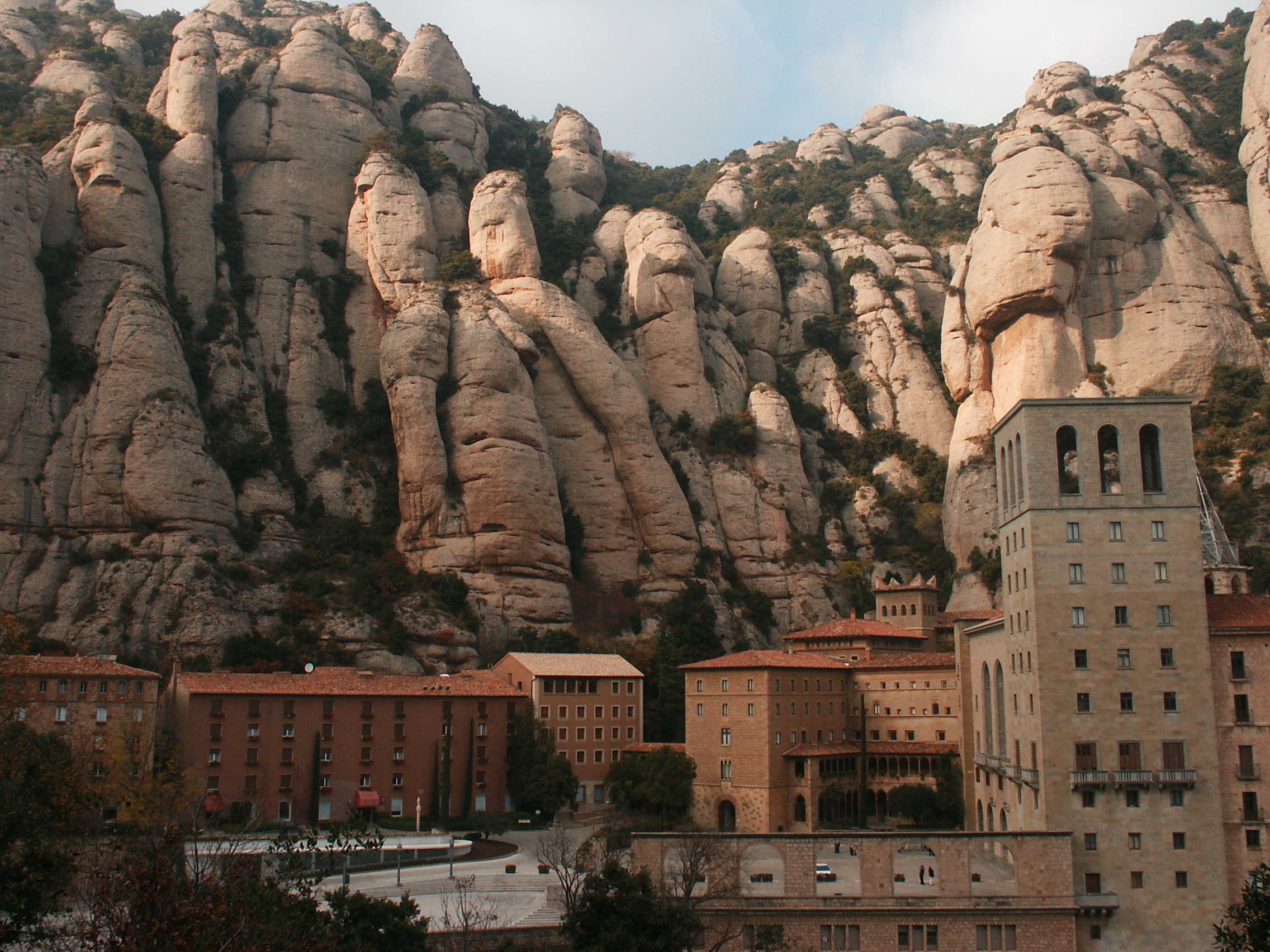
Monasterio de Montserrat, donde tuvo lugar en 1947 el primer acto de resistencia importante contra el genocidio cultural franquista.

El primer acto importante de resistencia se produjo en abril de 1947 con motivo de las fiestas de entronización de la Virgen de Montserrat, organizadas por la Comissió Abat Oliba, impulsada por el abad del Monasterio de Montserrat Aureli Maria Escarré y con Josep Benet como secretario, bajo el amparo de Fèlix Millet i Maristany, y en la que participaron personas provenientes de los dos bandos de la guerra civil, como Félix Escalas, Mauricio Serrahima, o los jóvenes Joan Reventós o Antón Cañellas —«incluso se había previsto el retorno de Cambó, pero su muerte lo impidió»—. Aprovechando la fiesta religiosa se organizó una campaña por toda Cataluña a través de circulares y conferencias en catalán, por primera vez desde el final de la guerra civil. Al acto final que se realizó en la basílica de Montserrat asistieron más de 60.000 personas, presididas «por una gigantesca e ilegal bandera catalana colgada clandestinamente en la montaña». Sin embargo, el compromiso de la jerarquía eclesiástica católica con el franquismo no se resquebrajó como lo demostró la celebración en Barcelona del XXXV Congreso Eucarístico Internacional en 1952. a pesar de que se desplegó una enorme bandera catalana colocada clandestinamente. El siguiente acto de protesta antifranquista importante fue la huelga de tranvías de Barcelona de 1951, aunque en él la reivindicación nacionalista estuvo ausente.

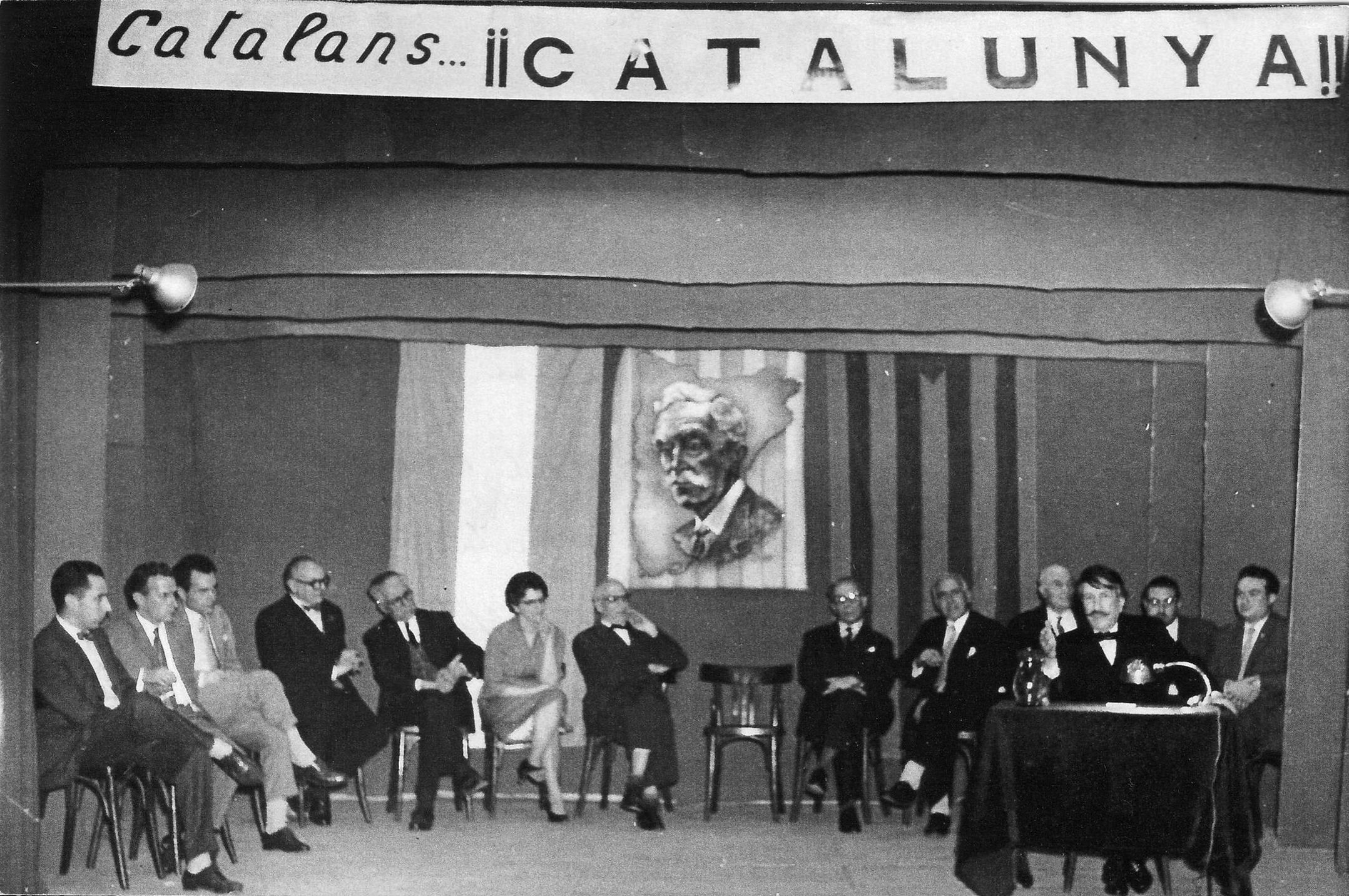
Homenaje a Francesc Macià por exiliados catalanes en Buenos Aires (1959)

En 1954 el presidente de la Generalidad en el exilio, Josep Irla, viejo y enfermo, dimitió. Se convocó entonces a los diputados del Parlamento de Cataluña que estaban vivos quienes eligieron en una reunión celebrada en la embajada republicana en México a Josep Tarradellas, por 24 votos contra 2 (9 diputados estuvieron presentes y 17 votaron por correo), pero este se negó a formar ningún gobierno, lo que levantó las protestas del Consell Nacional Català fundado en México en 1953 y que agrupaba a 60 entidades de 30 países —y cuya actividad principal fue la denuncia ante los organismos internacionales de la situación catalana bajo la dictadura franquista— y del Consell de Forces Democràtiques fundado en la clandestinidad en 1951 —o en 1958— bajo la presidencia de Claudio Ametlla e integrado por ERC, ACR, UDC, MSC y FNC, y del que estuvo excluido el PSUC. El también llamado Comité Ametlla constituyó «el eslabón imprescindible entre el viejo y el nuevo antifranquismo, un espacio de aprendizaje y conocimiento mutuo. Era el primer paso antes de superar la fractura con otras fuerzas clandestinas como los comunistas, o de extender la mano a los sectores disidentes dentro del propio régimen».
Sin embargo, el principal sostén del catalanismo no fueron los partidos políticos clandestinos duramente reprimidos por la policía franquista, sino las asociaciones de todo tipo que actuaban legalmente. «Centros excursionistas, grupos sardanistas, sociedades culturales… [que] organizaban, luchando contra la censura, concursos literarios, conferencias, conmemoraciones, actos en definitiva de reafirmación colectiva presentados como estrictamente culturales o tradicionales… [contando] con el apoyo de parte del bajo clero y de una amplia representación burguesa». Estas entidades apoyaron la campaña de 1958-1959 contra el franquista director de La Vanguardia Española Luis Martínez de Galinsoga que había manifestado que «todos los catalanes son una mierda» tras salir indignado de una misa en catalán, y que consiguió su destitución. El caso Galinsoga fue promovido por el grupo Cristians Catalans (CC) fundado en 1954 y cuyo líder era Jordi Pujol.

### El renacimiento del catalanismo político (1960-1975): la «Assemblea de Catalunya»

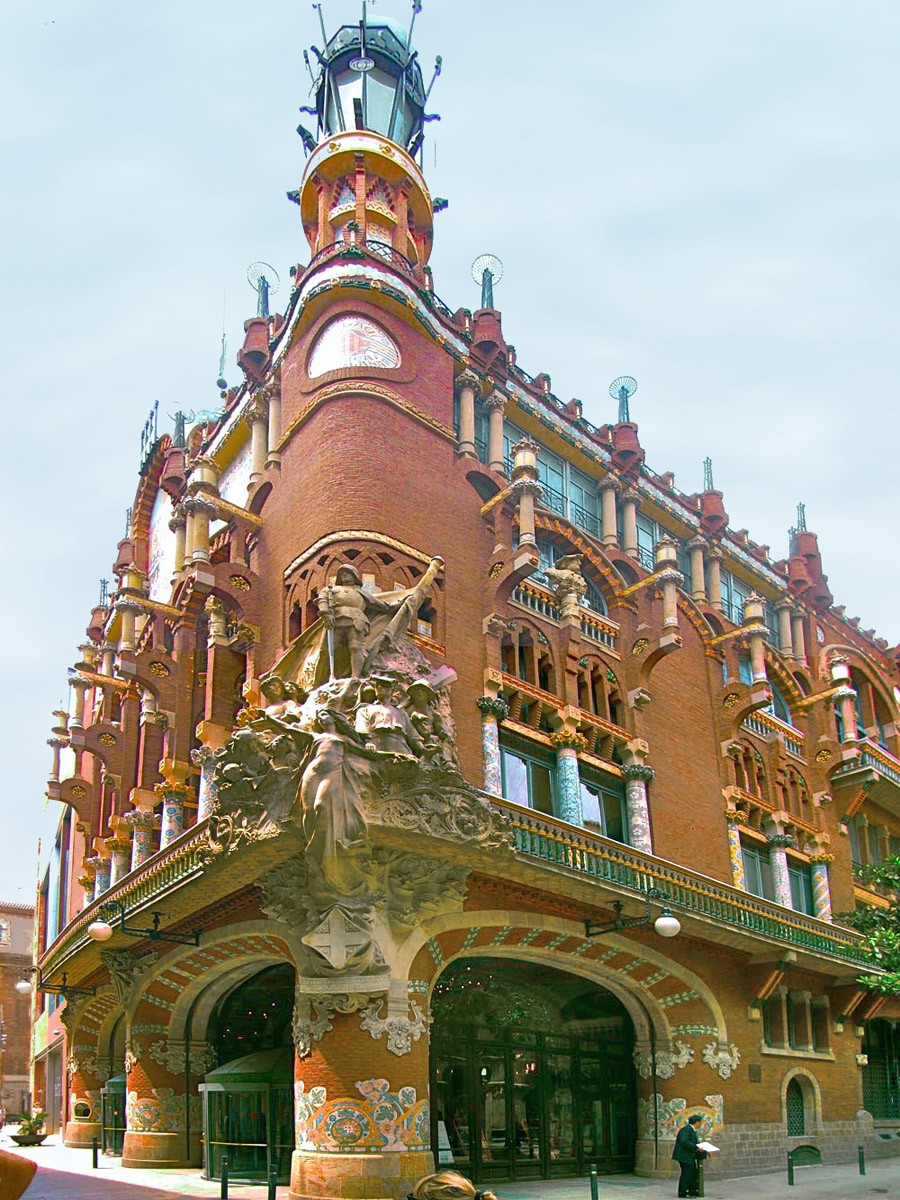
Palacio de la Música Catalana donde tuvo lugar la protesta conocida como los sucesos del Palau de la Música de 1960, 51 años después de que en ese mismo lugar se aprobara el primer proyecto de Estatuto de Autonomía para Cataluña propuesto por la Mancomunidad de Cataluña.

Habiendo conseguido sobrevivir a la dura represión de las dos primeras décadas de la dictadura franquista, el catalanismo político resurgió a partir de 1960. Como ha señalado John H. Elliott, «a pesar de la represión, y en parte a causa de ella, el sentimiento de identidad catalana volvió a surgir reforzado por las experiencias de aquellos años».
El acto fundacional de este resurgimiento se suele situar en los sucesos del Palau de la Música de Barcelona de mayo de 1960, durante los cuales el público asistente a un acto celebrado en el Palacio de la Música Catalana presidido por varios ministros franquistas cantó el Cant de la senyera, que funcionaba como himno alternativo al prohibido Els Segadors. Como presunto responsable de la protesta fue detenido, juzgado y condenado por un tribunal militar a siete años de cárcel Jordi Pujol —de los que cumplió tres— a quien también se acusó —lo que era cierto— de ser el autor del panfleto Us presentem al general Franco.
Otros hitos importantes fueron el nacimiento un año antes de los sucesos del Palau, y bajo los auspicios de la Abadía de Montserrat, de la revista Serra d'Or; la fundación en 1961 de la entidad privada Òmnium Cultural y de Edicions 62, editorial íntegramente dedicada a la publicación de libros en catalán; la aparición también en 1961 del grupo Els Setze Jutges, primer representante de la Nova Cançó; la petición firmada por 115 intelectuales en 1962 para que se incorporara el catalán a la enseñanza —que no fue atendida—; las declaraciones del abad de Montserrat Aureli Escarré al diario francés Le Monde en septiembre de 1963 en las que criticó el régimen franquista —«era la primera vez que un dirigente católico criticaba abiertamente a la dictadura. Sus palabras le costaron el exilio»— que le supusieron la expulsión de España dos años más tarde; la campaña Volem bisbes catalans de 1966 o la del Català a l'escola de tres años después —el mismo año en que apareció el primer tomo de la Gran Enciclopedia Catalana impulsada por Max Cahner, Jordi Carbonell, Ernest Lluch y Ramon Folch y con la financiación de la Banca Catalana de Jordi Pujol—. Todo ello unido a una intensa actividad en los más diversos campos: aplecs de sardanas, recitales, teatro, excursionismo, clases semitoleradas de catalán… Una prueba del impacto que tuvieron lo constituye el hecho de que el 97% de los entrevistados en el informe FOESSA de 1970 afirmaron que querían que sus hijos supieran hablar catalán —entonces fuera del sistema educativo—, a pesar de que solo el 56% declaraba tenerlo como primera lengua y que solo el 62% de los habitantes había nacido en Cataluña —incluidos los hijos de los emigrantes—.
En cuanto a la oposición antifranquista el peso principal en los años 60 y 70 pasó al PSUC y el primer acontecimiento importante fue La Capuchinada de marzo de 1966, así llamada por el convento de los capuchinos de Sarriá que la policía rodeó durante tres días —ya que no podía entrar por tratarse de un recinto religioso— para proceder a detener a los promotores del ilegal y clandestino Sindicato Democrático de Estudiantes de la Universidad de Barcelona que estaban allí reunidos junto con un grupo de profesores y de intelectuales —como Salvador Espriu, Antoni Tàpies o Maria Aurèlia Capmany—, quienes entre otras cosas reivindicaban el deber de las universidades de «acoger a las lenguas y culturas nacionales y responsabilizarse de su desarrollo y consolidación».
Como consecuencia de las acciones emprendidas para conseguir la libertad de los detenidos, se fundó la Taula Rodona, un organismo que agrupaba a toda la oposición antifranquista y del que también formó parte el PSUC, por primera vez desde el final de la Guerra Civil, precedente de la Coordinadora de Forces Polítiques de Catalunya, fundada en 1969 e integrada por el Front Nacional de Catalunya, el Moviment Socialista de Catalunya, Unió Democrática de Catalunya y el PSUC. En su manifiesto fundacional la Coordinadora reclamó la amnistía y las libertades políticas y sindicales, así como el restablecimiento del Estatuto de Autonomía de 1932 y la convocatoria de Cortes constituyentes, como paso previo al reconocimiento del derecho de autodeterminación que se extendía a todos los pueblos del Estado español. Con la fundación de este organismo unitario de toda la oposición y la presentación de un programa conjunto «el antifranquismo catalán [se situó] a la cabeza de la oposición española».

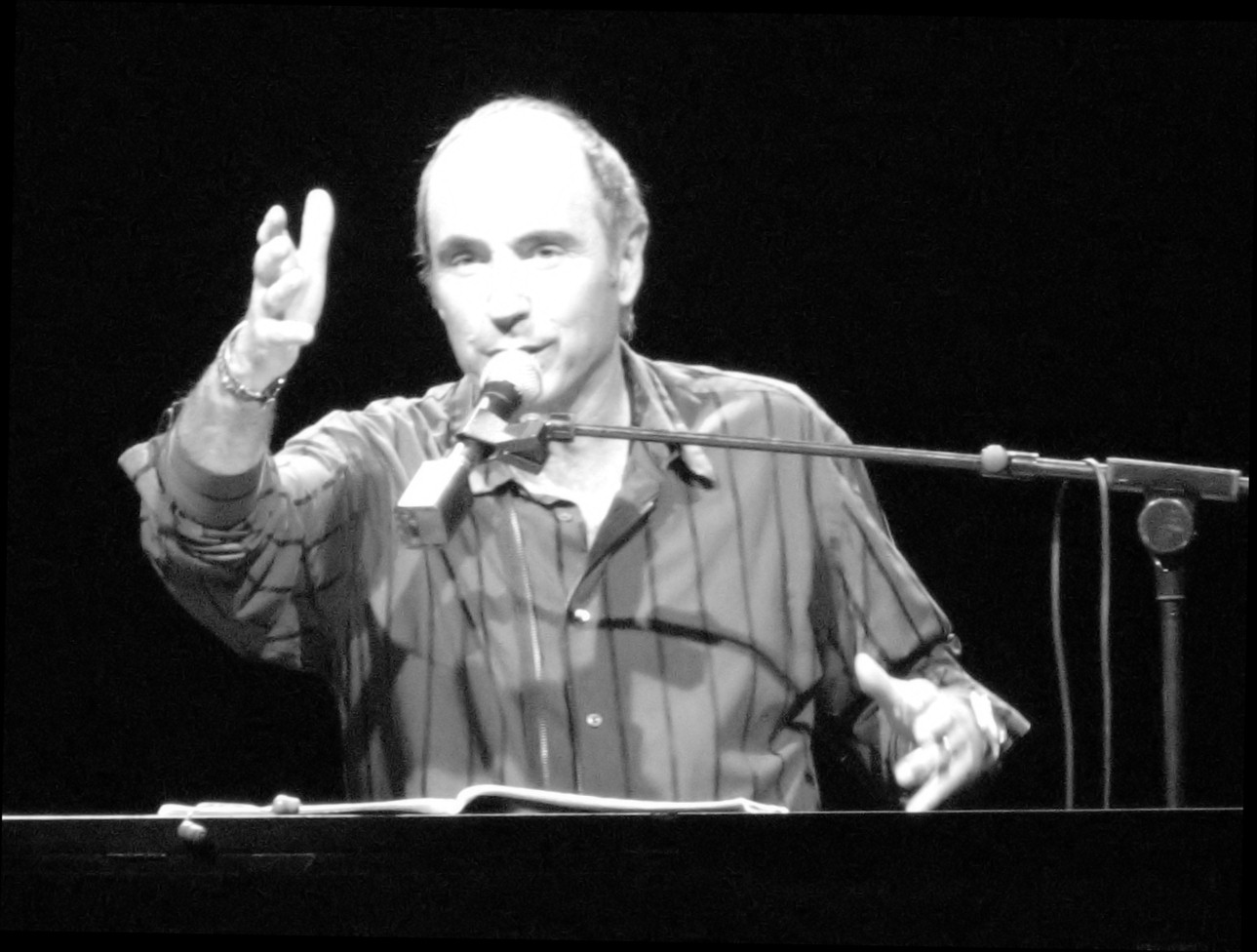
Lluís Llach, uno de los principales representantes de la Nova Cançó, en una actuación en el Olympia de París, 2006. Su canción L'Estaca compuesta en 1968 se convirtió en un himno de la oposición antifranquista.

Como medio de protesta por el proceso de Burgos la Coordinadora organizó en diciembre de 1970 una Assemblea d'Intel·lectuals celebrada en el Monasterio de Montserrat —unos 250 intelectualaes catalanes se encerraron en el monasterio: Joan Miró, Antoni Tàpies, Alexandre Cirici, Montserrat Roig y Terenci Moix, entre otros— cuyo éxito condujo a la formación el 7 de noviembre del año siguiente de la Asamblea de Cataluña, «la creación más original y culminante del antifranquismo catalán». Además de los partidos de la Coordinadora se integraron en ella el PSAN —una escisión del Front Nacional de Catalunya—, el PSOE, los sindicatos CC OO y UGT, así como diversos colectivos profesionales y sociales, además de entidades legales y personas independientes. Su programa se sintetizó en el lema Llibertat, amnistia, estatut d'autonomia que alcanzó una gran popularidad —su primera campaña Per què l'Estatut de 1932? iniciada en mayo de 1972 obtuvo un notable éxito—, extendiendo su influencia por todo el territorio catalán con más de 40 delegaciones, a pesar de que su comisión permanente fue detenida por la policía en 1973 (113 personas) y en 1974 (67 personas). «Su mayor éxito fue sacar la reivindicación democrática y nacionalista del gueto de los partidos a la calle constatando su implantación social. La Assemblea invirtió la situación: hasta entonces los grupos clandestinos tenían que eludir la represión, con ella el problema era del Gobierno que tenía que combatir en la calle una plataforma ilegal y provocadora, que atraía un número creciente de ciudadanos». Y por otro lado «condenó al fracaso inmediato, faltas de todo tipo de apoyo social, las tentativas de constituir grupos de lucha armada a imagen de ETA como el Front d'Alliberament de Catalunya (FAC), fundado en 1969, que realizó diversos atentados terroristas hasta 1971, la Organització de Lluita Armada (OLLA) surgida en 1972 o el Exèrcit Popular Català (EPOCA), bautizado con este nombre por las notas policiales».
Entre abril y junio de 1975 el gobernador civil de Barcelona Rodolfo Martín Villa autorizó la celebración de un ciclo de conferencias titulado Les terceres vies a Europa que en realidad sirvieron para la presentación oficiosa de los principales líderes de la oposición antifranquista catalana: Antón Cañellas por Unió Democràtica de Catalunya; Josep Solé i Barberà por el PSUC —su secretario general Gregorio López Raimundo permanecía en la clandestinidad—; Josep Pallach por Reagrupament Socialista de Catalunya; Joan Reventós por Convergència Socialista de Catalunya; Ramón Trías Fargas por Esquerra Democràtica de Catalunya; y Jordi Pujol por Convergència Democràtica de Catalunya. «Su autorización cabe situarla entre los tanteos que los sectores más aperturistas del régimen intentaban con la oposición».

## Reinado de Juan Carlos I (1975-2014)

### La transición democrática y la recuperación de la Generalidad (1975-1978)
Tras la muerte del general Franco en noviembre de 1975, la Asamblea de Cataluña incrementó su campaña a favor de la Llibertat, Amnistia i Estatut d'Autonomia que se tradujo en las dos manifestaciones celebradas en Barcelona los días 1 y 8 de febrero de 1976 y que fueron duramente reprimidas por la policía. Un primer fruto de la presión popular fue la autorización por parte del gobierno de Carlos Arias Navarro —en el que Manuel Fraga Iribarne era su hombre fuerte— de la publicación del periódico Avui, el primer diario escrito en catalán desde el final de la Guerra Civil y cuyo primer número salió a la calle el 23 de abril de 1976. Aprovechando el mayor margen de libertad otorgado por el nuevo gobierno de Adolfo Suárez formado en julio, se organizó a lo largo del verano la Marxa de la Llibertat impulsada por el sacerdote Lluís Maria Xirinacs —que resultaría elegido senador en las primeras elecciones democráticas de junio de 1977— que recorrió no solo Cataluña sino también Valencia y Baleares con el lema Poble català, posa't a caminar y que en ocasiones fue reprimida por la policía. Al mismo tiempo el Consejo de Fuerzas Políticas de Cataluña, fundado en diciembre de 1975 como organismo unitario sucesor de la Coordinadora, negoció con el gobierno de Suárez la conmemoración del primer 11 de septiembre en libertad desde el final de la guerra civil. El permiso fue concedido en el último momento y no para Barcelona y aun así más de 100.000 personas se reunieron en San Baudilio de Llobregat (Barcelona), lugar de nacimiento del consejero en cap de 1714 Rafael Casanova, mientras que las manifestaciones convocadas en otras localidades eran brutalmente reprimidas por la policía. En el acto de Sant Boi hablaron Miquel Roca en nombre del Consejo, Octavi Saltor por los no adscritos y Jordi Carbonell por la Asamblea. También se leyó un mensaje del president de la Generalidad en el exilio Josep Tarradellas.
En diciembre de 1976 se celebró el referéndum sobre la Ley para la Reforma Política convocado por el gobierno que obtuvo un resultado favorable entre el electorado catalán —el 69% votó a favor de la Ley de Reforma Política—. Meses después el nuevo alcalde de Barcelona José María Socías, nombrado por el gobierno y hombre de confianza del ministro Martín Villa, tuvo un gesto con el catalanismo al restituir el nombre de Pau Casals a la calle que tras el final de la guerra civil se había cambiado por el de General Goded. «El acto fue multitudinario, las banderas catalanas lucían de forma mayoritaria y se interpretó tanto El Cant dels Ocells como Els Segadors».

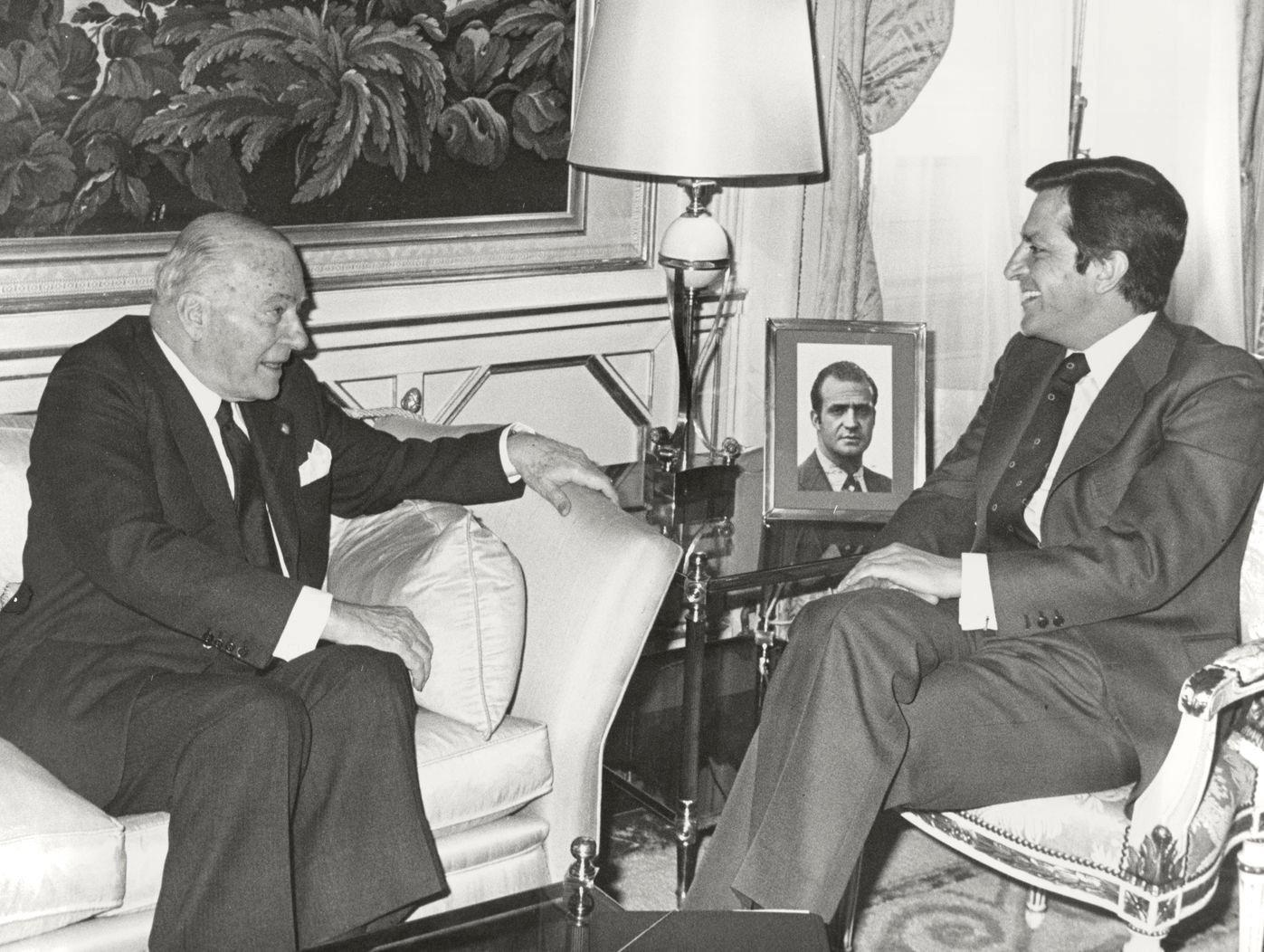
Josep Tarradellas, presidente de la Generalidad en el exilio, volvió a Cataluña el 23 de octubre de 1977 para presidir la Generalidad restaurada. Desde el balcón del Palacio de la Generalidad de Cataluña pronunció su célebre frase Ciudadanos de Cataluña, ya estoy aquí. En la fotografía Tarradellas (a la izquierda) aparece junto a Adolfo Suárez durante la entrevista que mantuvieron en el Palacio de la Moncloa el 27 de junio.

En junio se celebraron las elecciones generales que fueron ganadas por la coalición Unión de Centro Democrático (UCD) encabezada por Suárez, pero que en Cataluña arrojaron un resultado muy diferente, ya que ganó la izquierda: el Partit Socialista de Catalunya-Congrés, coaligado con el PSOE, fue la fuerza más votada, y obtuvo 15 diputados; el PSUC, 8; y la coalición Esquerra de Catalunya, encabezada por Esquerra Republicana de Catalunya, que no pudo presentarse con sus propias siglas a las elecciones, 1. UCD quedó en tercer lugar con nueve escaños, siendo superada no solo por el PSC-C (PSOE) sino también por el Pacte Democràtic per Catalunya encabezado por Convergència Democràtica de Catalunya, un partido fundado por Jordi Pujol en 1974 que aglutinaba al catalanismo progresista de raíz católica. El resultado en el Senado fue aún más contundente pues la coalición de la izquierda Entesa dels Catalans consiguió los doce escaños a los que optaba, y al grupo se sumaron otros tres senadores independientes, sumando un total de 15 sobre los 16 que le correspondían a Cataluña.
Diez días después de celebrarse las elecciones se constituía la Asamblea de Parlamentarios que reunía a todos los diputados y senadores catalanes que reclamó la restauración del Estatuto de Autonomía de 1932. Entonces Suárez jugó la baza del presidente de la Generalidad en el exilio Josep Tarradellas con quien negoció en Madrid su vuelta a Barcelona que se produjo el 23 de octubre, pero sin que eso supusiera el restablecimiento del Estatuto, por lo que las únicas competencias de las que dispondría la Generalidad restaurada serían las de la diputación de Barcelona. De esta forma Suárez le arrebató el protagonismo político a la izquierda, abrumadoramente mayoritaria en la Asamblea de Parlamentarios presidida por el socialista Joan Reventós, para dárselo a Tarradellas que a principios de diciembre formó un gobierno de unidad. Lo integraron los líderes de las principales fuerzas políticas (Joan Reventós y Josep Maria Triginer del PSC-PSOE; Antoni Gutiérrez Díaz del PSUC; Jordi Pujol del Pacte Democràtic per Catalunya; y Carles Sentís de UCD) junto con otros consejeros designados libremente por Tarradellas como Frederic Rahola, Ramon Espasa, Narcís Serra, Josep Maria Bricall o Juan José Folchi. Algunos parlamentarios catalanes criticaron el acuerdo entre Tarradellas y el gobierno porque no se restableció la autonomía de Cataluña, una cuestión que se dejaba para más adelante. Mes y medio antes de la vuelta de Tarradellas había tenido lugar en Barcelona una masiva manifestación en conmemoración del 11 de septiembre.
Así pues, a diferencia de lo que sucedió durante la Segunda República, la elaboración y refrendo del nuevo estatuto de autonomía tuvo que esperar a la aprobación de la nueva Constitución, en cuya ponencia inicial intervinieron dos diputados catalanes, el convergente Miquel Roca i Junyent y el comunista del PSUC Jordi Solé Tura. En ella se utilizó el término «nacionalidad» para referirse a las comunidades históricas, aunque sin nombrarlas, y se aplicó el término de «nación» exclusivamente al conjunto de España. En la votación final de la Constitución todos los diputados y senadores catalanes votaron a favor, excepto el diputado de Esquerra Republicana Heribert Barrera y el senador del mismo partido Rossend Audet, que se abstuvieron, y el senador independiente y catalanista radical Lluís María Xirinacs que votó en contra. En el referéndum de la Constitución celebrado el 6 de diciembre de 1978 votaron afirmativamente en Cataluña 2.700.000 personas —más del 90%, un porcentaje por encima de la media nacional— mientras que el 'NO', defendido por el independentista PSAN y otros partidos y por la extrema derecha, no llegó a los 140.000 votos, y el voto en blanco o nulo a los 150.000. La abstención rondó el 32%.

### El Estatuto de Autonomía de 1979 y los gobiernos de Jordi Pujol (1980-2003)

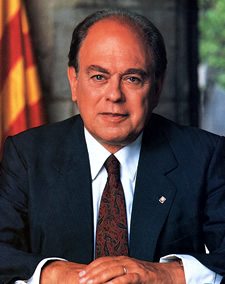
Jordi Pujol, presidente de la Generalidad de Cataluña entre 1980 y 2003

En cuanto se aprobó la Constitución por las Cortes la Asamblea de Parlamentarios catalanes designó una ponencia de veinte de sus miembros para que redactaran el anteproyecto de Estatuto de Autonomía. Estos se reunieron en el Parador de Vilanova de Sau y el 29 de diciembre de 1978 presentaron el anteproyecto al plenario que lo aprobó con un único voto en contra. El debate en las Cortes no se inició hasta después de las elecciones de marzo de 1979, en las que de nuevo UCD ganó en España y la izquierda en Cataluña —el recién fundado Partit dels Socialistes de Catalunya, a partir del PSC-Congrés y de la federación catalana del PSOE, consiguió 17 diputados; el PSUC 8 y Esquerra Republicana de Catalunya, que ya se pudo presentar con sus siglas, 1— aunque UCD pasó a ser la segunda fuerza política, con 12 diputados, por delante de los ocho de la nueva coalición Convergència i Unió, formada el año anterior por Convergència Democràtica de Catalunya de Jordi Pujol y la histórica Unió Democràtica de Catalunya, que en las elecciones de 1977 había conseguido dos escaños.
La negociación entre los representantes de la Asamblea de Parlamentarios y los del gobierno fue muy dura pues UCD presentó 59 enmiendas al proyecto de Sau. Finalmente los representantes catalanes tuvieron que aceptar buena parte de los «recortes» exigidos por el partido del gobierno y el 13 de agosto fue aprobado por la Comisión Constitucional. El 25 de octubre de 1979 el nuevo Estatuto de autonomía fue sometido a referéndum de los catalanes, siendo apoyado por el 88,1% de los votantes, y con el 7,8% de votos negativos, aunque la participación fue baja —59,6%— debido al «desgaste de imagen de la Generalidad provisional, vacía de competencias efectivas, agravado por el pronunciado protagonismo de su presidente, la erosión de la unidad política a causa de los enfrentamientos electorales, la acumulación de elecciones en un breve espacio de tiempo y el retraimiento de parte de los inmigrantes que veían el plebiscito como ajeno a sus intereses». El Estatuto fue finalmente aprobado por el pleno del Congreso el 19 de noviembre de 1979 y por el pleno del Senado el 12 de diciembre.
El Estatuto aprobado finalmente presentó notables diferencias respecto del proyecto presentado por la Asamblea de Parlamentarios. Las más importantes fueron: la cooficialidad del catalán y del castellano, cuando en el proyecto de Sau el catalán tenía la oficialidad exclusiva, lo que supuso aceptar que todos los ciudadanos de Cataluña tenían el derecho y el deber de conocer el castellano, pero no el catalán al que solo se le reconocía el derecho a conocerlo y a usarlo; la pervivencia de las cuatro provincias catalanas y sus correspondientes diputaciones cuando en el proyecto de Sau habían sido suprimidas; el recorte de las competencias, especialmente en educación que dejó de ser una competencia «exclusiva» de la Generalidad para pasar a ser solo «plena»; la rebaja de la participación de la Generalidad en los ingresos estatales; la eliminación del control exclusivo del orden público. Comparado con el Estatuto de la Segunda República «en determinados puntos, como educación, cultura, política lingüística, sanidad u obras públicas, las competencias eran más amplias, mientras que en orden público o justicia eran inferiores». Según John H. Elliott, el Estatuto proporcionó «a Cataluña un mayor grado de autonomía que el que le había dado el Estatuto de 1932».
El 20 de marzo de 1980 se celebraron las primeras elecciones al Parlamento de Cataluña en las que CiU fue la fuerza política más votada (45 diputados) adelantando al PSC-PSOE (33 escaños) que hasta entonces había ganado todas las elecciones celebradas en Cataluña. El líder de CiU Jordi Pujol ofreció al PSC formar un gobierno de coalición pero los socialistas catalanes rechazaron la oferta, por lo que Pujol formó un gobierno monocolor cediendo a Heribert Barrera, líder de Esquerra Republicana de Catalunya —quinta fuerza con 14 escaños—, la presidencia del Parlamento de Cataluña. En su discurso de investidura Pujol ya dejó claro que la política de reconstrucción nacional iba a ser el eje principal de su gobierno:

Nuestro programa tendrá otra característica: será un programa nacionalista. Si ustedes nos votan, votarán un programa nacionalista, un gobierno nacionalista y un presidente nacionalista. Votarán una determinación: la de construir un país, el nuestro. Votarán la voluntad de defender un país, el nuestro, que es un país agredido en su identidad. Votarán una ambición: la de hacer de Cataluña no un país grande por su fuerza material, que será siempre limitada, sino un país grande por su cultura, su civismo y su capacidad de convivencia.

Así la construcción de la nueva administración autonómica fue obra de CiU, lo que llevó a buena parte del electorado a considerar a la coalición como la fuerza política garante de la autonomía de Cataluña, lo que se tradujo en la consecución de la mayoría absoluta en las elecciones de 1984 (pasó del 27,7% de los votos en 1980 al 46,6%), 1988 y 1992 y la mayoría relativa en las de 1995 y 1999, lo que supuso que Jordi Pujol presidiera la Generalidad durante veintitrés años consecutivos (de 1980 a 2003). En estas elecciones al Parlamento de Cataluña el PSC quedó siempre en segundo lugar —en las de 1999 obtuvo mayor número de votos pero no de escaños—, mientras que en las elecciones generales y municipales celebradas durante ese tiempo el PSC era la primera fuerza política gracias al voto de la inmigración. Por su parte el PSUC, tercera fuerza política en las elecciones de 1980, se hundió en las de 1984 (pasó del 18,7% al 5,6% de los votos) y solo se recuperó parcialmente a partir de 1988 cuando formó la coalición Iniciativa per Catalunya. El pacto con CiU perjudicó a Esquerra Republicana de Catalunya y solo a partir de su renovación ideológica y generacional de 1989 comenzó a ganar votos especialmente cuando aglutinó al independentismo catalán —en sus estatutos aprobados en 1992 propugnaba «la unidad territorial y la independencia de la nación catalana mediante la construcción de un Estado propio en el marco europeo»—. Por otro lado la herencia de UCD fue recogida por el Partido Popular, manteniéndose siempre por debajo del 10% de los votos.
Entre las leyes más importantes aprobadas por el Parlamento catalán durante los años de gobierno de CiU se encuentran las dos relacionadas con la protección y extensión de la lengua catalana. La primera fue la Ley de Normalización Lingüística del 6 de abril de 1983, que contó con el apoyo casi unánime del Parlamento de Cataluña —solo se opusieron los dos diputados del Partido Socialista de Andalucía-Partido Andaluz—, y que fue precedida por la polémica suscitada por un manifiesto hecho público en marzo de 1981 titulado Por la igualdad de los derechos lingüísticos en Cataluña, también conocido como Manifiesto de los 2.300, en el que se denunciaba la supuesta persecución del castellano por parte de la Generalidad de Cataluña, y que fue respondido por el manifiesto Crida a la Solidaritat en Defensa de la Llengua, la Cultura i la Nació Catalanes, del que surgiría la plataforma Crida a la Solidaritat que organizó la manifestación del 14 de marzo de 1982 en contra de la LOAPA bajo el lema Som una nació ('Somos una nación'). La segunda fue más polémica. Se trató de la Ley de Política Lingüística del 7 de enero de 1998 que fue duramente contestada por el gobierno de José María Aznar y por los medios de comunicación afines con sede en Madrid, contrarios a la inmersión lingüística de los niños en las escuelas y que denunciaban la «persecución» del castellano en Cataluña. La respuesta fue la Declaración de Barcelona firmada conjuntamente por CiU, PNV y BNG en la que se defendían los «derechos nacionales» de Cataluña, País Vasco y Galicia. Según John H. Elliott el objetivo era «transformar una Cataluña bilingüe en una nación de habla predominantemente catalana», para lo que no solo se utilizó la escuela, sino que implicó «la promoción o la creación de toda clase de instituciones culturales catalanas y la fundación de una Corporación Catalana de Radio y Televisión que comenzó a operar en 1984».
Más polémica aun fue la proposición no de ley aprobada por el Parlamento de Cataluña con la oposición del Partit dels Socialistes de Catalunya y la ausencia del PP el 12 de diciembre de 1989, dos meses después de la caída del muro de Berlín, en la que se decía que la aceptación del «marco constitucional no implica la renuncia del pueblo catalán a la autodeterminación».
Según el historiador Jordi Canal el principal objetivo del pujolismo fue «la nacionalización o renacionalización de la sociedad» catalana, proceso «fundamentado, entre otras cosas, en la llamada normalización lingüística, las estructuras culturales bautizadas como nacionales, el control de los medios de comunicación o el reclamo funcionarial. En los cuatro casos, los resultados han sido globalmente exitosos para los intereses del nacionalismo». Por su parte el también historiador John H. Elliot afirma que el fin de la política de Pujol fue «consolidar y reforzar el concepto de nacionalidad catalana utilizando todos los poderes que proporcionaba a la Generalitat el Estatuto de Autonomía de 1979, e incrementándolos cuando el equilibrio de los partidos políticos en Madrid ofreciese la oportunidad de presentar nuevas demandas. (…) El deseo de Pujol y de su partido CiU era el de conseguir para Cataluña tantos atributos de un Estado soberano como pudiese. Esto era para él un acto de reparación histórica». Así, «durante los veintitrés años de la presidencia de Pujol, los programas educativos y culturales de la Generalitat hicieron un gran esfuerzo por propagar entre los catalanes la idea de que eran habitantes de una nación diferente».

### El gobierno del «tripartito» (2003-2010) y el Estatuto de Autonomía de 2006

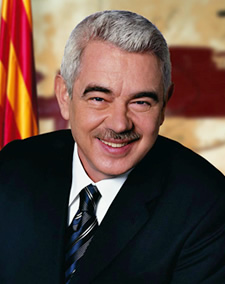
Fotografía oficial del president Pasqual Maragall.

En las elecciones al Parlamento catalán de noviembre de 2003 ningún partido logró la mayoría absoluta pero gracias al acuerdo alcanzado entre el PSC-PSOE, Esquerra Republicana de Catalunya (ERC) e Iniciativa per Catalunya-Verds (ICV) se formó el primer gobierno de izquierdas en Cataluña desde 1936, que fue presidido por el socialista Pasqual Maragall. El pacte del Tinell del 14 de diciembre entre PSC, ICV y ERC —en el que se acordó el programa del tripartito que expresamente excluía cualquier acuerdo con el PP— fue criticado duramente por el gobierno de Aznar y por el nuevo líder del PP Mariano Rajoy —quien a finales de agosto de 2003 había sido propuesto por Aznar para sustituirle como candidato en las elecciones del año siguiente— porque suponía la entrada en el gobierno catalán de un partido independentista como ERC —lo que se sumaba al reto «soberanista» vasco del Plan Ibarretxe—. También se alzaron voces en contra del tripartito dentro del PSOE.
Las elecciones de 2003 pusieron en evidencia que el sistema de partidos catalán se estaba transformando porque los dos partidos hegemónicos hasta entonces, CiU y PSC, habían sufrido un notable retroceso —tanto CiU como el PSC habían perdido diez escaños—, mientras que los hasta entonces tres partidos menores —ERC, ICV y PP— ganaban posiciones.
El punto principal del programa político del tripartito era la reforma del Estatuto de 1979 —«el deseo de Maragall era resolver la cuestión catalana mediante la revisión del Estatuto de Autonomía de 1979. Su esperanza era que la revisión reforzase y ampliase la autonomía catalana, encajándola en el marco constitucional de una genuina España federal que quería que se crease»—. Sin embargo el acuerdo sobre el texto definitivo no se alcanzó hasta el 30 de septiembre de 2005, después de muchos meses de intensos debates. Según Jaume Claret y Manuel Santirso, «la redacción del nuevo Estatuto se convirtió en un espectáculo continuo, donde los diferentes partidos competían por los titulares diarios tras cada reunión de la comisión encargada de su redacción. Cada partido miraba de incluir guiños a su propio electorado y de aparecer como el máximo defensor del autogobierno catalán, en una auténtica campaña de despropósitos». Una valoración similar es la de Germà Bel, quien señala como principales responsables a ERC y a CiU que «se enzarzaron sobre la marcha en una carrera que acabó perdiendo el sentido de la orientación» y que hizo que el PSC llegara a «estar muy incómodo con la reforma» que el propio partido había impulsado con Maragall al frente.
Finalmente votaron a favor del proyecto de nuevo Estatuto de Autonomía de Cataluña 120 diputados —los del tripartito y los de CiU— y en contra los 15 diputados del PP, aunque al día siguiente de su aprobación (el 30 de septiembre de 2005) el secretario del PSC y ministro de Industria del gobierno de Rodríguez Zapatero, José Montilla anunció que presentaría un bloque de varias decenas de enmiendas cuando se tramitase en el Congreso de los Diputados. Entre las novedades que introducía destacaban la afirmación del artículo 1º de que «Cataluña es una nación»; un nuevo sistema de financiación que se aproximaba al sistema del concierto económico del País Vasco y de Navarra; la ampliación de las competencias de la Generalidad de Cataluña y su «blindaje» para que el gobierno central no pudiera limitarlas mediante «leyes básicas»; y la propuesta de una relación «bilateral» entre España y Cataluña que implícitamente reconocía la soberanía del «pueblo catalán». En seguida arreciaron las críticas fundamentalmente por parte del PP y de los medios de comunicación afines porque, según ellos, suponía la instauración de un nuevo modelo «federal» o «confederal» del Estado que rompía abiertamente con la Constitución de 1978.

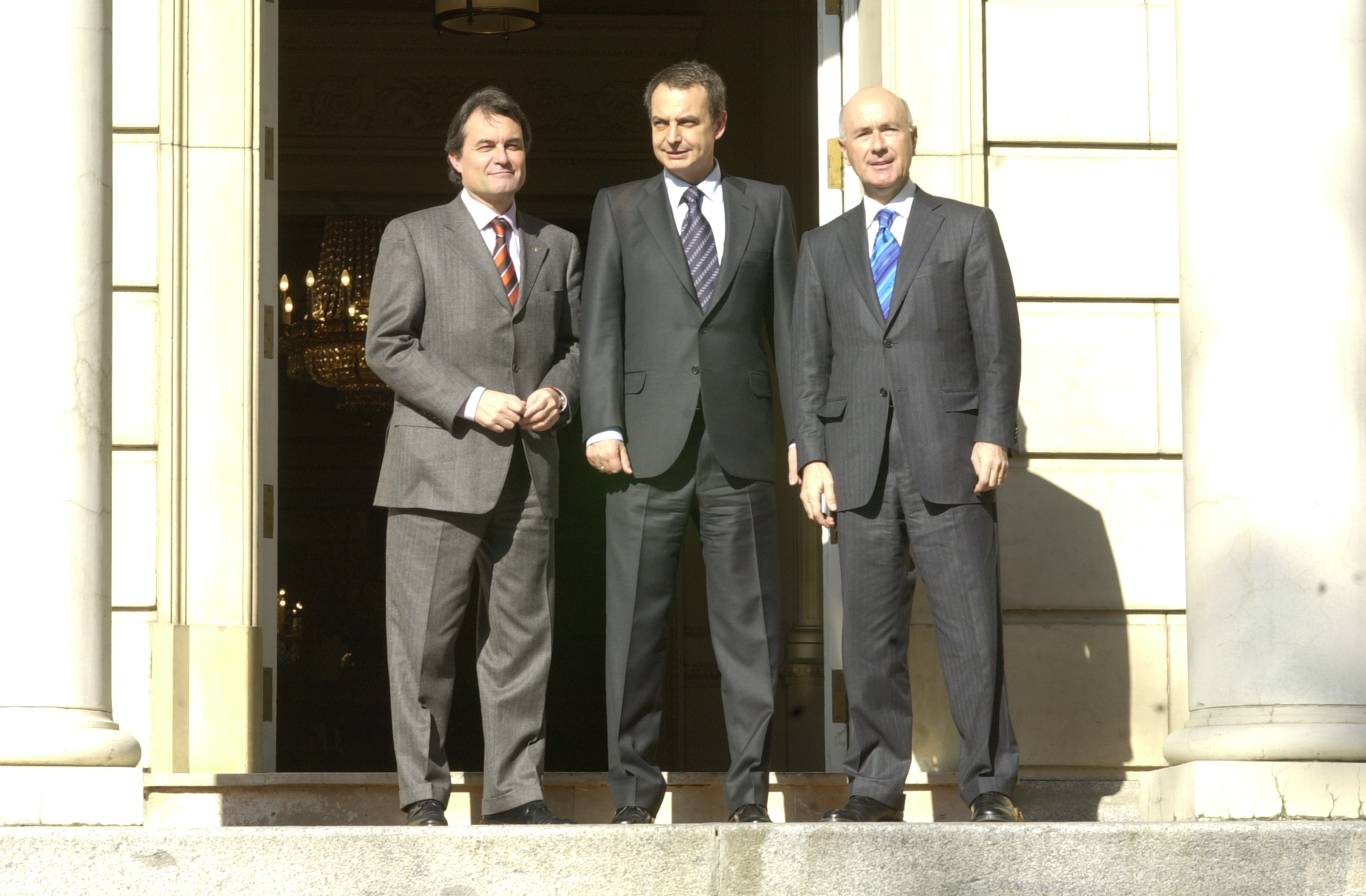
El presidente del gobierno español José Luis Rodríguez Zapatero (centro) recibe en el Palacio de La Moncloa a Artur Mas (a su derecha) y a Josep Antoni Duran i Lleida (a su izquierda), líderes de CiU. Enero de 2006.

La dudosa constitucionalidad de la propuesta del nuevo Estatuto de Cataluña colocó en una difícil situación al gobierno socialista de José Luis Rodríguez Zapatero —ganador de las elecciones generales de marzo de 2004— porque este durante la campaña de las elecciones catalanas se había comprometido a apoyar en las Cortes de Madrid el proyecto que aprobara el Parlamento de Cataluña. Los problemas de Zapatero se pusieron en evidencia cuando dentro de su propio partido se alzaron voces en contra del Estatuto y arreciaron las críticas contra el «catalanismo» y el «soberanismo» del principal impulsor del proyecto, el presidente de la Generalidad de Cataluña Pasqual Maragall, del PSC. Mientras, el PP apoyado y alentado por los medios de comunicación conservadores madrileños convocaba actos y manifestaciones «en defensa de España». El 31 de enero de 2006 el PP con Mariano Rajoy al frente inició una campaña popular de recogida de firmas contra el Estatuto durante la que utilizó expresiones como: «Écheme aquí una firmita contra Cataluña».
Se inició así un duro debate en las Cortes generales para eliminar de la propuesta del Parlamento de Cataluña los elementos más claramente anticonstitucionales, pero uno de los socios del tripartito catalán, Esquerra Republicana de Catalunya (ERC) se opuso a los «recortes», por lo que Rodríguez Zapatero decidió negociar directamente con el dirigente de CiU Artur Mas, alcanzando un acuerdo el 22 de enero de 2006: la definición de Cataluña como nación sería relegada al preámbulo del Estatuto y se matizarían sus elementos «soberanistas», incluida la financiación autonómica y la relación «bilateral» entre el Estado español y Cataluña. A pesar de los cambios introducidos en el proyecto presentado por el Parlamento de Cataluña, el presidente de la Generalitat Pasqual Maragall valoró muy positivamente el Estatuto finalmente aprobado por las Cortes:

Con el nuevo Estatuto en las manos... lo que seamos a partir de ahora, lo que hagamos a partir de ahora, dependerá de nosotros mismos, más que nunca.
Ahora ya está en nuestras manos el mejor Estatuto que hemos tenido en siglos. Que hemos tenido jamás. (...) El futuro, de Cataluña, no había sido nunca tan esperanzador como lo es ahora, ni el destino del país tan prometedor como lo puede ser en adelante.
Al resto de España quiero decirle que... Cataluña va iniciar una nueva etapa de su autogobierno que será larga y positiva. Será también una etapa en la que Cataluña se sentirá más cómoda y mejor comprendida por la España plural que avanza.

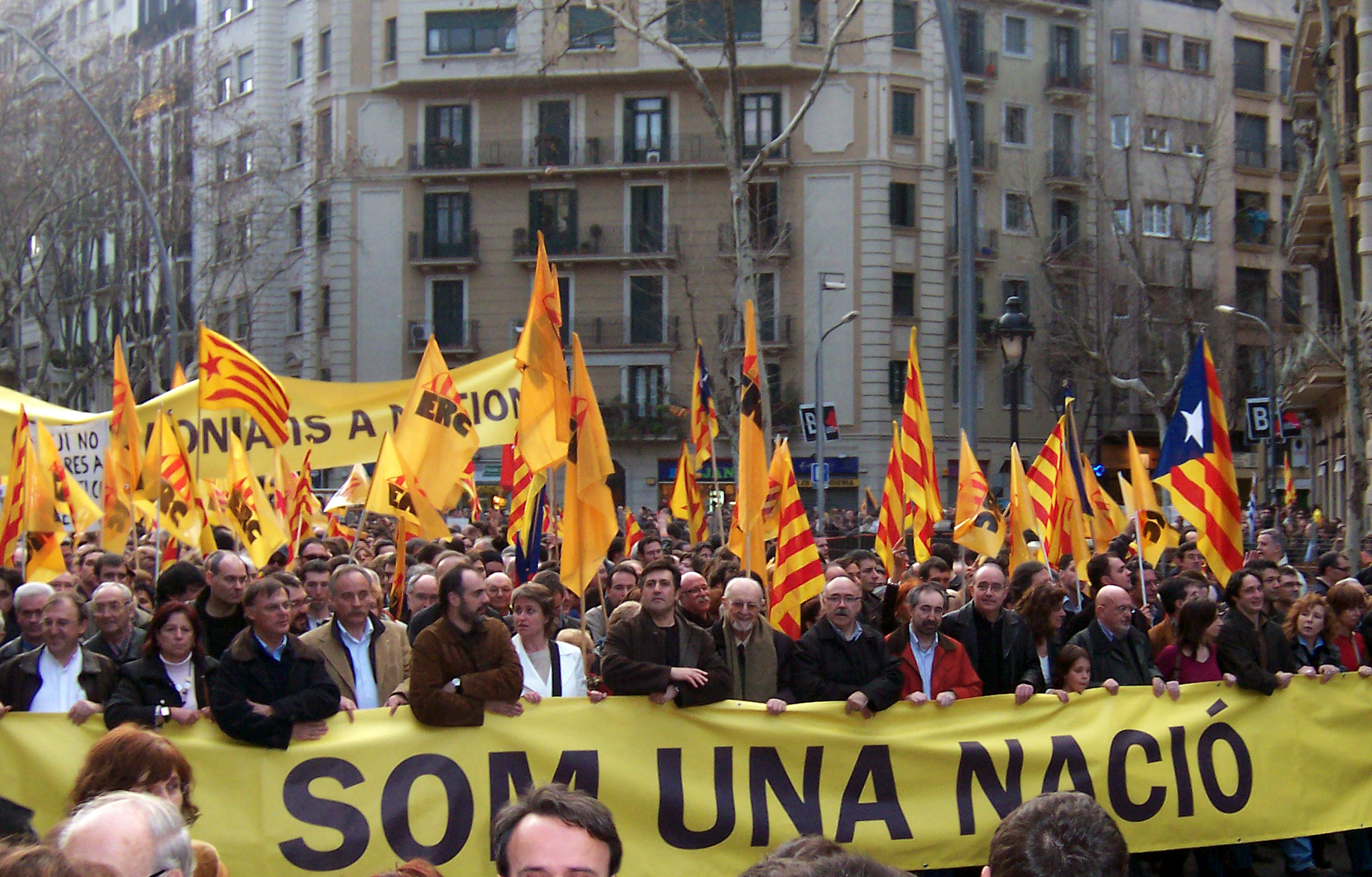
Manifestación «Som una nació i tenim el dret de decidir» convocada en Barcelona el 18 de febrero de 2006 por la Plataforma por el Derecho a Decidir y respaldada por Esquerra Republicana de Catalunya (ERC) para oponerse a los cambios introducidos por el Congreso de los Diputados en el proyecto de nuevo Estatuto de Autonomía aprobado por el Parlamento de Cataluña. En el centro el secretario general de ERC Josep Lluís Carod Rovira.

Por el contrario, Esquerra Republicana de Catalunya rechazó el Estatuto aprobado por las Cortes por lo que se produjo la paradoja de que en el referéndum que se celebró en Cataluña el 18 de junio de 2006 para aprobar el nuevo Estatuto ERC, uno de los impulsores del mismo, pidió el NO, lo que obligó a disolver el gobierno tripartito y a convocar nuevas elecciones para el 1 de noviembre de 2006, a las que ya no se presentó Pasqual Maragall obligado a retirarse por su propio partido —el también socialista José Montilla sería el nuevo presidente de la Generalidad de Cataluña, gracias a que se alcanzó un nuevo acuerdo tripartito y el líder de ERC Josep Lluís Carod Rovira fue nombrado vicepresidente de la Generalidad de Cataluña—. Por su parte, el Partido Popular, que también hizo campaña por el "NO" en el referéndum —aunque por razones diametralmente opuestas a las de ERC—, presentó un recurso ante el Tribunal Constitucional el 31 de julio de 2006.

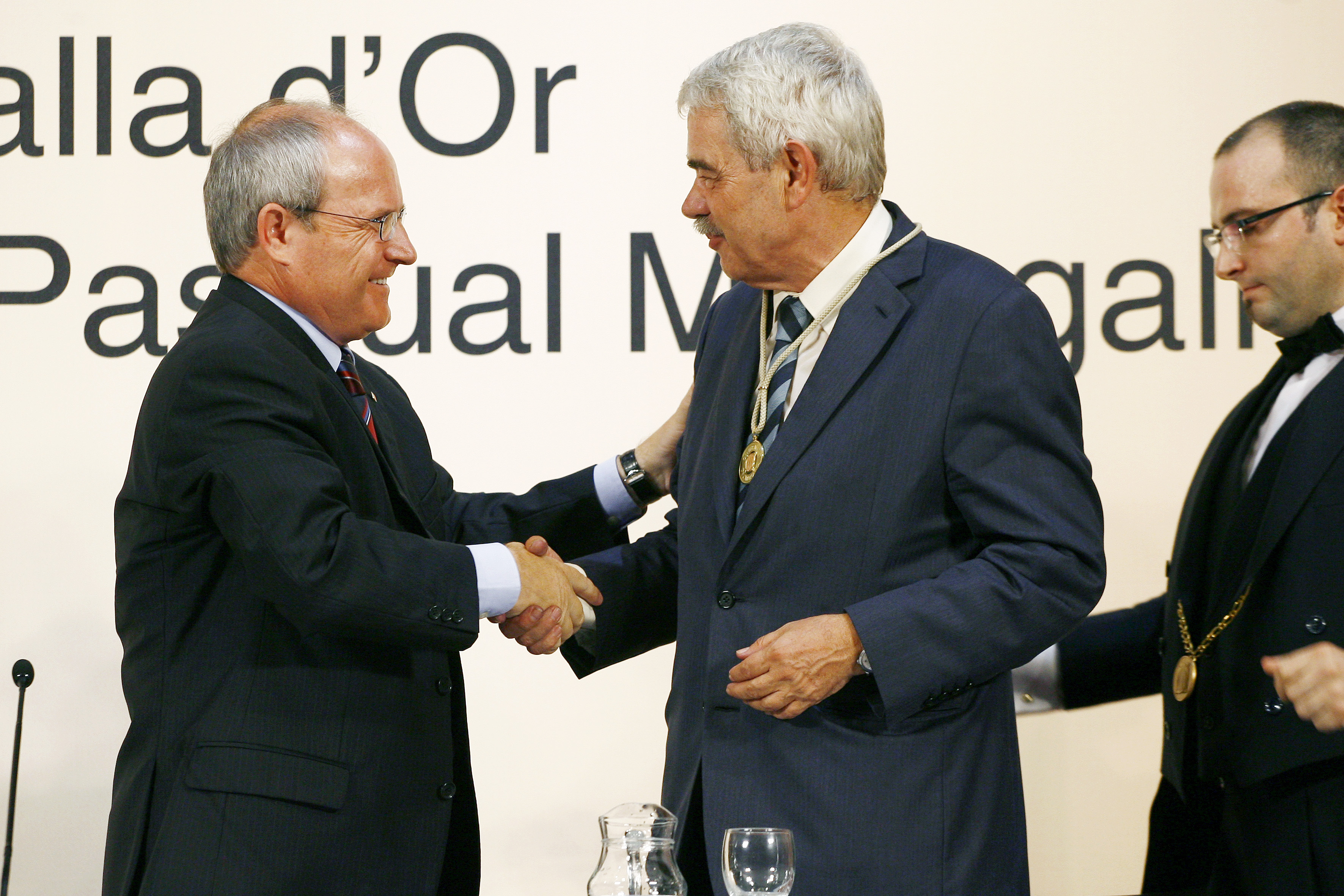
El president José Montilla entrega la medalla de oro de la Generalidad a su antecesor en el cargo Pasqual Maragall el 11 de septiembre de 2007.

En las elecciones de noviembre de 2006 la reconfiguración del sistema de partidos catalán continuó avanzando. «Por un lado, CiU se mantenía como primera fuerza, pero lejos ya de las mayorías de antaño, mientras se acortaban las distancias entre PSC, ERC, PP (lograba 14 escaños, uno menos que la anterior legislatura) e ICV. Por el otro, el Parlamento conservaba su gran diversidad y, de hecho, la incrementaba con la aparición de Ciutadans. El nuevo partido, encabezado por Albert Rivera y apadrinado por diversos intelectuales críticos hacia el catalanismo, conseguía tres diputados —gracias al trasvase de votos tanto del PP como del PSC— y manifestaba su directa oposición a la inmersión lingüística».
En la segunda mitad de 2007 se concatenaron una serie de problemas en las infraestructuras catalanas que afectaron a decenas de miles de personas, comenzando con el apagón eléctrico del 23 de julio que afectó a casi medio millón de abonados en Barcelona y el colapso del aeropuerto de Barcelona ese mismo mes de julio, al que siguieron las interrupciones y los atrasos de los trenes de cercanías de RENFE del área de Barcelona como consecuencia de las obras del AVE Madrid-Barcelona. El malestar de los ciudadanos se expresó en una manifestación bastante multitudinaria celebrada en Barcelona el 1 de diciembre de 2007 con el lema Som una nació i diem PROU! Tenim dret a decidir sobre les nostres infraestructures ('¡Somos una nación y decimos BASTA! Tenemos derecho a decidir sobre nuestras infraestructuras'), ya que en los tres casos los organismos responsables eran de competencia estatal (Red Eléctrica, AENA y Adif).
Frente a la política de colaboración con el gobierno central que defendió el president José Montilla, tanto Esquerra Republicana como CiU fueron definiendo una postura cada vez más clara a favor de la superación del marco autonómico. Artur Mas, líder de CiU, comenzó a incluir en sus discursos los términos «derecho a decidir» y «Estado propio» y empezó a hablar del «déficit fiscal» (Cataluña contribuía al Estado con mucho más de lo que recibía de este) y de los «agravios» de todo tipo que padecía Cataluña. Que el autonomismo era contemplado ya como una vía muerta por el nacionalismo catalán lo puso de manifiesto el editorial conjunto de los periódicos catalanes publicado el 26 de noviembre de 2009 con el título La dignidad de Cataluña y en el que expresaban su preocupación por la sentencia que fuera a emitir el Tribunal Constitucional sobre el Estatuto de Autonomía. Según explicó en 2013 Rafael Nadal, director de El Periódico de Cataluña cuando se publicó el editorial, el propósito de este fue «alertar de que, después de todo el esfuerzo que habían hecho todos los partidos catalanes para rebajar algunas de las exigencias que figuraban en el Estatuto de 2006, si no había una respuesta positiva [en relación a la sentencia del Tribunal Constitucional que todavía no se había pronunciado sobre el Estatuto], la frustración que aquello generaría en Cataluña desembocaría en una reivindicación radical». «Ya han pasado sólo cuatro años y la profecía se ha cumplido», añadió.

### El crecimiento del independentismo y el proceso hacia la «consulta» del 9 de noviembre de 2014

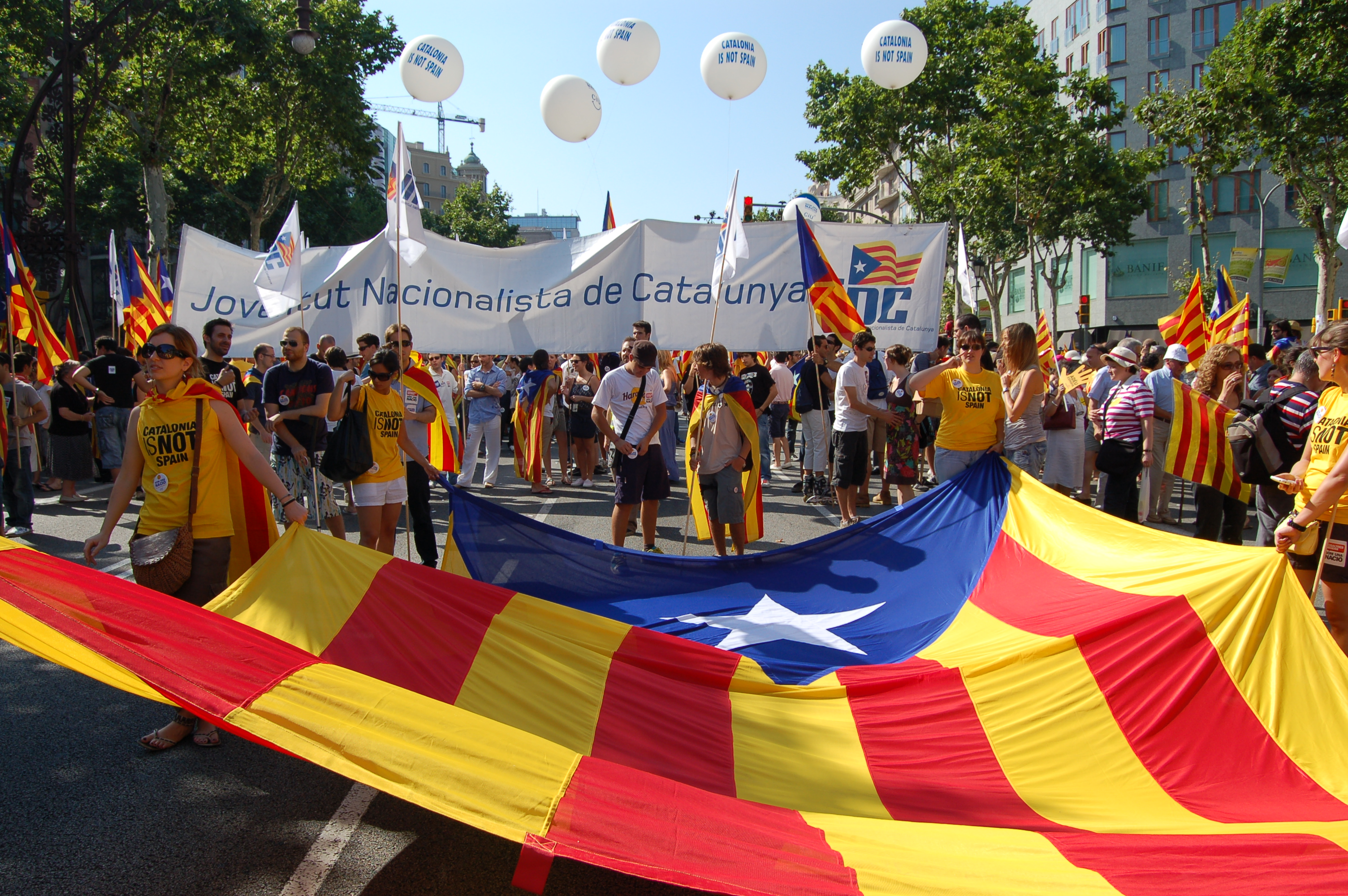
Manifestación "Som una nació. Nosaltres decidim" celebrada en Barcelona el 10 de julio de 2010 en respuesta a la sentencia del Tribunal Constitucional sobre el Estatuto de Autonomía de Cataluña de 2006.

Después de cuatro años de deliberaciones durante los cuales sus miembros fueron sometidos a toda clase de presiones, el Tribunal Constitucional publicó a finales de junio de 2010 la sentencia del Tribunal Constitucional sobre el Estatuto de Autonomía de Cataluña de 2006, que supuso un duro golpe a las aspiraciones del nacionalismo catalán en temas tan sensibles como la identidad «nacional», la lengua, la administración de justicia o la posibilidad de disponer de una Hacienda propia. El president José Montilla expresó el sentir general el mismo día de conocerse la sentencia con estas palabras:

Acatar no significa renunciar. No vamos a renunciar a nada de lo pactado, firmado y votado. Nos hemos sentido maltratados en este proceso pero, ahora, en ningún caso nos sentimos vencidos. Todo lo contrario. No hay tribunal que pueda juzgar nuestros sentimientos ni nuestra voluntad. Somos una nación. No renunciaremos a la satisfacción plena de las aspiraciones de autogobierno contenidas en el Estatuto que votamos.

A partir de la publicación de la sentencia del Constitucional se produjo un crecimiento espectacular del independentismo en Cataluña, cuando doce años antes —según una encuesta publicada en 1998— solo el 17% de los entrevistados prefería la independencia, frente al 52% que optaba por la autonomía —y un 15% por la solución federal—, aunque el porcentaje de los que se declaraban independentistas aumentaba hasta el 24% entre los que tenían entre 18 y 24 años y entre los votantes de Esquerra Republicana que alcanzaba el 60% —mientras que entre los de CiU era del 27%; del 13% entre los de Iniciativa y del 8% del PSC—.

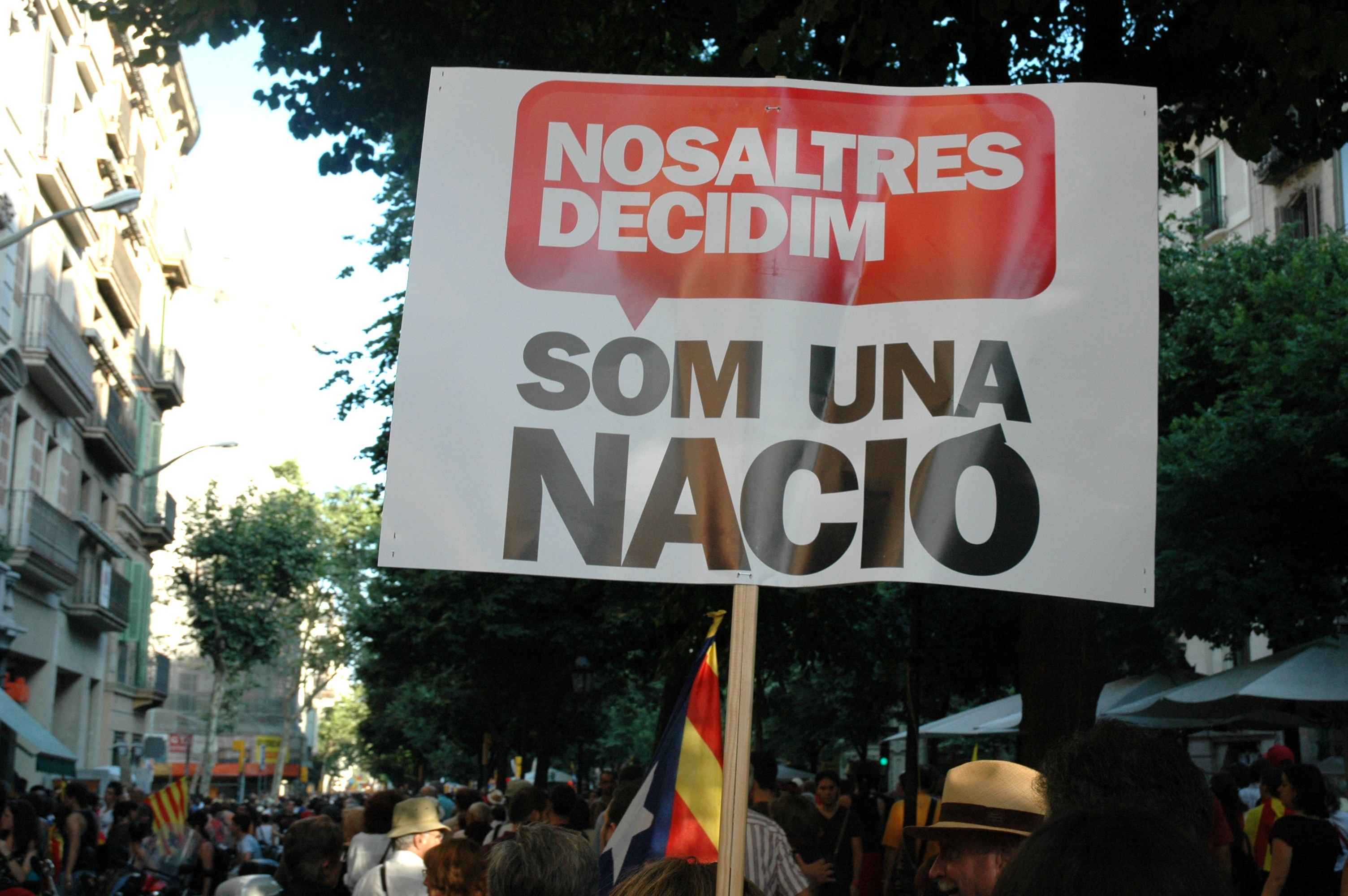
Lema de la Manifestación "Som una nació. Nosaltres decidim".

La sentencia del Constitucional selló el fracaso de la operación del nuevo Estatuto que «había buscado una solución diferenciada y propia para Cataluña» y con él la derrota de las apuestas clásicas del catalanismo político, tanto de la «pactista» que había defendido hasta entonces CiU como de la «federal» propugnada por el PSC. La iniciativa a partir de entonces dejó de estar en manos del Gobierno o del Parlamento para pasar a manos de las diversas entidades que apostaban claramente por la independencia.
El cambio del escenario político catalán se pudo comprobar solo pocos días después de la publicación de la sentencia del Constitucional cuando el 10 de julio de 2010 se celebró en Barcelona una gran manifestación de rechazo a la misma con el lema Som una nació, nosaltres decidim, a la que acudieron todos los partidos catalanes excepto el Partido Popular y Ciutadans, y que derivó en un plebiscito a favor de la independencia. Durante la misma el presidente de la Generalidad de Cataluña, el socialista José Montilla, se vio obligado a abandonar la manifestación entre fuertes medidas de seguridad presionado por grupos independentistas radicales.

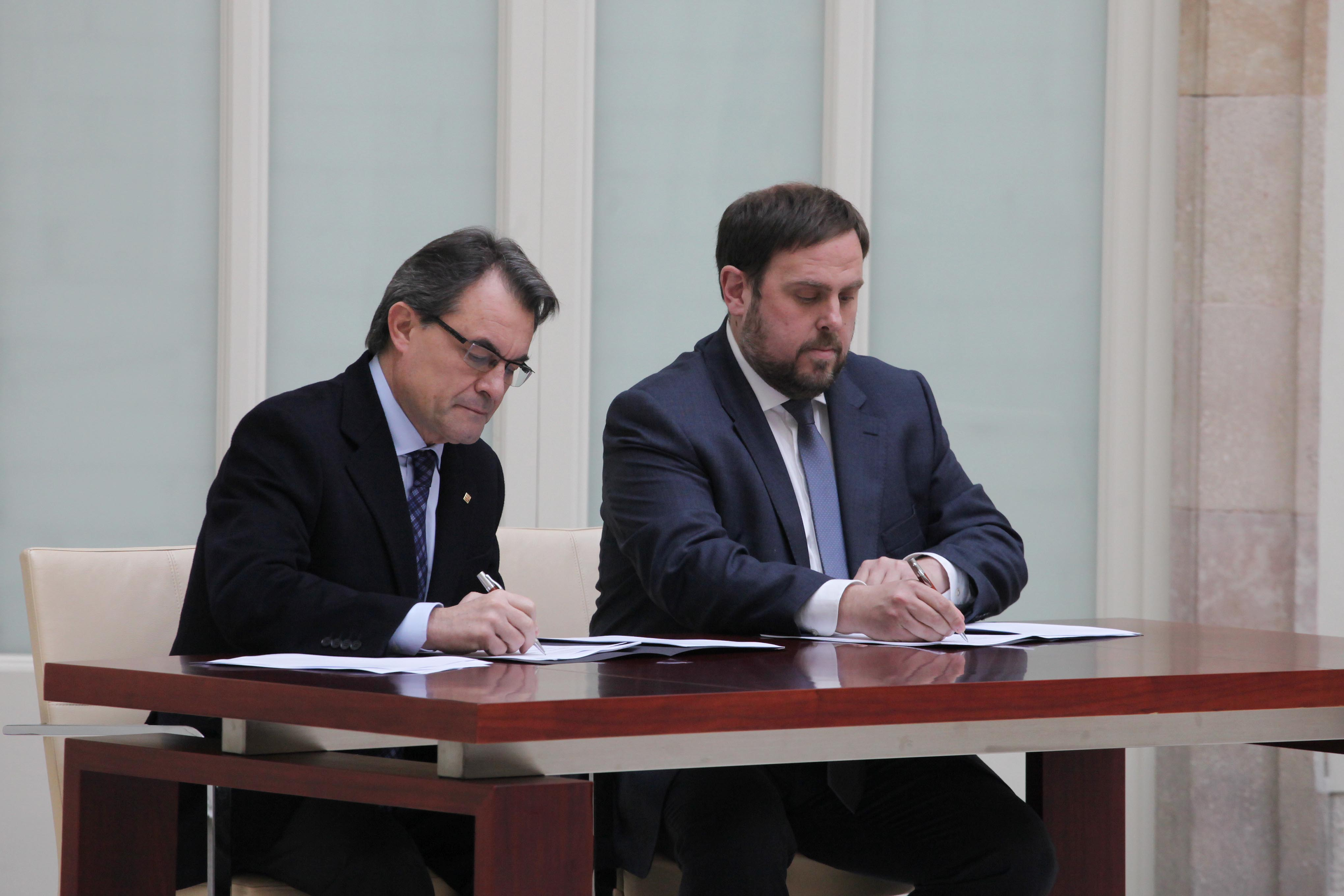
El president Artur Mas y el líder de ERC Oriol Junqueras firman el 19 de diciembre de 2012 un Acord per a la transició nacional (o Pacte per la Llibertat) por el que se comprometen a convocar una consulta para que el «pueblo de Cataluña» pueda decidir si quiere constituirse en un «nuevo Estado en Europa».

Cuatro meses después se celebraron las elecciones al parlamento catalán que ganó CiU, aunque sin alcanzar la mayoría absoluta, y su líder Artur Mas fue investido como nuevo presidente de la Generalidad de Cataluña tras ganar la segunda votación del Parlamento por mayoría simple. En su programa CiU no contemplaba la independencia sino el «derecho a decidir», tal como lo dejó claro el propio Artur Mas en su discurso de toma de posesión, el 27 de diciembre de 2010:

No me siento por lo tanto lo que podríamos llamar un resistente, tampoco me siento un liberador. Me siento un constructor de Cataluña, de mi país, un constructor de la nación catalana.

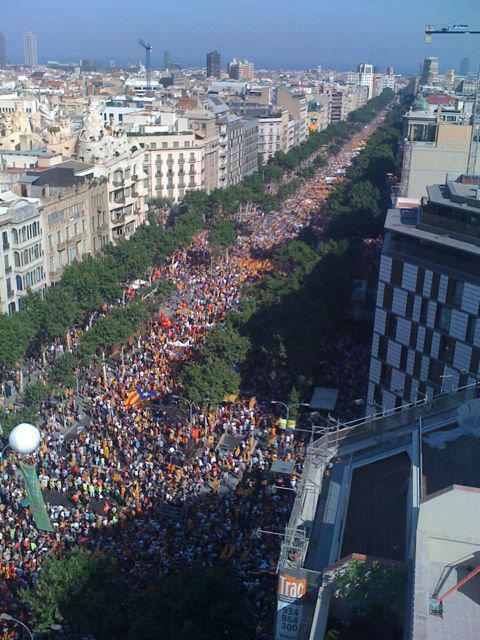
Vista aérea de la manifestación "Catalunya, nou estat d'Europa", del 11 de septiembre de 2012

Los grandes derrotados en las elecciones fueron los integrantes del tripartito (el PSC perdió 9 escaños y ERC e ICV 10 cada uno) y tanto el PSC como ERC experimentaron sendas crisis internas que se saldaron con la elección de nuevos líderes, el federalista Pere Navarro en el primero y el independentista Oriol Junqueras, en el segundo, quien inició el acercamiento a CiU para lograr una mayoría «soberanista». La gran sorpresa de las elecciones fue la irrupción de Solidaritat Catalana per la Independència, encabezada por el expresidente del F. C. Barcelona, Joan Laporta, que consiguió cuatro escaños. Por su parte el PP obtuvo cuatro diputados más y Ciutadans mantuvo los 3 que tenía. El objetivo principal del nuevo gobierno de Artur Mas fue el denominado pacto fiscal para equiparar la financiación de Cataluña a la del País Vasco y Navarra con su régimen de concierto, pero tanto el gobierno socialista de José Luis Rodríguez Zapatero, primero, como el popular de Mariano Rajoy, formado tras lograr la mayoría absoluta en las elecciones generales de noviembre de 2011, lo rechazaron.
El auge del independentismo catalán se pudo comprobar en la gran manifestación convocada en Barcelona el 11 de septiembre de 2012, Día de Cataluña, con el lema Catalunya, nou estat d'Europa y organizada por la autodenominada Asamblea Nacional Catalana. Dos semanas después el Parlamento de Cataluña aprobaba una resolución en la que instaba al gobierno catalán la celebración de una «consulta» en la que «el pueblo de Cataluña pueda determinar libre y democráticamente su futuro colectivo». A continuación el presidente de la Generalidad de Cataluña Artur Mas adelantó las elecciones al Parlamento de Cataluña previstas para 2014 y éstas se celebraron el 25 de noviembre. Aunque CiU sufrió un descalabro —perdió 12 escaños—, tanto Esquerra Republicana (ERC) como Iniciativa per Cataluña-Verds (ICV) aumentaron su representación parlamentaria —ERC consiguió 11 diputados más e ICV 3 más—, y además la CUP entró en el Parlamento con tres diputados, por lo que se configuró una mayoría «soberanista» —«sin respuestas a la crisis [económica] y obturadas las tradicionales propuestas de encaje de Cataluña en España, la solución soberanista ganaba adeptos o, cuando menos, presencia pública», afirman Jaume Claret y Manuel Santirso—. Por su parte el PSC continuó con su caída libre —en las elecciones municipales de 2011 había perdido la alcaldía y la Diputación de Barcelona— y obtuvo 8 escaños menos, mientras Ciutadans triplicaba su representación pasando de tres a nueve diputados y el PP sumaba uno. Con estos resultados se confirmó la «implosión del sistema de partidos» iniciada en 2006.

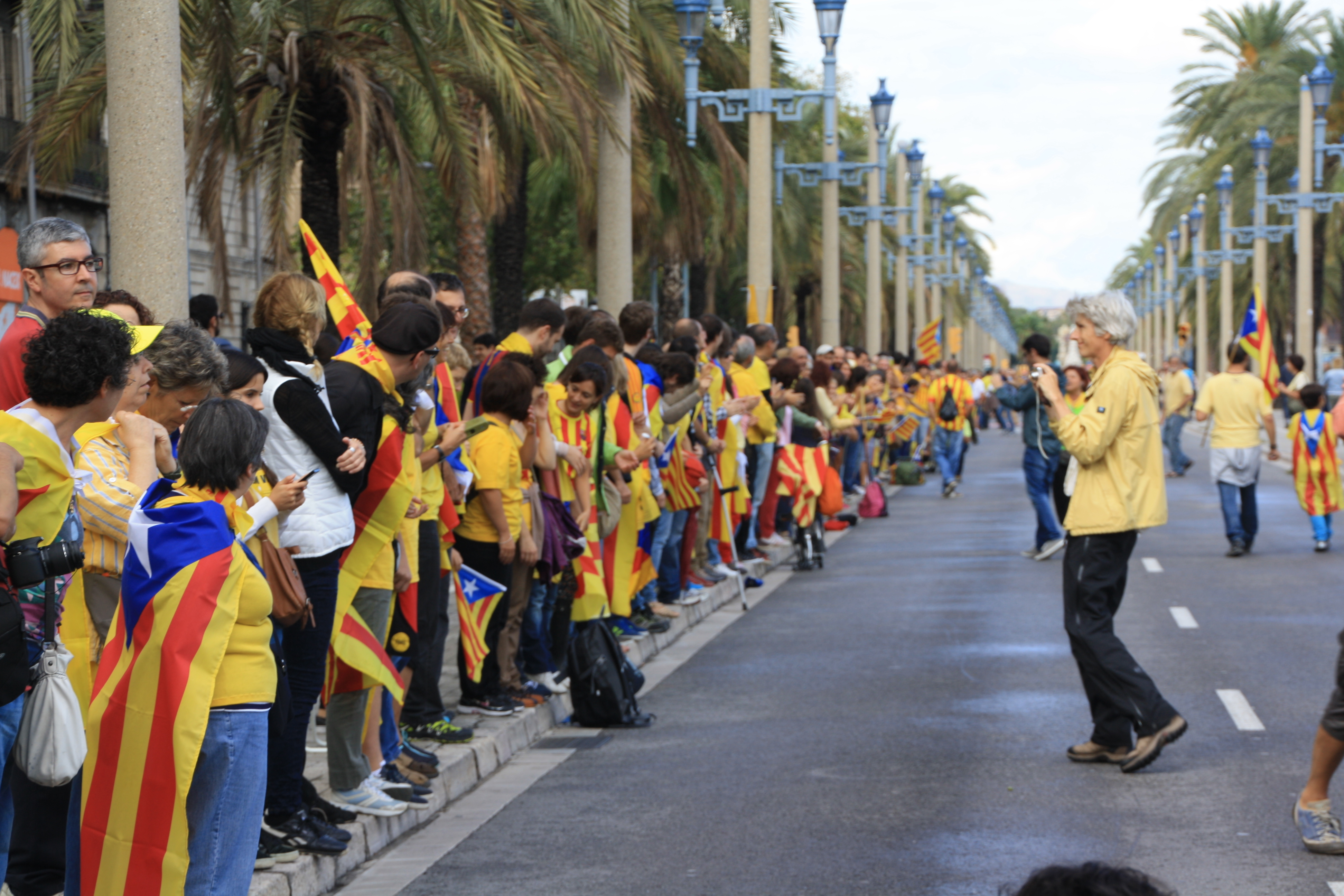
Manifestación independentista del 11 de septiembre de 2013 denominada Vía Catalana hacia la Independencia porque consistió en una cadena humana ininterrumpida desde la frontera francesa, al norte, hasta el límite de Cataluña con la Comunidad Valenciana, al sur. En la fotografía un tramo de la cadena en Barcelona.

El 23 de enero de 2013 el Parlamento de Cataluña aprobó la «Declaración de Soberanía y del derecho a decidir del Pueblo de Cataluña» cuyo artículo primero —que declaraba al «pueblo de Cataluña» «sujeto político y jurídico soberano»— anuló el Tribunal Constitucional en marzo del año siguiente. El 11 de septiembre de 2013 una gran cadena humana unió de norte a sur el territorio de Cataluña en la que se llamó la «Vía Catalana hacia la Independencia» y tres meses después, el 12 de diciembre, los partidos defensores de la «consulta» (CiU, ERC, ICV y CUP) acordaron la pregunta («¿Quiere que Cataluña sea un Estado?» y «En caso afirmativo, ¿quiere que este Estado sea independiente?») y la fecha de la misma, fijada para el 9 de noviembre de 2014.
En enero de 2014 el parlamento de Cataluña aprobó una moción por la que se solicitaba al Congreso de los Diputados la cesión de la competencia para la celebración del referéndum, pero el 8 de abril la petición fue rechazada por el pleno por una abrumadora mayoría. La respuesta del parlamento de Cataluña fue elaborar su propia ley de consultas, para amparar legalmente la convocatoria prevista. Precisamente el apoyo a la «consulta» fue el lema fundamental de la gran manifestación del 11 de septiembre de 2014 consistente en formar una enorme “V” en dos de las principales avenidas de Barcelona.
El 25 de julio de 2014, el que fut president durante 23 años, Jordi Pujol, reconoció en un comunicado enviado a varios medios haber ocultado a la Hacienda Pública durante 34 años «un dinero ubicado en el extranjero», según sus afirmaciones procedente de su padre Florenci Pujol. En ese comunicado Pujol lamentaba no haber encontrado nunca el «momento adecuado» para la regularización de esas cantidades y pedía perdón a la opinión pública. Según varios medios, se trataría de en torno a cuatro millones de euros, ubicados en Andorra, que se habrían beneficiado de la amnistía fiscal (o regularización extraordinaria) promovida por el Gobierno de España en 2012. La confesión de Jordi Pujol generó gran controversia política.

## Reinado de Felipe VI (2014- )

### El «proceso participativo» del9-Ny la convocatoria de elecciones «plebiscitarias» para septiembre de 2015

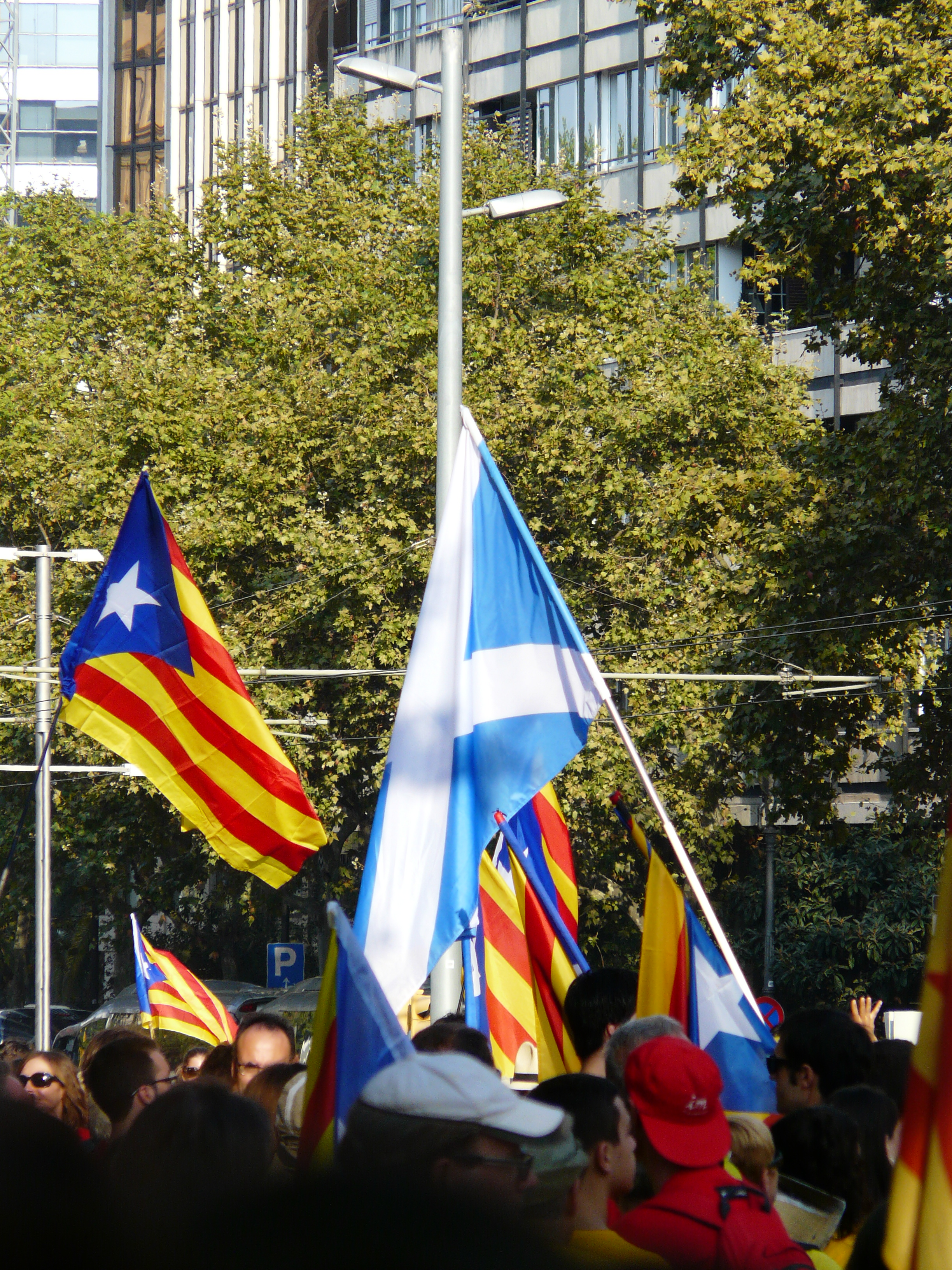
Banderas independentistas catalanas junto con una bandera escocesa durante la manifestación de la V catalana del 11 de septiembre de 2014.

El 19 de septiembre de 2014, al día siguiente de la celebración del Referéndum para la independencia de Escocia de 2014 que levantó una enorme expectación en Cataluña, el Parlamento de Cataluña aprobaba la Ley de consultas de Cataluña. Entró en vigor el 27 de septiembre al ser publicada en el Diario Oficial de la Generalidad de Cataluña y ese mismo día el presidente de la Generalidad de Cataluña, Artur Mas, firmó el decreto de convocatoria de la Consulta sobre el futuro político de Cataluña 2014, pero el gobierno de Mariano Rajoy reaccionó inmediatamente y presentó un recurso ante el Tribunal Constitucional que lo admitió a trámite por lo que el 29 de septiembre quedaron suspendidos cautelarmente la Ley y el decreto.
El 13 de octubre, el president Mas reconocía que no podría celebrarse la consulta del 9-N por falta de garantías legales, pero al día siguiente anunciaba que el 9-N se celebraría un proceso de participación ciudadana amparándose en la parte de la Ley de consultas de Cataluña que no había sido suspendida por el Tribunal Constitucional. Finalmente el 9 de noviembre se celebró el proceso participativo sobre el futuro político de Cataluña de 2014 gracias a la colaboración de más de 40.000 voluntarios y sin que se produjeran incidentes. La participación se situó en torno al 41% del censo ―votaron 2.344.828 personas― y ganó el Sí-Sí ―es decir, la opción favorable a la independencia― con 1.897.274 votos, lo que supuso el 80% de los sufragios.
El 25 de noviembre de 2014, cuatro días después de que la fiscalía hubiera presentado una querella contra él por la celebración del proceso participativo, Mas presentó su plan para conseguir la independencia de Cataluña en 18 meses, y el 14 de enero anunció en una rueda de prensa el adelanto de las elecciones autonómicas para el día 27 de septiembre de 2015 y que éstas tendrían un carácter plebiscitario sobre la independencia de Cataluña.
A pesar de que el 25 de febrero el Tribunal Constitucional confirmó por unanimidad la inconstitucionalidad de la consulta del 9-N, un mes después Convergència Democràtica de Catalunya y Esquerra Republicana de Catalunya, y la Asamblea Nacional Catalana, Òmnium Cultural y la Associació de Municipis per la Independència, pactaban la hoja de ruta unitaria del proceso soberanista catalán en la que se incluía una declaración unilateral de independencia en el plazo de 18 meses, si los partidos soberanistas ganaban las elecciones «plebiscitarias» previstas para el 27 de septiembre —«Los programas de las candidaturas soberanistas deben dejar claro, como punto primero y destacado, que votarlas supone un pronunciamiento favorable a la independencia de Cataluña», afirmaban—. Al día siguiente el presidente Mariano Rajoy les advirtió que «ningún Gobierno de España va a autorizar la ruptura de la soberanía nacional».

### De las elecciones «plebiscitarias» de 2015 a la Declaración Unilateral de Independencia del 27 de octubre de 2017

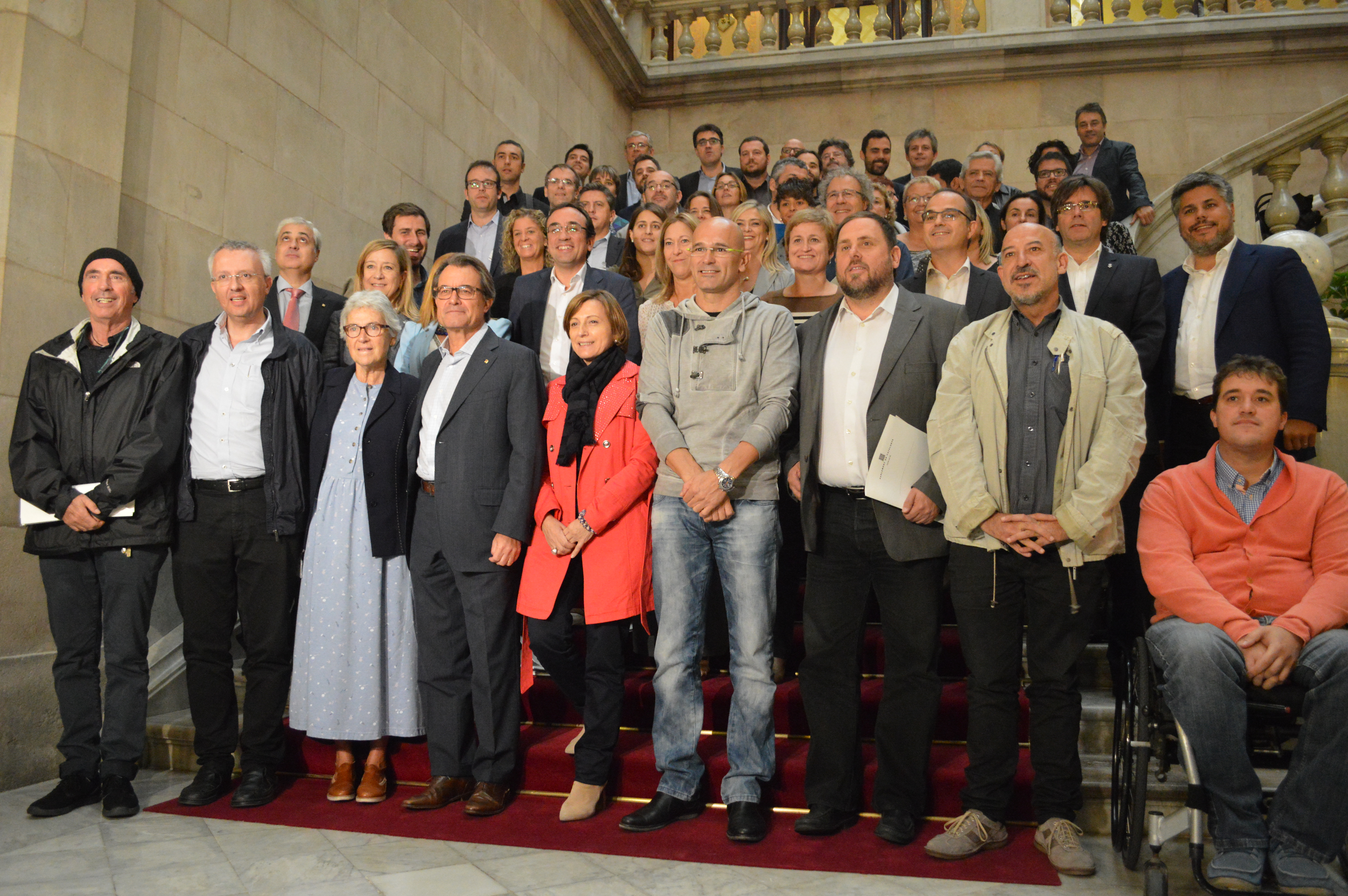
Grupo parlamentario de Junts pel Sí. En primera fila y en el centro Muriel Casals, Artur Mas, Carme Forcadell, Raül Romeva (cabeza de lista por Barcelona), Oriol Junqueras y Germà Bel (cabeza de lista por Tarragona). En el extremo izquierdo Lluís Llach (cabeza de lista por Gerona).

En las elecciones «plebiscitarias» del 27 de septiembre de 2015 la fuerza política más votada fue Junts pel Sí ―una lista unitaria independentista integrada por Convergencia Democrática de Cataluña, Esquerra Republicana de Catalunya y por destacados miembros de las entidades soberanistas, como Carme Forcadell, presidenta de la Asamblea Nacional Catalana, o Muriel Casals, presidenta de Òmnium Cultural―. Consiguió el 39,59% de los votos y 62 escaños que sumados a la otra fuerza independentista, la CUP con el 8,21% de los votos y 10 diputados, suponían la mayoría absoluta en el Parlamento, aunque entre las dos candidaturas no alcanzaron el 50% de los sufragios ―consiguieron el 47,8%―.
El 9 de noviembre, justo el día en que se iba iniciar el debate de investidura de Artur Mas para la presidencia de la Generalidad, el Parlamento de Cataluña aprobó con los votos de los 72 diputados independentistas una resolución en la que se proclamaba el inicio del proceso de independencia de Cataluña ―el «proceso de desconexión democrática» con España, que duraría 18 meses―. Los grupos independentistas consideraban legitimada la resolución porque, según ellos, habían ganado el «plebiscito» de las elecciones del 27 de septiembre al haber obtenido «una amplia mayoría en votos y en escaños». En la resolución se instaba al nuevo gobierno de la Generalidad a desobedecer a las instituciones españolas, empezando por el «deslegitimado» Tribunal Constitucional, y a que solo cumpliera las leyes aprobadas por el Parlamento de Cataluña. El gobierno de Mariano Rajoy interpuso inmediatamente un recurso ante el Tribunal Constitucional y este lo admitió a trámite el día 11 con lo que la resolución quedó suspendida, advirtiendo además el tribunal de las graves responsabilidades en la que se podrían incurrir, incluidas las penales, si su decisión no era cumplida.

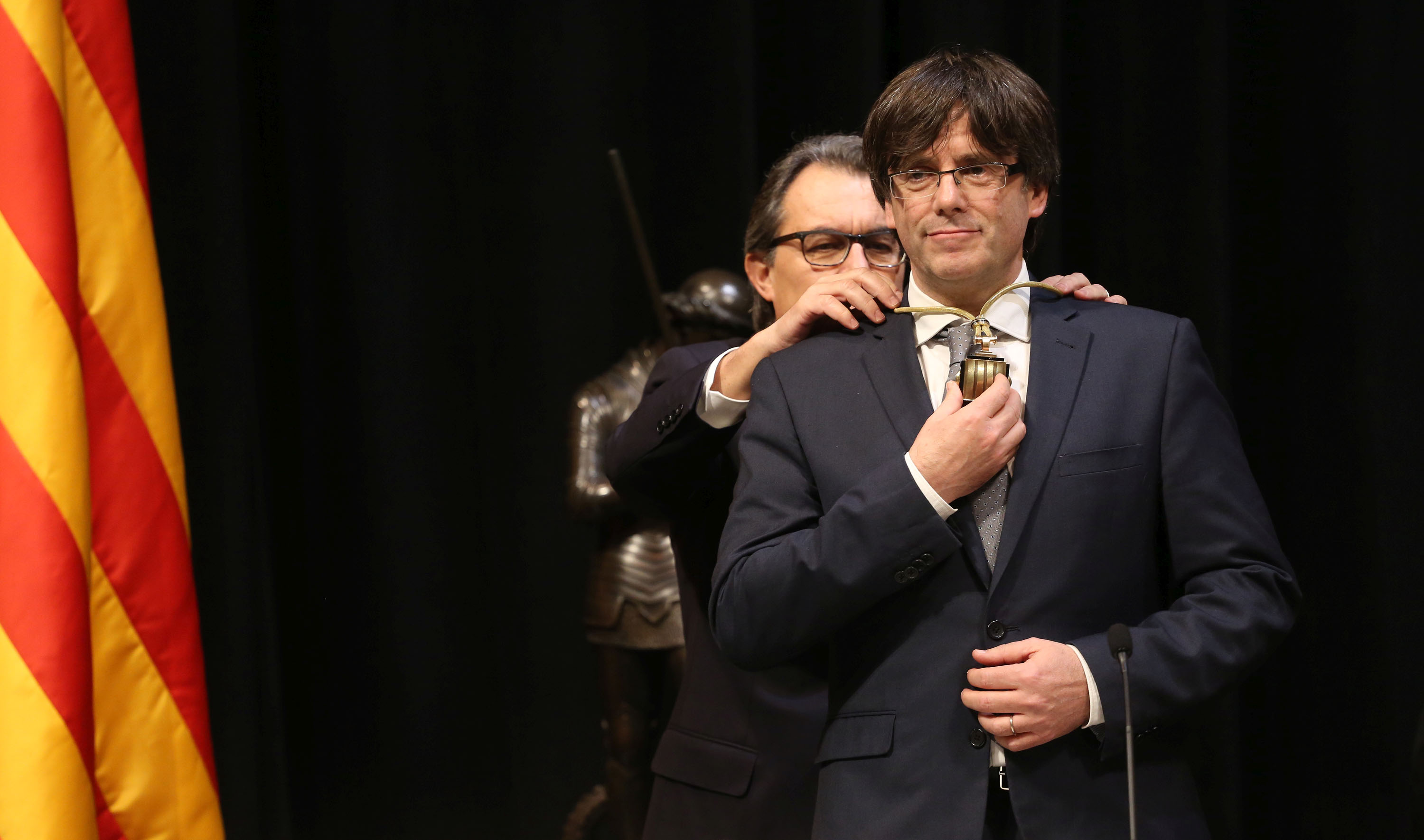
Artur Mas coloca la medalla de Presidente de la Generalidad a su sucesor en el cargo Carles Puigdemont, el 12 de enero de 2016.

En cuanto a la investidura de Artur Mas, esta resultó fallida porque la CUP no la apoyó aunque abrió la puerta al acuerdo si Junts pel Sí presentaba otro candidato. El problema era que Junts pel Sí solo contaba con 62 diputados por lo que los votos de al menos seis de los diez diputados de la CUP eran necesarios para conseguir la mayoría absoluta en una primera votación o de dos para conseguir la mayoría simple en una segunda, pero en las dos ocasiones los diputados de la CUP votaron en contra. Así, cuando a principios de enero de 2016 estaba a punto de cumplirse el plazo de dos meses para que se tuvieran que convocar nuevas elecciones, Artur Mas renunció a la investidura, proponiendo como su sustituto a Carles Puigdemont, que sí recibió el voto favorable de la CUP, por lo que pasó a ser el nuevo presidente de la Generalidad. En su discurso de investidura, que terminó con un ''Visca Catalunya Lliure'' (‘Viva Cataluña Libre’), Puigdemont reiteró el compromiso de conseguir la independencia de Cataluña en 18 meses, para lo que se aprobarían las llamadas "estructuras de Estado" ―como una Hacienda propia, una seguridad social catalana y un banco central de Cataluña― y se definió a sí mismo como el «presidente de la postautonomía y de la preindependencia». Sin embargo, meses después Puigdemont cambió el plan previsto y propuso la celebración de un referéndum de autodeterminación en el que el «pueblo catalán» decidiera si quería convertirse en un Estado independiente en forma de República. La fecha fijada para su celebración fue el 1 de octubre de 2017.

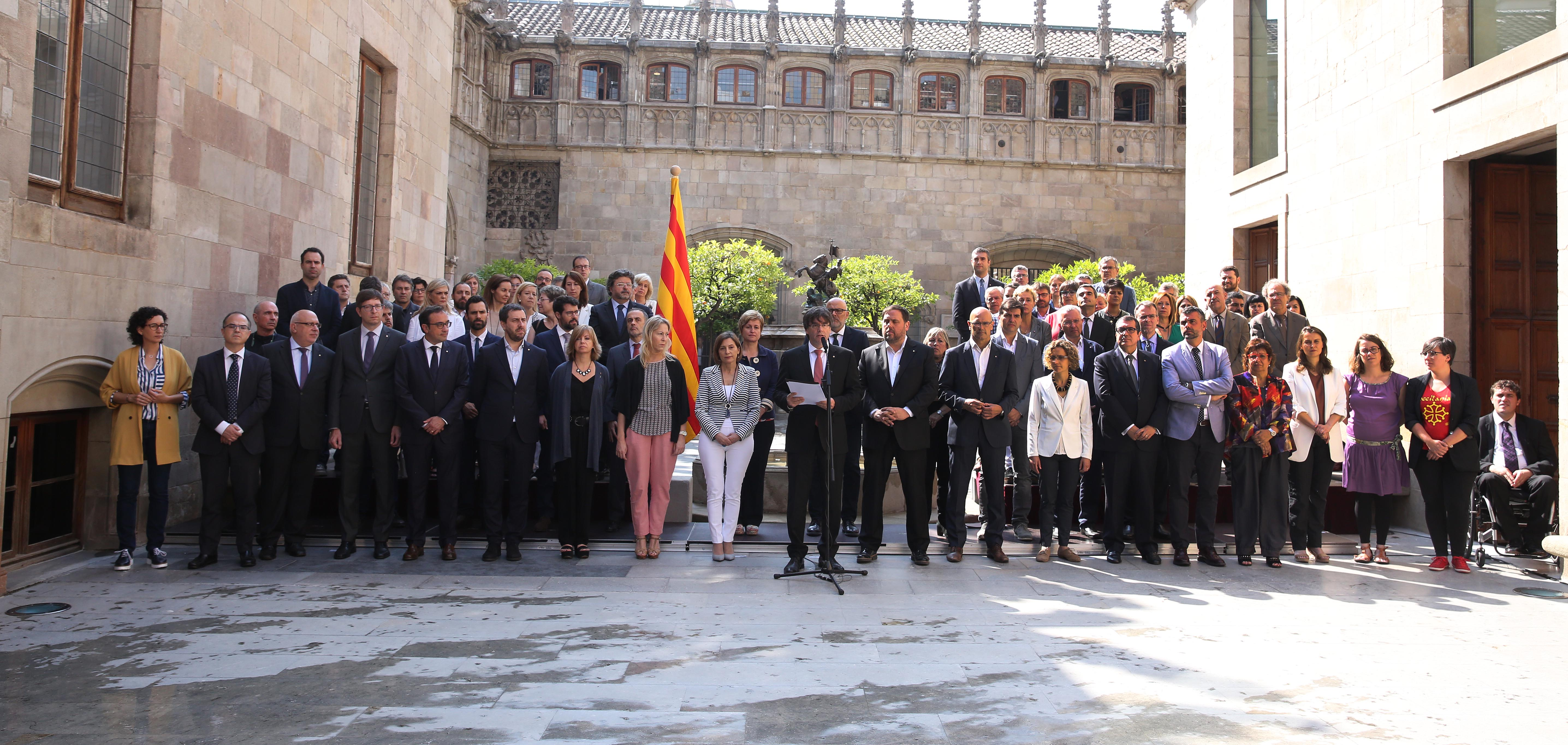
Carles Puigdemont anuncia el 9 de junio de 2017 la fecha y pregunta del Referéndum de independencia de Cataluña.

El 6 de septiembre de 2017 el Parlamento de Cataluña aprobó la Ley del Referéndum a pesar de no haberse solicitado el informe del Consell de Garanties Estatutàries y de la advertencia de los letrados del Parlament de que el proyecto de ley era contrario al Estatuto de Autonomía y a la Constitución. Se aprobó en votación única, sin que la oposición tuviera tiempo material para analizar el texto ni pudiera presentar enmiendas a la totalidad. Para no dar cobertura a lo que consideraban una «ilegalidad» los diputados de Ciudadanos, Partit dels Socialistes de Catalunya y Partido Popular abandonaron el pleno en el momento de la votación, mientras que los de Catalunya Sí que es Pot permanecieron en el hemiciclo para abstenerse. Lo mismo sucedió dos días después cuando se aprobó la Ley de Transitoriedad que entraría en vigor si en el referéndum ganaba el 'SÍ'.
El gobierno de Mariano Rajoy presentó un recurso ante el Tribunal Constitucional que al ser admitido a trámite supuso la suspensión de las dos leyes, pero a pesar de todo el "govern" de Puigdemont mantuvo la convocatoria del referéndum. Entonces el presidente Rajoy aseguró que el referéndum no se celebraría y que utilizaría todos los instrumentos de los que disponía el Estado para impedirlo. Así la Fiscalía General del Estado interpuso sendas querellas contra el "govern" y contra la presidenta del "Parlament" Carme Forcadell.
En las actuaciones policiales para impedir la celebración del referéndum, los incidentes más graves se produjeron el 20 de septiembre en el marco de la llamada Operación Anubis cuando la Guardia Civil entró en la Conselleria de Hacienda para proceder a un registro por orden judicial y una multitud se congregó alrededor del edificio dañando gravemente los coches patrulla aparcados en la puerta e impidiendo durante horas que los agentes y la secretaria judicial pudieran abandonarlo. Participaron en la concentración Jordi Sànchez y Jordi Cuixart, presidentes de las entidades soberanistas Asamblea Nacional Catalana y Òmnium Cultural, respectivamente, que serían más tarde acusados de haber cometido un delito de sedición como presuntos responsables de esos hechos y encarcelados. También sería procesado el mayor de los Mozos de Escuadra Josep Lluís Trapero.

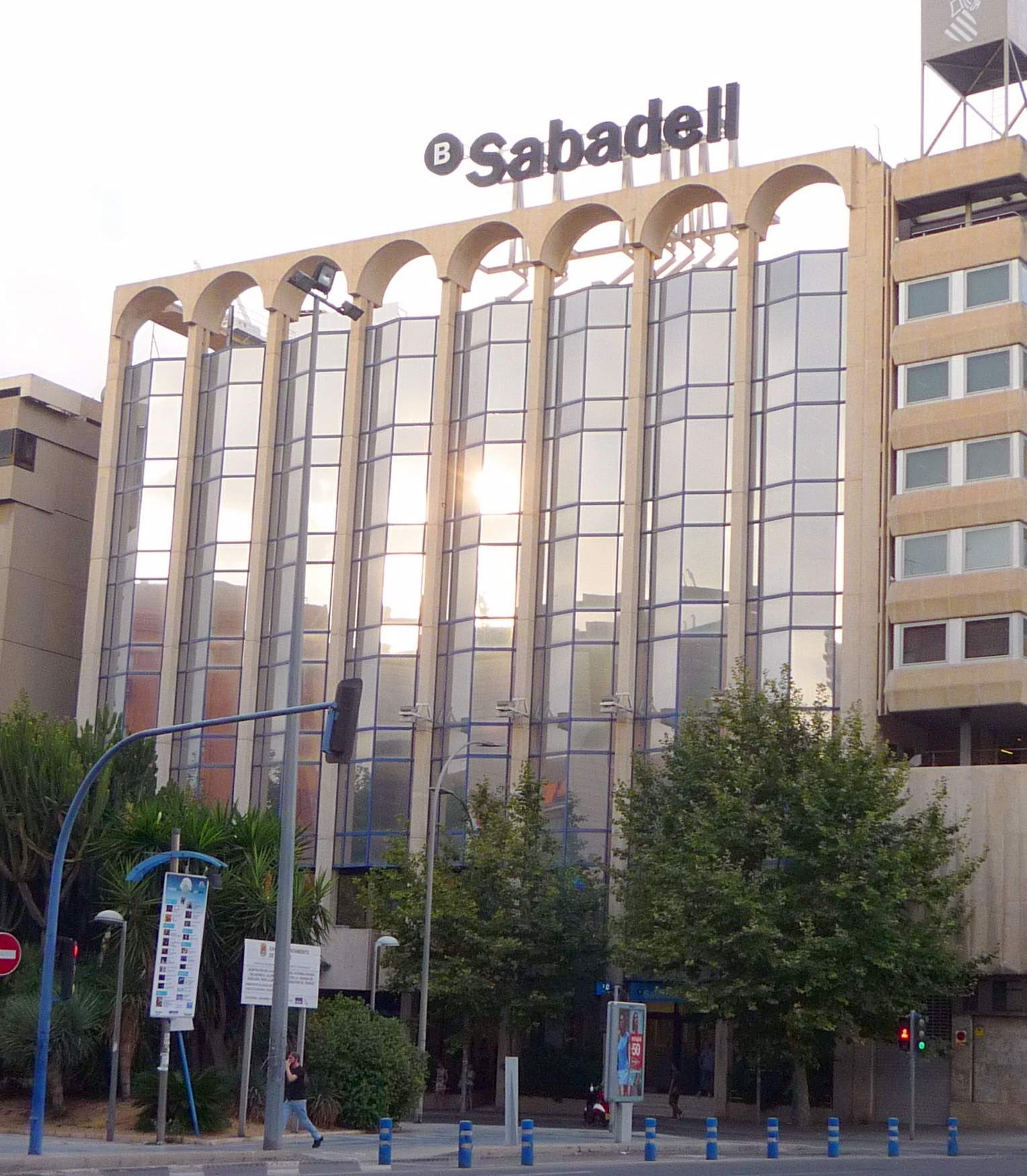
La nueva sede social del Banco Sabadell en Alicante desde octubre de 2017. Debido al clima provocado por el "procés" se produjo la llamada "fuga de empresas" por la cual más de 3.000 empresas trasladaron su sede social de Cataluña a otros lugares de España.

A pesar de todas las medidas tomadas por el gobierno para impedirlo, el referéndum se acabó celebrando el domingo 1 de octubre, aunque sin ningún tipo de garantías. En las primeras horas se produjo la intervención de guardias civiles y de policías nacionales en varios colegios electorales para intentar impedir la votación y las imágenes de las cargas policiales dieron la vuelta al mundo. Cinco días más tarde la Generalidad facilitó los resultados, sin que hubieran sido verificados por ningún órgano independiente: votó el 43% del censo, es decir, 2.286.217 personas, de las que 2.044.038 votaron ‘SÍ’, lo que suponía el 90% de los sufragios.
Dos días después de la celebración del referéndum el rey Felipe VI se dirigió por televisión a toda España para advertir de la gravedad de la situación en Cataluña al haberse violado la Constitución con la celebración del referéndum de independencia. Calificó la actuación de la Generalidad como de «deslealtad inadmisible a los poderes del Estado». Los grupos independentistas le reprocharon al rey que no se hubiera ofrecido para mediar en el conflicto que enfrentaba a las instituciones catalanas con el Estado. Carles Puigdemont comentó: «Así no». Y la alcaldesa de Barcelona Ada Colau le recriminó que no hubiera mencionado en su discurso a los heridos por las cargas policiales. Ese mismo día de la intervención del rey por televisión se había celebrado en Cataluña un «Paro de País» como protesta por la actuación policial durante la jornada del referéndum. A causa de la inseguridad jurídica que abría la posible declaración de independencia muchas empresas catalanas comenzaron a trasladar su sede social fuera de Cataluña, comenzando por sus dos grandes bancos.

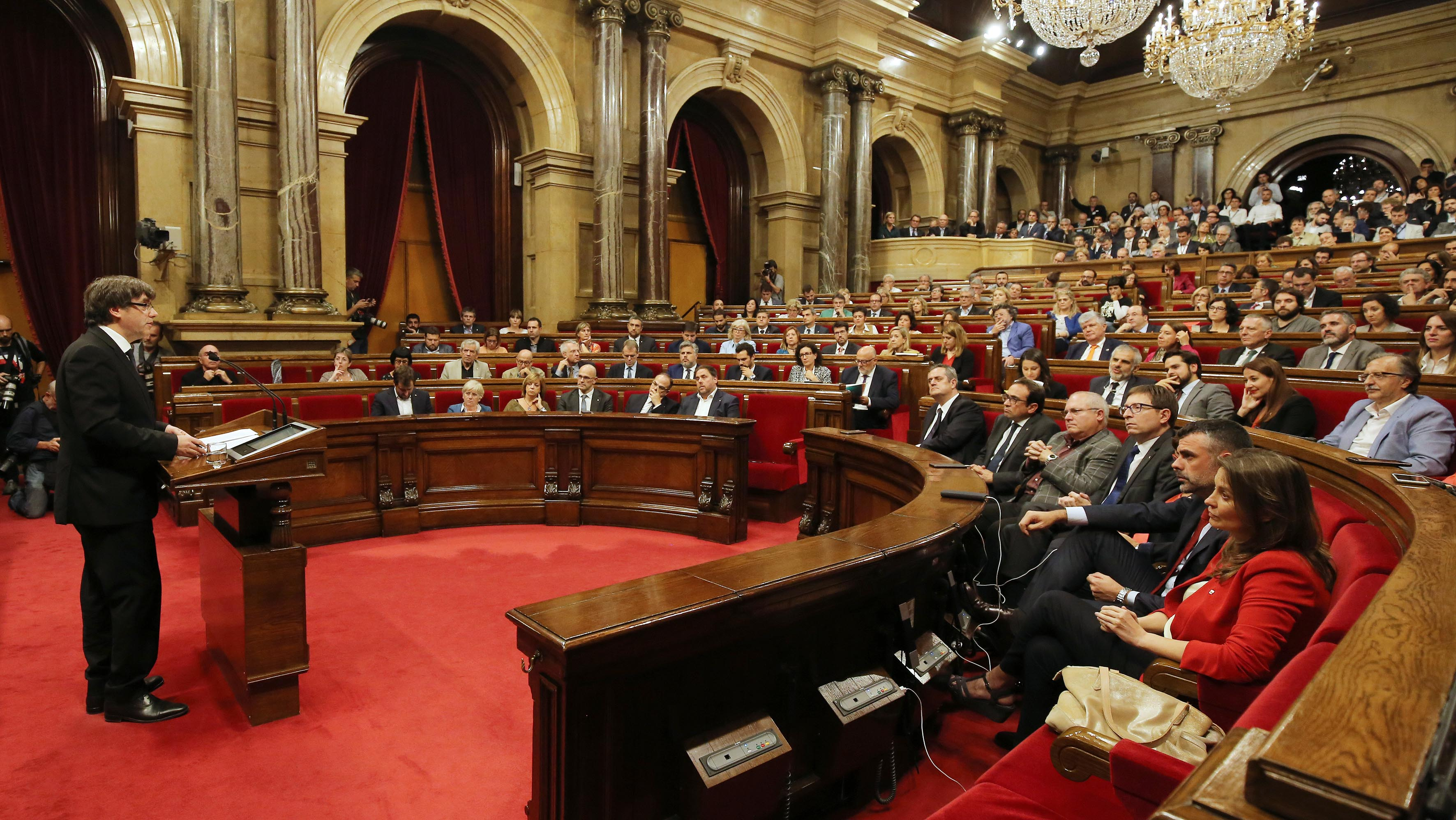
Discurso de Carles Puigdemont el 10 de octubre de 2017 en el Parlamento de Cataluña en el que "suspendió los efectos de la declaración de independencia"

En cumplimiento de la Ley de Referéndum, aunque con algunos días de retraso, Carles Puigdemont comunicó el 10 de octubre al pleno del Parlamento de Cataluña que asumía «el mandato del pueblo de que Cataluña se convierta en un Estado independiente en forma de república» para añadir a continuación que proponía suspender «los efectos de la declaración de independencia para que en las próximas semanas emprendamos el diálogo». El gobierno de Rajoy anunció entonces que ponía en marcha los mecanismos previstos para aplicar en Cataluña el artículo 155 de la Constitución, lo que supondría la suspensión de la autonomía. Para ello remitió a Puigdemont un requerimiento por escrito en el que le pedía que aclarara si había proclamado o no la independencia de Cataluña, a lo que el ‘president’ contestó de forma poco clara por dos veces, por lo que el gobierno pidió al presidente del Senado ―la cámara competente según la Constitución para votar la aplicación del artículo 155― que convocara un pleno para su aprobación. La fecha fijada fue el 27 de octubre. Paralelamente la presidenta del Parlamento de Cataluña Carme Forcadell convocó un pleno para los días 26 y 27 en el que se preveía que se podría aprobar la declaración de la independencia de Cataluña.

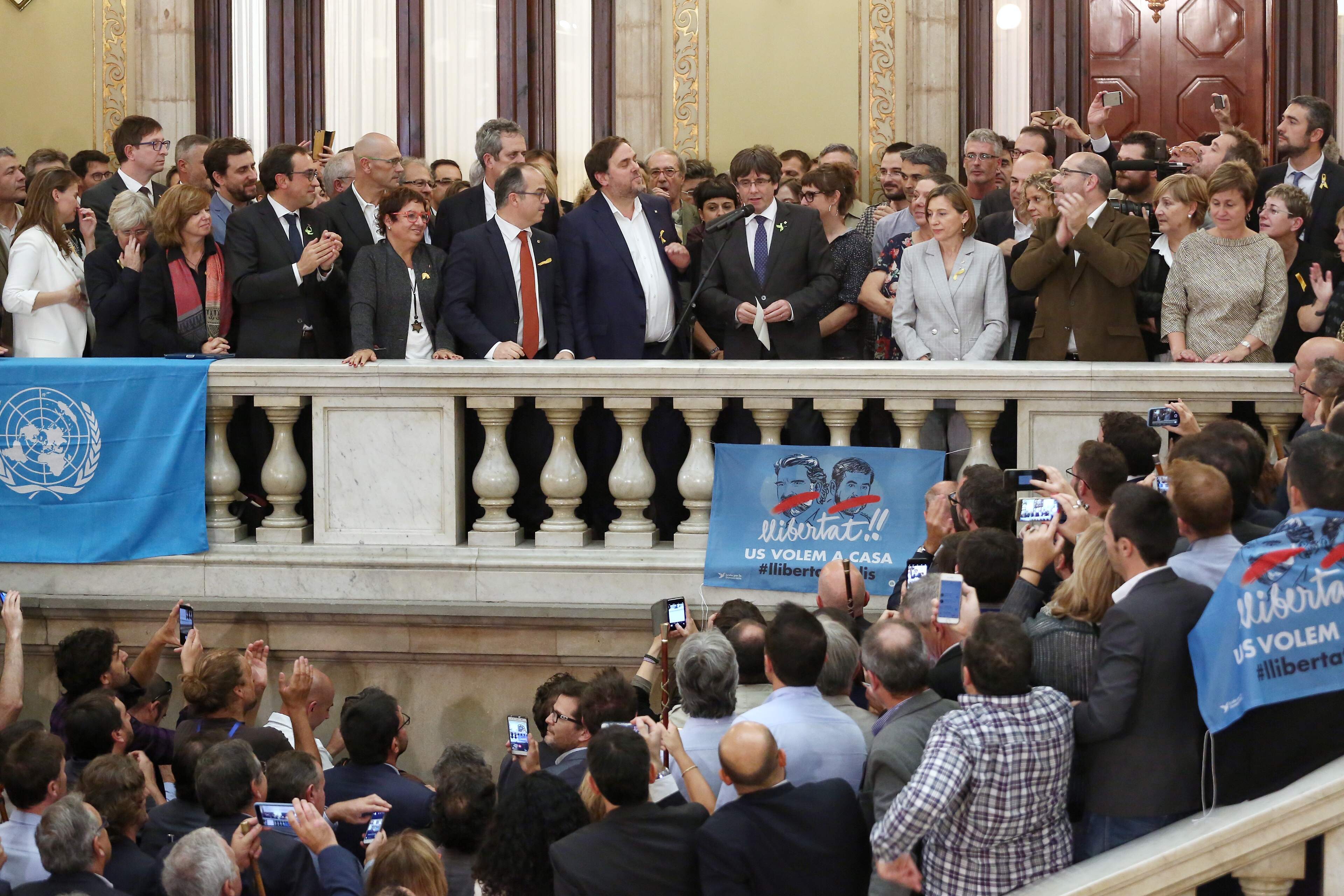
El president Puigdemont, rodeado por los miembros del gobierno autonómico se dirige a los alcaldes catalanes reunidos en el interior del edificio del Parlamento inmediatamente después de que el pleno aprobara la declaración de independencia de Cataluña. Viernes, 27 de octubre de 2017.

Ante el riesgo de que la autonomía de Cataluña fuera intervenida por el gobierno central en aplicación del artículo 155 de la Constitución, Carles Puigdemont sopesó el jueves 26 de octubre la posibilidad de convocar elecciones al Parlamento de Cataluña y suspender así la posible proclamación de la independencia, pero cuando ya parecía convencido de que esa era la mejor opción ―llegó a convocar a los medios para comunicarles la noticia― se echó para atrás, según dijo, por la «falta de garantías» por parte del Estado de que no aplicaría el 155 si convocaba elecciones.
Así que al día siguiente, viernes 27 de octubre, el Parlamento de Cataluña aprobó en votación secreta una resolución que incluía la declaración de independencia de Cataluña. Los grupos "constitucionalistas" ―Ciudadanos, PSC y PP― se ausentaron de la cámara en señal de protesta mientras que la mayoría de los diputados de Catalunya Sí que es Pot votaron en contra. Casi al mismo tiempo el Senado aprobaba en Madrid la aplicación del artículo 155 en Cataluña, con los votos del PP, que tenía mayoría absoluta en la cámara, del PSOE y de Ciudadanos.

### De la intervención de la autonomía de Cataluña a la ruptura de la unidad del independentismo (2017-2022)

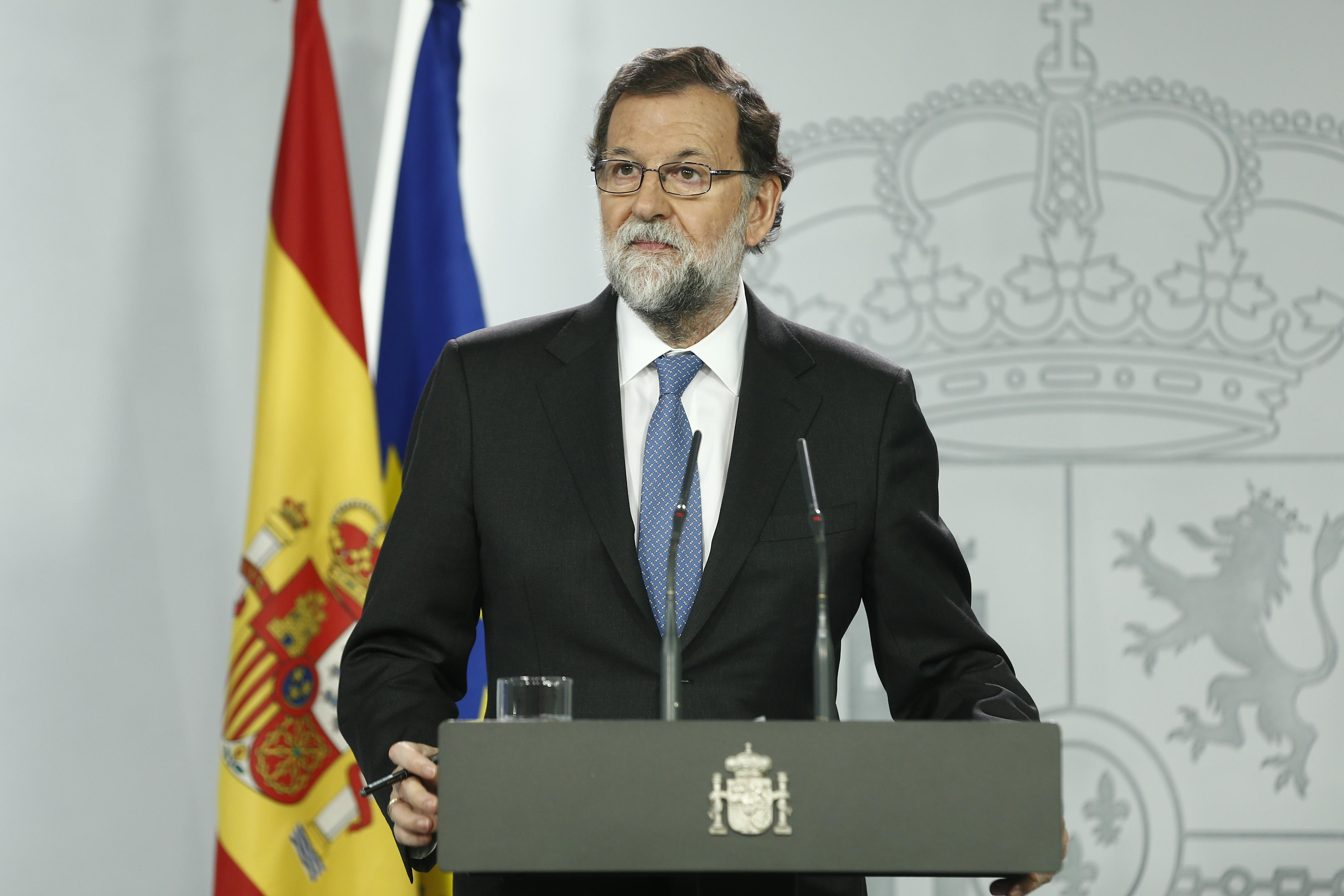
Tras un consejo de ministros extraordinario, el presidente del gobierno español Mariano Rajoy anuncia el 27 de octubre la destitución del gobierno de la Generalidad y la convocatoria de elecciones autonómicas catalanas para el día 21 de diciembre.

El mismo viernes 27 de octubre a última hora de la tarde el gobierno central acordaba la destitución de Puigdemont y de todo el gobierno autonómico y la asunción de sus funciones, y Mariano Rajoy, asumiendo las del presidente de la Generalidad, convocaba elecciones al Parlamento de Cataluña para el 21 de diciembre. Además comunicaba que la intervención de la autonomía catalana terminaría cuando se constituyera el nuevo gobierno autonómico salido de las urnas. Poco después la Fiscalía General del Estado presentaba una querella ante la Audiencia Nacional contra Puigdemont y todo los consellers por los presuntos delitos de rebelión, sedición y malversación, además de los de desobediencia y prevaricación, por la declaración unilateral de independencia, y ante el Tribunal Supremo contra la presidenta del Parlamento Carme Forcadell y los miembros de la mesa por los mismos delitos por haber admitido a trámite la moción en la que se declaraba aquella.

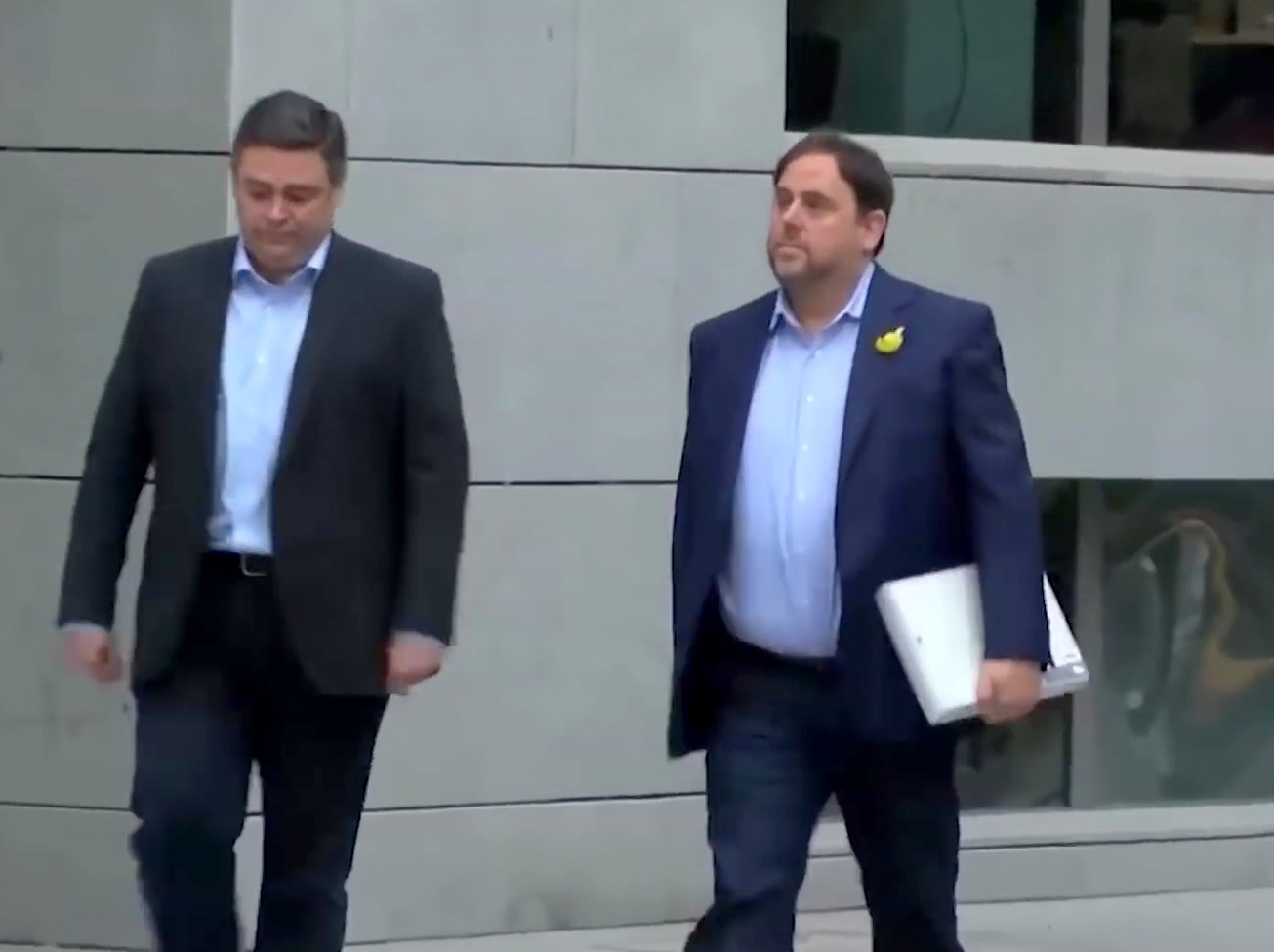
Oriol Junqueras (derecha) acompañado de su abogado se dirige a declarar ante la juez de la Audiencia Nacional Carmen Lamela, quien decretará su prisión incondicional. Madrid, 2 de noviembre de 2017.

El domingo 29 de octubre Carles Puigdemont y cuatro consejeros del gobierno autonómico cesado se marchaban a Bruselas para evitar comparecer ante la Audiencia Nacional. Puigdemont declaró que no volvería a España hasta que tuviera las garantías de que tendría un juicio imparcial. En cambio el exvicepresidente Oriol Junqueras y el resto de consejeros sí se presentaron el jueves 2 de noviembre ante la juez de la Audiencia Nacional Carmen Lamela, quien tras tomarles declaración decidió su ingreso en prisión incondicional, excepto en el caso del exconseller Santi Vila, que había dimitido un día antes de la declaración de independencia, al que impuso una fianza que tras pagarla pudo salir de prisión al día siguiente. En el caso del expresidente y de los consejeros huidos en Bruselas la jueza decretó una euroorden para que las autoridades belgas los detuvieran y los entregaran a la justicia española.
Por su parte el juez del Tribunal Supremo Pablo Llarena, que se ocupaba de la instrucción del caso contra la presidenta del Parlamento y los miembros de la mesa investigados, acordó su puesta en libertad condicional, aunque Carme Forcadell estuvo unas horas en la cárcel hasta que pagó al día siguiente la fianza que le impuso el juez. Cuando más tarde asumió la causa de la Audiencia Nacional contra el gobierno autonómico puso en libertad con fianza a todos los exconsejeros menos al vicepresidente Oriol Junqueras y al exconseller de Interior Joaquim Forn. Asimismo suspendió la euroorden que pesaba contra el expresident Puigdemont y los otros cuatro exconsellers huidos, pero manteniendo la orden de detención española, para que pudieran ser juzgados por los mismos delitos que los encausados en España. El 22 de diciembre, Llarena amplió la acusación a Artur Mas (expresidente de la Generalidad), Marta Rovira (número dos de ERC), Anna Gabriel (exportavoz de la CUP en el Parlament), Marta Pascal (coordinadora general del PDeCAT), Mireia Boya (expresidenta del grupo parlamentario de la CUP) y a Neus Lloveras (presidenta de la Asociación de Municipios por la Independencia) por pertenecer al Comité Estratégico del procés, con una participación destacada en su desarrollo y «aportando el apoyo político».
El 20 de noviembre, Barcelona perdía la posibilidad de acoger la Agencia Europea de Medicamentos, que tenía que buscar nueva sede tras el Brexit. Cayó en la primera ronda de votaciones, cuando era una de las favoritas para albergar este organismo europeo. Pocos días después Puigdemont afirmó a un medio israelí que la UE era un “club de países decadentes, obsolescentes, en el que mandan unos pocos, además muy ligados a intereses económicos cada vez más discutibles” y “donde hay varias varas de medir” e insinuando que los catalanes “deberían decidir si quieren pertenecer a esta Unión Europea” y “en qué condiciones”

Logo de Junts per Catalunya, la candidatura encabezada por Carles Puigdemont.

Como estaba previsto, el 21 de diciembre de 2017 se celebraron las elecciones convocadas por el presidente Rajoy en virtud de la aplicación del artículo 155, que las fuerzas políticas independentistas calificaron de «ilegales e ilegítimas», pero a las que acabaron presentándose. La participación fue la más alta de las registradas hasta entonces ―rondó el 80%― y, aunque la fuerza política más votada fue Ciudadanos, que consiguió más de un millón de votos y 36 escaños ―era la primera vez que un partido no nacionalista catalán ganaba unas elecciones al Parlamento de Cataluña―, los tres partidos independentistas consiguieron la mayoría absoluta al sumar 70 diputados en total: Junts per Catalunya, la formación encabezada por el expresident Carles Puigdemont con el respaldo legal del PDeCAT, obtuvo 34 diputados; Esquerra Republicana de Catalunya, 32 diputados; y la CUP, 4 diputados. Entre los tres consiguieron el 47,49% de los votos, mientras que los partidos “constitucionalistas” (Ciudadanos, PSC y PP) consiguieron el 43,49% y sumaron 57 escaños. Catalunya en Comú-Podem, heredera de Catalunya sí que es pot y que rechazaba tanto la aplicación del artículo 155 como la declaración unilateral de independencia, consiguió 8 escaños y el 7,45% de los votos.

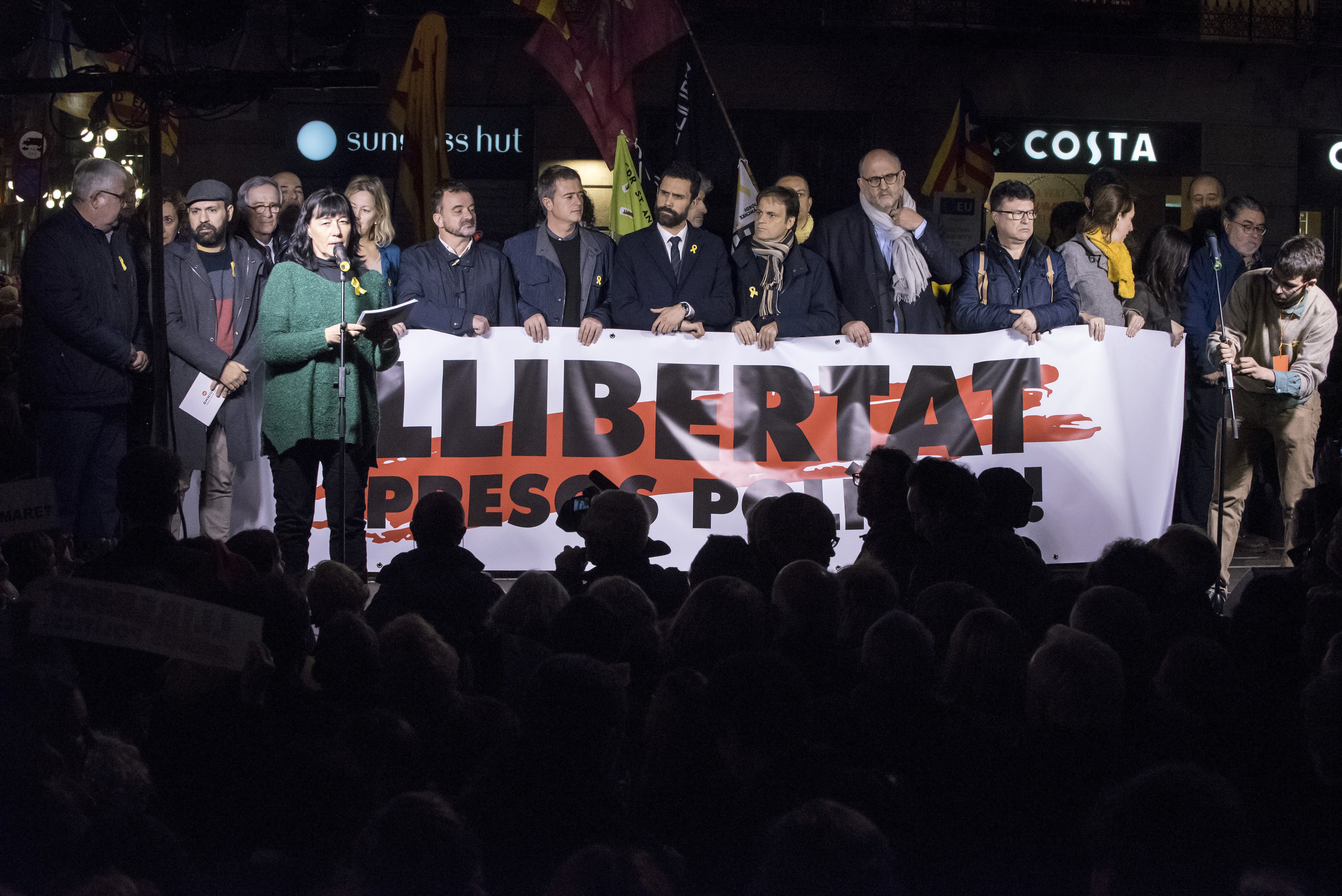
Roger Torrent, presidente del Parlamento de Cataluña, en un acto para pedir la libertad de los "presos políticos" Oriol Junqueras, Joaquim Forn, Jordi Sànchez y Jordi Cuixart. Aparece en el centro sosteniendo la pancarta Presos polítics. Llibertat.

El nuevo Parlamento surgido de las elecciones del 21-D se constituyó el 17 de enero de 2018, resultando elegido nuevo presidente de la cámara Roger Torrent, de Esquerra Republicana de Catalunya, quien en su discurso de aceptación del cargo no hizo ninguna mención a la «República Catalana» e hizo un llamamiento para recuperar las instituciones catalanas intervenidas por el gobierno central por la aplicación del artículo 155 de la Constitución ―la mesa del Parlamento que se constituyó en la misma sesión contaba con mayoría independentista―.
Tres días después Torrent propuso como candidato a la presidencia de la Generalidad al expresident Carles Puigdemont, que continuaba en Bruselas y que se consideraba a sí mismo como el presidente «legítimo» de Cataluña. El gobierno de Mariano Rajoy reaccionó inmediatamente y presentó un recurso ante el Tribunal Constitucional para que desestimara la candidatura de Puigdemont. El Constitucional antes de entrar en el fondo del asunto advirtió al presidente y a la mesa del Parlamento catalán que para ser investido el candidato tenía que estar presente en la cámara y haber obtenido el permiso para asistir del juez Pablo Llarena que llevaba su caso en el Tribunal Supremo. Torrent acató la decisión del Tribunal Constitucional y aplazó el pleno de investidura el mismo día 30 de enero en que estaba prevista su celebración hasta que no estuviera asegurado celebrar uno en el que se pudiera elegir al presidente de la Generalidad de forma «efectiva y con garantías». Junts per Catalunya y la CUP criticaron la decisión de Torrent ya que pretendían que se aceptara la «presencia» de Puigdemont en el debate de investidura por vía telemática o por delegación de la lectura de su discurso en algún otro diputado, y a continuación proceder a la votación.

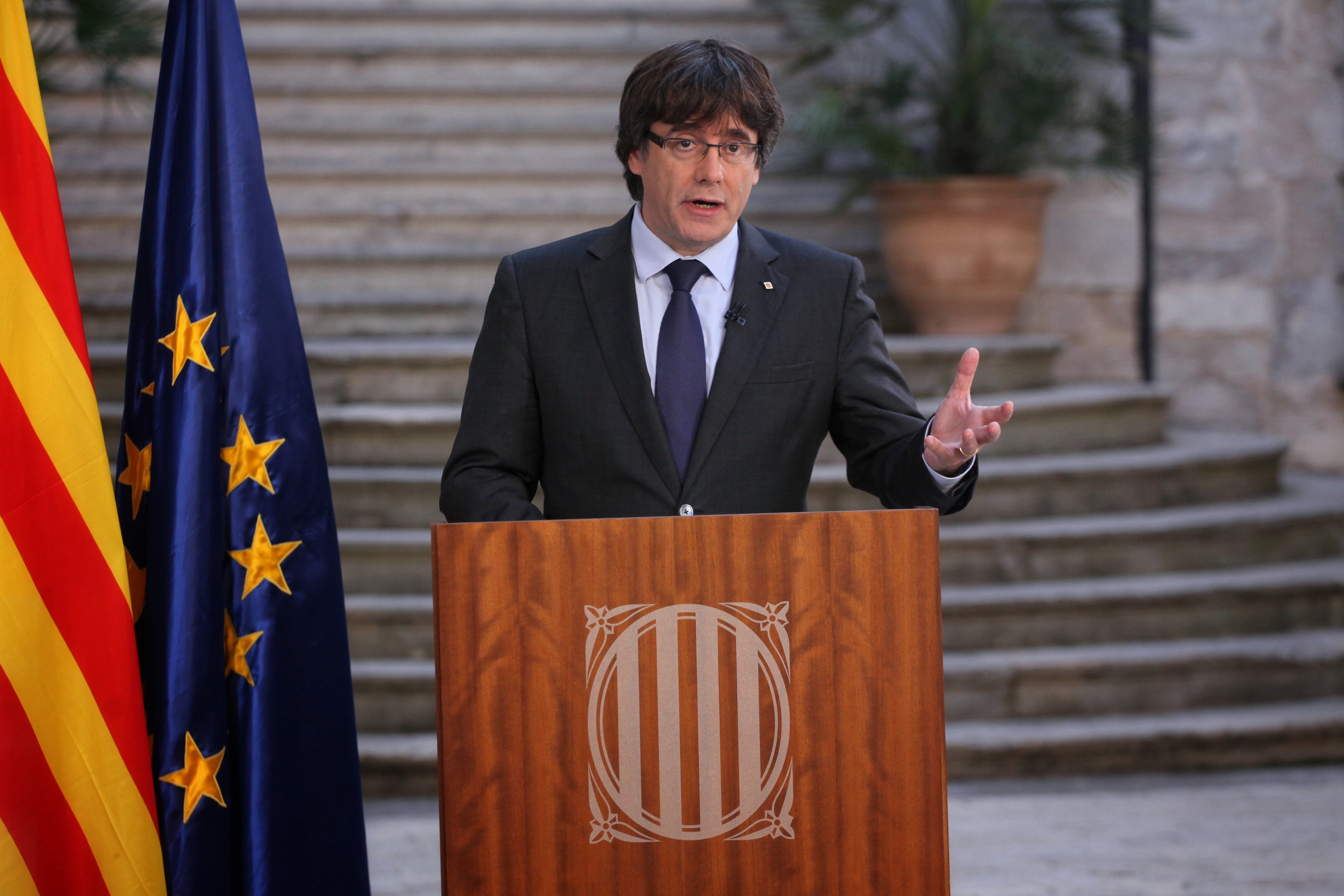
El president Puigdemont al día siguiente de la proclamación de independencia pronunciando un discurso por televisión desde Gerona. El discurso estaba grabado y cuando fue emitido Puigdemont ya estaba de camino a Bruselas.

Se tardó más de un mes para que Esquerra Republicana y Junts per Cataluña encontraran una salida a la situación de bloqueo del Parlamento. Así el 1 de marzo de 2018 se aprobó una moción con los votos de los tres grupos independentistas en la que se denunciaba la «destitución ilegal e ilegítima» de Carles Puigdemont como presidente de la Generalidad, negando pues validez a la aplicación del artículo 155, y en la que se reivindicaba el resultado favorable a la independencia del referéndum ilegal celebrado el día 1 de octubre. Ese mismo día por la tarde Carles Puigdement anunciaba desde Bruselas que renunciaba «provisionalmente» a ser el candidato a la investidura y proponía a Jordi Sánchez, número 2 de la lista de Junts per Catalunya y entonces en prisión, como su sustituto.

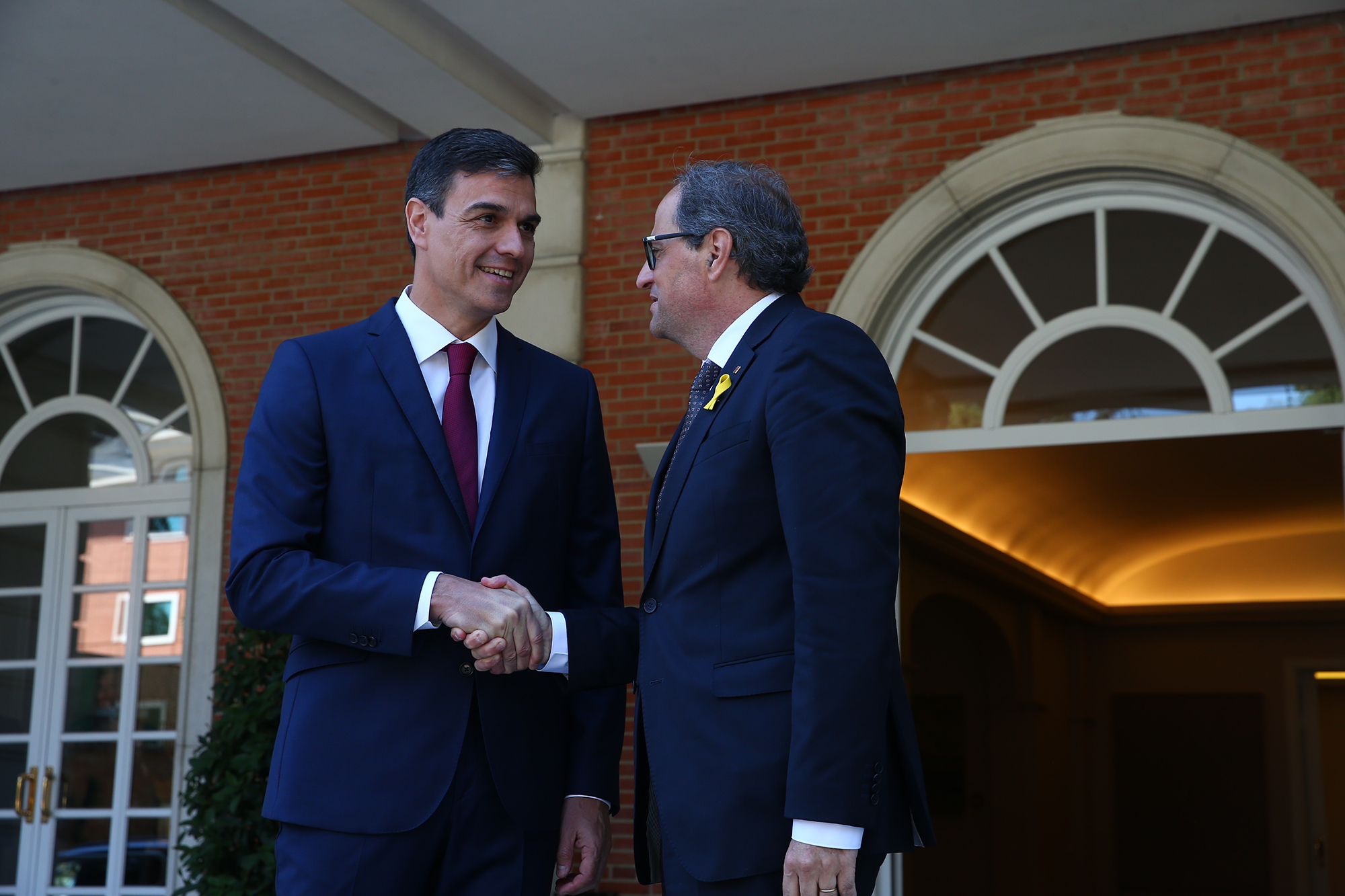
Entrevista en el Palacio de la Moncloa entre el presidente del gobierno español Pedro Sánchez y el president de la Generalitat Quim Torra (9 de julio de 2018).

Sin embargo, el juez del Tribunal Supremo Pablo Llarena denegó el permiso para que Sánchez pudiera asistir al pleno de investidura que estaba convocado para el día 12 de marzo ―que Torrent tuvo que suspender hasta que se resolviera el recurso que iban a presentar los abogados de Sánchez―, por lo que la situación de bloqueo continuó, agravada además por el rechazo de la CUP a la candidatura de Sánchez porque apoyarla supondría la «sumisión a la legalidad española» y porque no iba encaminada a la «materialización de la república». La CUP también rechazó el programa de gobierno que le presentaron Esquerra Republicana y Junts per Catalunya por considerarlo «autonomista» y porque no iba dirigido a «implementar políticas republicanas efectivas».
El tercer intento de investir un presidente de la Generalidad también resultó fallido porque el candidato Jordi Turull no consiguió el apoyo de la CUP en la primera votación celebrada el 22 de marzo y porque al día siguiente el juez del Tribunal Supremo Pablo Llarena lo envió a prisión junto con otros tres exconsellers y la expresidenta del Parlamento Carme Forcadell. Un cuarto intento tampoco tuvo éxito porque el 12 de abril el juez del Tribunal Supremo Pablo Llarena volvió a denegar el permiso carcelario a Jordi Sànchez, que por segunda vez había sido propuesto como candidato a la presidencia de la Generalidad, por lo que el presidente del Parlamento Roger Torrent tuvo que aplazar el pleno de investidura previsto para el día siguiente.
Finalmente, y tras el intento desbaratado por el Tribunal Constitucional de investir a distancia a Carles Puigdemont, el Parlamento invistió el 14 de mayo como nuevo presidente de la Generalidad a Quim Torra, el candidato designado por Puigdemont desde Berlín. Fue investido en segunda votación por mayoría simple gracias a los votos de Junts per Catalunya y de Esquerra Republicana y la abstención de la CUP. Las primeras palabras de Torra tras la votación fueron de agradecimiento al «president Puigdemont» del que aseguró: «Lo investiremos».
El 2 de junio de 2018 tomó posesión el nuevo Govern de Quim Torra con lo que se puso fin así a la aplicación del artículo 155 de la Constitución española de 1978 en Cataluña. Ese mismo día prometía el cargo de presidente del gobierno español Pedro Sánchez, líder del PSOE, tras haber ganado el día anterior la moción de censura contra Mariano Rajoy gracias al apoyo de Podemos, del PNV, de Compromís y de los dos partidos independentistas catalanes, Esquerra Republicana de Catalunya y PDeCAT.

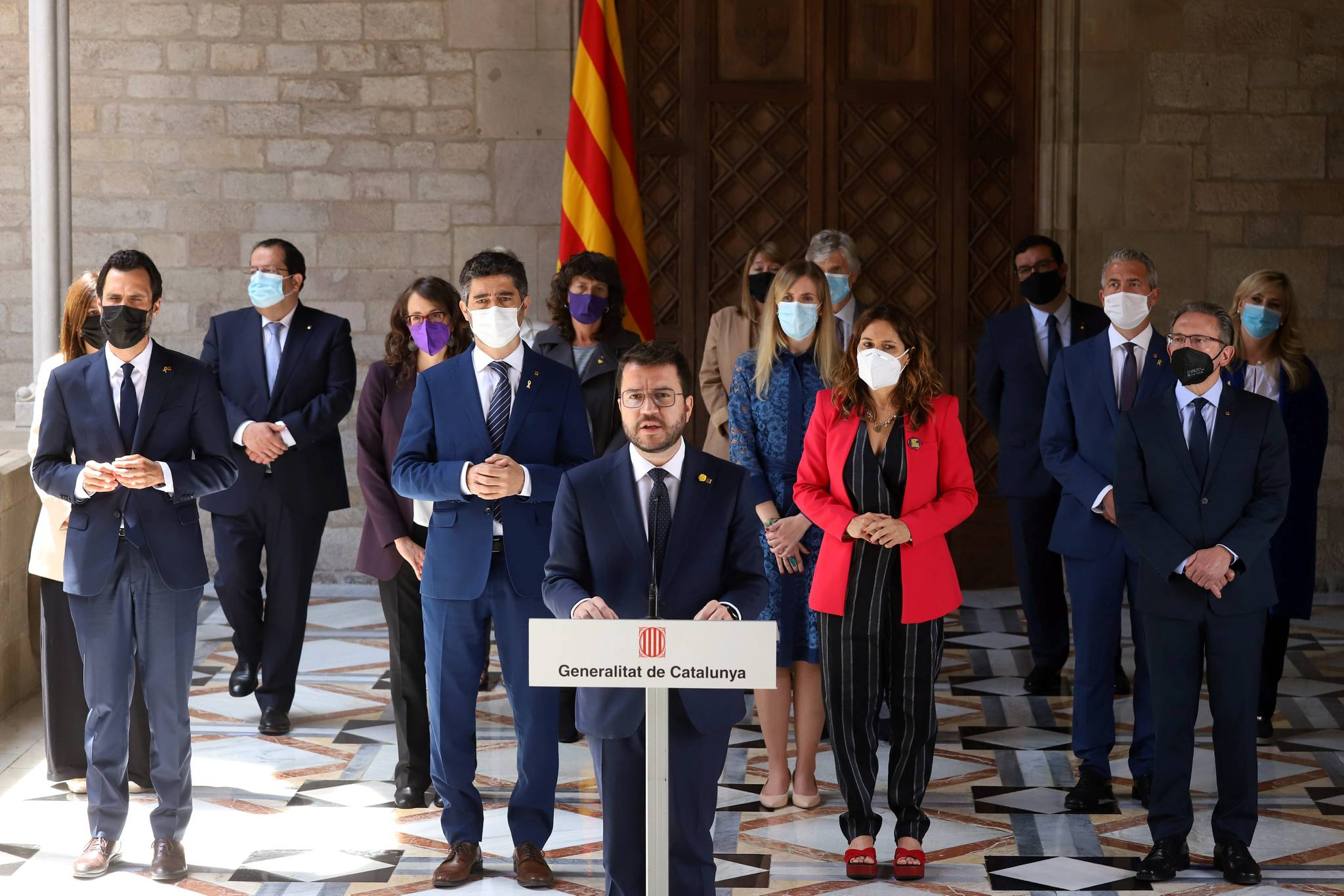
Primera comparecencia pública del nuevo Govern con el president Pere Aragonès al frente (26 de mayo de 2021).

Entre el 12 de febrero y el 12 de junio de 2019 tuvo lugar el juicio a los líderes del proceso independentista catalán. La sentencia la dio a conocer el Tribunal Supremo el 14 de octubre de 2019 por la que los acusados fueron condenados a penas de prisión de entre 9 y 13 años por un delito de sedición y no de rebelión, como pedía la fiscalía. Tras pasar tres años y medio en la cárcel fueron indultados el 22 de junio de 2021 por el Gobierno de coalición del PSOE y Unidas Podemos presidido por Pedro Sánchez.
El 14 de febrero de 2021 se celebraron las Elecciones al Parlamento de Cataluña de 2021 en las que los partidos independentistas reforzaron su mayoría absoluta (Esquerra Republicana de Catalunya, 33 escaños; Junts, 32; y la CUP, 9) y superaron el 50% de los votos, con una baja participación (del 53%) a causa de la Pandemia de COVID-19 en España. El partido más votado, sin embargo, fue el PSC con Salvador Illa al frente (obtuvo 33 escaños). Vox entró en el Parlament (11 diputados) y Ciudadanos se hundió (pasando de 36 diputados a 6). En comú podem mantuvo sus 8 escaños y el PP pasó de 4 a 3. El PDeCAT no consiguió representación. El 21 de mayo, más de tres meses después de la celebración de las elecciones, el candidato de Izquierda Republicana de Catalunya Pere Aragonés fue investido por el Parlamento como nuevo presidente de la Generalidad de Cataluña gracias a los votos de su partido y de las otras dos formaciones independentistas, CUP y Junts. Aragonés declaró en su discurso de investidura que su propósito era «culminar la independencia».
El Govern de coalición ERC-Junts presidido por Pere Aragonès sólo duró un año y cuatro meses (499 días) porque el 7 de octubre de 2022 Junts, tras consultar a la militancia, decidió abandonarlo, rompiéndose así la unidad del independentismo después de ocho años. Jordi Sànchez, exsecretario general de Junts y contrario a la decisión de su partido, declaró que con la salida de Junts del Govern «el procés se ha cerrado definitivamente». Ahora se abre «un nuevo ciclo» que lleva a una «situación desconocida», añadió.